# Liste der denkmalgeschützten Objekte in Steyr-Steyr/S–Z
Die Liste der denkmalgeschützten Objekte in Steyr-Steyr S–Z enthält die 234 (von insgesamt 574) denkmalgeschützten, unbeweglichen Objekte der Steyrer Katastralgemeinde Steyr mit Straßennamen beginnend ab S.

## Denkmäler
| Foto |                 | Denkmal | Standort                                                        | Beschreibung | Metadaten |
| ---- | --------------- | --- | --------------------------------------------------------------- | --- | --- |
| ja   | Datei hochladen | Schaftfabrik, ehem. Objekt XIII der Waffenfabrik HERIS-ID: 113168 Objekt-ID: 131416seit 2020                      | Schaftgasse 2 Standort KG: Steyr                                | Teil von „Die patriarchale Industriedenkmalanlage von Josef Werndl und der Österreichischen Waffenfabriksgesellschaft 1870 bis 1920/21“. Das Fabrikobjekt XIII der Österreichischen Waffenfabriksgesellschaft wurde 1887 als neue Fertigungsstätte für Gewehrschäfte auf der Eysninsel errichtet. Die Südfassade beherrscht das Ufer des Steyr-Flusses. Bei diesem Gebäude kam zum ersten Mal in Steyr die Stahlbeton-Plattenbauweise zum Einsatz. Bei einem Bombenangriff im Februar 1944 verbrannten im Gebäude hilflos 60 eingesperrte italienische Kriegsgefangene bzw. Zwangsarbeiter. Von dem Bombenschaden waren Teile des Ost- und Westflügels betroffen. Nach dem Krieg erfolgte der Wiederaufbau in reduzierter Form, wobei vor allem die Fassaden stark verändert wurden. Es handelt sich um ein langes zweigeschoßiges Bauwerk mit einem dreigeschoßigen Mittelrisalit. Die Kubatur und die grundlegende Bauform stammt von der einstigen Fabrik. Die Giebel über dem Mittelrisalit und über den Seitenfassaden wurden verbreitert und vereinfacht, die Segmentbogenöffnungen durch rechteckige Fensteröffnungen ersetzt. Das Innere ist in seiner ursprünglichen Gestalt jedoch zum Teil gut erhalten. In allen Geschoßen finden sich die ursprünglichen „Gusssäulen“ und Kappengewölbe. Auch die originalen Fensteröffnungen sind erhalten. Die beiden Stiegenhäuser besitzen ihre ursprünglichen Steinstufen und ihr bauzeitliches Metallgeländer. Die Unterschutzstellung bezieht sich auf die Außenerscheinung und im Inneren auf die erhaltenen bauzeitlichen Bauteile wie Gusseisensäulen, Kappengewölbe, Fensterleibungen, Stiegenhäuser mit Metallgittern. Stellung unter Denkmalschutz am 18. Juni 2019 | BDA-Hist.: Q105646982 Status: Bescheid Stand der BDA-Liste: 2025-06-30 Name: Schaftfabrik, ehem. Objekt XIII der Waffenfabrik GstNr.: .1216/1 |
| ja   | Datei hochladen | Wehr in der Steyr zwischen Bogenbrücke und ehem. Schaftfabrik HERIS-ID: 113171 Objekt-ID: 131419seit 2020         | bei Schaftgasse 2 Standort KG: Steyr                            | Teil von „Die patriarchale Industriedenkmalanlage von Josef Werndl und der Österreichischen Waffenfabriksgesellschaft 1870 bis 1920/21“. Das Wehr diente dazu, einerseits das Wasser des Steyrflusses in seiner Fließgewalt zu beruhigen andererseits wurde hier das sogenannte ehemalige Gsangwasser abgeleitet. Dieser Wasserkanal diente ursprünglich unter anderem der Energieversorgung von Objekt X der Österreichischen Waffenfabriksgesellschaft (heute Fabrikinsel 1 und 2), welches sich auf der ehemaligen Insel zwischen Gsangwasser und Steyr-Fluss befindet. Stellung unter Denkmalschutz am 18. Juni 2019 | BDA-Hist.: Q105646989 Status: Bescheid Stand der BDA-Liste: 2025-06-30 Name: Wehr in der Steyr zwischen Bogenbrücke und ehem. Schaftfabrik GstNr.: 1398/1 Voglsang-Wehr (Steyr) |
| ja   | Datei hochladen | Stohl-Haus und Mauer HERIS-ID: 40656 Objekt-ID: 40646                                                             | Schlüsselhofgasse 43 Standort KG: Steyr                         | Zweigeschoßiges traufständiges, im Kern aus dem 16. Jahrhundert stammendes Gebäude mit repräsentativer spätbarocker Stuckfassade an der Schauseite und den beiden je dreiachsigen Querfassaden. Längsfassade mit sechs unregelmäßig situierten Achsen. Erdgeschoß gequadert, die Fenster mit Wellenrautengittern weisen genutete Umrahmungen auf. Außermittig situiertes Sandsteinportal aus dem 3. Viertel des 17. Jahrhunderts, mit geschwungener eisenvergitterter Oberlichte, gerader Verdachung und bekrönenden Pinienzapfen zwischen zwei Voluten. Im ersten Obergeschoß reicher spätbarocker Stuck aus dem 3. Viertel des 18. Jahrhunderts, in rosa und gelben Farbtönen. Bänder, Rocaille und Volutenbögen zieren die Parapet- und Sturzfelder über den geraden Verdachungen. Zwischen den Fensterachsen befinden sich asymmetrische ausgesparte geschwungene Flächen mit volkskünstlerisch abgewandelten Rocaillemotiven. Unter dem Walmdach gekehltes Dachgesims. Gassenseitig Einfassungsmauer aus Bruchsteinen, links Biedermeierportal aus Sandstein auf Prellsteinen mit mittigem Keilstein, bez. „1822“, und mit gebänderter Brettertür. Datum der Unterschutzstellung: 11. Dezember 1990 | BDA-Hist.: Q37995618 Status: Bescheid Stand der BDA-Liste: 2025-06-30 Name: Stohl-Haus und Mauer GstNr.: 1193/2, .375/1, 1214/4, 1194, 1193/1 |
| ja   | Datei hochladen | Kommunaler Wohnbau HERIS-ID: 108100 Objekt-ID: 125503                                                             | Schlüsselhofgasse 52, 54 Standort KG: Steyr                     | 1929 nach Plänen von Pirkl & Eysert, Filiale Steyr sowie den Architekten Hingerl und Wimmer im zeittypischen Baustil des städtischen sozialen Wohnbaues errichtetes dreigeschoßiges Doppelwohnhaus unter gemeinsamen Walmdach. Schlüsselhofgasse 52: Fassade Schlüsselhofgasse mit mittig situiertem eckigen Portal in leicht vorspringendem Mittelteil. Der Mittelteil im Erdgeschoß in Sichtbeton ausgeführt, je eine runde Belichtungsöffnung seitlich des Portales. Abschluss durch Gesims mit hochgezogenem Mittelteil. Über dem Portal querrechteckige Stiegenhausfenster. Rieselverputzte Fassade. Seitlich an das Stiegenhaus schließen die Sanitärbereiche, die durch Kleinstfenster sowie horizontale rote Faschen gekennzeichnet sind, an. Je zwei Achsen beidseitig des Mittelteiles. Die Fenster mit schlichten Faschen umrahmt. Betonung der Gebäudeecken durch vertikale Faschen. Gartenseitige Fassade sechsachsig, die beiden mittleren Achsen durch Kleinstfenster und horizontale Faschen gekennzeichnet. Schlüsselhofgasse 54: Gleiche Fassadengestaltung wie Schlüsselhofgasse 52. Datum der Unterschutzstellung: 31. Dezember 2009 | BDA-Hist.: Q37811968 Status: § 2a Stand der BDA-Liste: 2025-06-30 Name: Kommunaler Wohnbau GstNr.: .1721, .1722 Steyr Schlüsselhofgasse 52, 54 |
| ja   | Datei hochladen | Bürgerhaus HERIS-ID: 32925 Objekt-ID: 30143                                                                       | Schlüsselhofgasse 55 Standort KG: Steyr                         | Es handelt sich um eine zweigeschoßige, im Kern spätgotische und im Barock veränderte Hausanlage über u-förmigen Grundriss. Die faschengerahmte Längsfassade des Hauptgebäudes weist sechs unregelmäßig angeordneten Achsen im Erdgeschoß auf, das Obergeschoß vierachsig. In der dritten Achse von links steinernes Rechteckportal mit eisenvergitterter Oberlichte, links davon zwei Fensteröffnungen mit geputzten Umrahmungen und Wellenrautengittern. Das Obergeschoß leicht vorkragend, ruhend auf fünf Segmentbogenunterzügen die auf Steinkonsolen ansetzen. Zwischen erster und zweiter Achse in barock geschwungenem Rahmen Haussegensbild „Muttergottes mit Kind auf Mondsichel mit den Heiligen Florian und Sebastian“. Querfassade eternitvertäfelt, im Erdgeschoß fünf-, im Obergeschoß vierachsig. Zweigeschoßiger Giebel mit zwei, bzw. einer Fensteröffnung, abschließend mächtiges Krüppelwalmdach. Im Norden eingeschoßiger Anbau mit Toröffnung und Satteldach. Die nach Süden gerichtete Fassade des Hofflügels siebenachsig. Die Hofflügel schließen mit Satteldächern ab, hier haben sich mehrere mächtige barock gestaltete Schornsteine erhalten. Datum der Unterschutzstellung: 6. September 1990 | BDA-Hist.: Q37949852 Status: Bescheid Stand der BDA-Liste: 2025-06-30 Name: Bürgerhaus GstNr.: .366/1 |
| ja   | Datei hochladen | Schlüsselhof, ehem. Wirtschaftshof HERIS-ID: 65251 Objekt-ID: 78071                                               | Schlüsselhofgasse 65 Standort KG: Steyr                         | Zweigeschoßiger ehemaliger Ansitz, bzw. Zehenthof, 1292 erstmals urkundlich erwähnt. An der Enns situiertes, im Kern spätmittelalterliches Hauptgebäude mit abschließendem mächtigen Walmdach. An der flussseitigen Fassade im Süden ebenfalls zweigeschoßiger, im Erdgeschoß zweiachsiger Anbau. Am Anbau alte Fassadendekorationen unter neueren Putzschichten erkennbar (Putzkante, Fensterfaschen, Eckquaderung, Fresko), zum Teil spätgotische Fenstergewände erhalten. An der Hauptfassade rechts des Anbaues im Erdgeschoß vermauerte Rundbogentür mit Steingewände. Auch an dieser Fassade Sgraffitodekorationen unter neueren Putzschichten erhalten. Vier mächtige Stützpfeiler, der Nördlichste in zwei Bauphasen errichtet, gliedern die Fassade vertikal. An das Hauptgebäude schließen zwei im 16. Jahrhundert errichtete Trakte mit abschließenden Satteldächern an. An der Nordwestfassade sind Reste der ursprünglichen Fassadendekorationen, z. B. Horizontalband sowie ein vermauertes Rundbogenportal erkennbar. Die Hoffassaden sind sehr schlicht gehalten. Am Hauptgebäude im Obergeschoß Fresko, an den Seitenflügeln je eine rundbogige Nische, die ursprünglich Heiligenfiguren enthielten. Der Denkmalschutz bezieht sich lediglich auf das Hauptgebäude sowie die beiden Seitenflügel, nicht jedoch auf den den Vierkanter abschließenden in der 1. Hälfte des 20. Jahrhunderts errichteten Eingangstrakt. Datum der Unterschutzstellung: 18. Dezember 2009 | BDA-Hist.: Q38109781 Status: Bescheid Stand der BDA-Liste: 2025-06-30 Name: Schlüsselhof, ehem. Wirtschaftshof GstNr.: .362 |
| ja   | Datei hochladen | Arbeiterwohnhaus HERIS-ID: 107876 Objekt-ID: 125241                                                               | Schosserstraße 2 Standort KG: Steyr                             | Teil der zwischen 1918 und 1920 nach Plänen des Architekten Eugen Fassbender errichteten zweiten Bauphase der Arbeiterwohnanlage auf der Hohen Ennsleite. 1919 fertiggestellt. Zweigeschoßiges Arbeiterwohnhaus auf doppelt T-förmiger Grundfläche. Fassadengestaltung mit Anklängen an den Heimatstil. Fassade zur Schosserstraße neunachsig, der siebenachsige Mittelteil etwas zurückversetzt. Gebäudemittig rechteckiges Portal, durch seitliche Pfeiler, die ein abgewalmtes Vordach tragen, betont. Mittig dreiachsiger Giebel, der ohne optische Trennung an der Hauptfassade ansetzt. Schlichte Fassadengestaltung. Die Fenster mit Sohlbankgesimsen, vertikale Gliederung zwischen Erd- und Obergeschoß durch ein einfach profiliertes Gesims mit Ziegeldeckung. Fassadenabschluss durch profiliertes Traufgesims. Die beiden Querfassaden je zweiachsig. Gartenseitig leicht vortretender fünfachsiger Mittelrisalit mit abschließendem Dreiecksgiebel. Die beiden Seitentrakte schließen mit Walmdächern ab. Datum der Unterschutzstellung: 31. Dezember 2009 | BDA-Hist.: Q37811356 Status: § 2a Stand der BDA-Liste: 2025-06-30 Name: Arbeiterwohnhaus GstNr.: .1512 Steyr Schosserstraße 2 |
| ja   | Datei hochladen | Arbeiterwohnhaus HERIS-ID: 107878 Objekt-ID: 125243                                                               | Schosserstraße 5 Standort KG: Steyr                             | Teil der zwischen 1918 und 1920 nach Plänen des Architekten Eugen Fassbender errichteten zweiten Bauphase der Arbeiterwohnanlage auf der Hohen Ennsleite. 1919 fertiggestellt. Zweigeschoßiges Arbeiterwohnhaus auf doppelt T-förmiger Grundfläche. Fassadengestaltung mit Anklängen an den Heimatstil. Hauptfassade gartenseitig der Hangkante zugewandt. Neunachsig, der siebenachsige Mittelteil etwas zurückversetzt. Gebäudemittig rechteckiges Portal. Dreiachsiger Giebel, der ohne optische Trennung an der Hauptfassade ansetzt. Die Gebäudeecken der gartenseitigen Fassade werden im Erdgeschoß je durch einen fünfseitigen Erker betont. Schlichte Fassadengestaltung. Die Fenster mit Sohlbankgesimsen, vertikale Gliederung zwischen Erd- und Obergeschoß durch ein einfach profiliertes Gesims mit Ziegeldeckung. Fassadenabschluss durch profiliertes Traufgesims. Die beiden Querfassaden je zweiachsig. Die straßenseitige Fassade mit leicht vortretendem fünfachsigem Mittelrisalit mit abschließendem Dreiecksgiebel. Die beiden Seitentrakte schließen mit Walmdächern ab. Datum der Unterschutzstellung: 31. Dezember 2009 | BDA-Hist.: Q37811367 Status: § 2a Stand der BDA-Liste: 2025-06-30 Name: Arbeiterwohnhaus GstNr.: .1513 Steyr Schosserstraße 5 |
| ja   | Datei hochladen | Arbeiterwohnhaus HERIS-ID: 107880 Objekt-ID: 125245                                                               | Schubertstraße 3 Standort KG: Steyr                             | Teil der zwischen 1918 und 1920 nach Plänen des Architekten Eugen Fassbender errichteten zweiten Bauphase der Arbeiterwohnanlage auf der Hohen Ennsleite. 1919 fertiggestellt. Zweigeschoßiges Arbeiterwohnhaus auf doppelt T-förmiger Grundfläche. Fassadengestaltung mit Anklängen an den Heimatstil. Fassade zur Schubertstraße neunachsig, der siebenachsige Mittelteil etwas zurückversetzt. Gebäudemittig rechteckiges Portal, durch seitliche Pfeiler, die ein abgewalmtes Vordach tragen, betont. Mittig dreiachsiger Giebel, der ohne optische Trennung an der Hauptfassade ansetzt. Schlichte Fassadengestaltung. Die Fenster mit Sohlbankgesimsen, vertikale Gliederung zwischen Erd- und Obergeschoß durch ein einfach profiliertes Gesims mit Ziegeldeckung. Fassadenabschluss durch profiliertes Traufgesims. Die Querfassaden zwei- bzw. dreiachsig. Gartenseitig leicht vortretender fünfachsiger Mittelrisalit mit abschließendem Dreiecksgiebel. Die beiden Seitentrakte schließen mit Walmdächern ab. Datum der Unterschutzstellung: 31. Dezember 2009 | BDA-Hist.: Q37811376 Status: § 2a Stand der BDA-Liste: 2025-06-30 Name: Arbeiterwohnhaus GstNr.: .1510 Steyr Schubertstraße 3 |
| ja   | Datei hochladen | Arbeiterwohnhaus HERIS-ID: 107881 Objekt-ID: 125246                                                               | Schubertstraße 4 Standort KG: Steyr                             | Teil der zwischen 1918 und 1920 nach Plänen des Architekten Eugen Fassbender errichteten zweiten Bauphase der Arbeiterwohnanlage auf der Hohen Ennsleite. 1919 fertiggestellt. Zweigeschoßiges Arbeiterwohnhaus auf doppelt T-förmiger Grundfläche. Das Gebäude straßenseitig zwischen den beiden benachbarten anschließenden Objekten ehrenhofartig zurückversetzt errichtet. Fassadengestaltung mit Anklängen an den Heimatstil. Fassade zur Schubertstraße neunachsig, der siebenachsige Mittelteil etwas zurückversetzt. Gebäudemittig rechteckiges Portal, durch seitliche Pfeiler, die ein abgewalmtes Vordach tragen, betont. Mittig zweiachsiger Giebel, der ohne optische Trennung an der Hauptfassade ansetzt. Auf dem geschwungen ausgeführten Giebelhauptgeschoß setzt abschließend ein Dreiecksgiebel mit halbkreisförmiger Belichtungsöffnung an. Schlichte Fassadengestaltung. Vertikale Gliederung durch profilierte Sohlbankgesimse in den beiden Hauptgeschoßen. Schlichte Umrahmungen der Fenster, wobei die drei mittleren Fensteröffnungen des Obergeschoßes im Sturzbereich mit konkaven, im Giebel mit dreieckigen Putzfeldern enden. Fassadenabschluss durch profiliertes Traufgesims. Die Querfassaden je zweiachsig. Gartenseitig leicht vortretender fünfachsiger Mittelrisalit mit abschließendem Dreiecksgiebel. Die beiden Seitentrakte schließen straßenseitig mit Krüppelwalmdächern ab. Datum der Unterschutzstellung: 31. Dezember 2009 | BDA-Hist.: Q37811386 Status: § 2a Stand der BDA-Liste: 2025-06-30 Name: Arbeiterwohnhaus GstNr.: .1508 Steyr Schubertstraße 4 |
| ja   | Datei hochladen | Arbeiterwohnhaus HERIS-ID: 107882 Objekt-ID: 125247                                                               | Schubertstraße 6 Standort KG: Steyr                             | Teil der zwischen 1918 und 1920 nach Plänen des Architekten Eugen Fassbender errichteten zweiten Bauphase der Arbeiterwohnanlage auf der Hohen Ennsleite. 1919 fertiggestellt. Zweigeschoßiges Arbeiterwohnhaus auf doppelt T-förmiger Grundfläche. Fassadengestaltung mit Anklängen an den Heimatstil. Fassade zur Schubertstraße neunachsig, der siebenachsige Mittelteil etwas zurückversetzt. Gebäudemittig rechteckiges Portal, durch seitliche Pfeiler, die ein abgewalmtes Vordach tragen, betont. Mittig zweiachsiger Giebel, der ohne optische Trennung an der Hauptfassade ansetzt. Auf dem geschwungen ausgeführten Giebelhauptgeschoß setzt abschließend ein Dreiecksgiebel mit halbkreisförmiger Belichtungsöffnung an. Schlichte Fassadengestaltung. Vertikale Gliederung durch profilierte Sohlbankgesimse in den beiden Hauptgeschoßen. Schlichte Umrahmungen der Fenster, wobei die drei mittleren Fensteröffnungen des Obergeschoßes im Sturzbereich mit konkaven, im Giebel mit dreieckigen Putzfeldern enden. Fassadenabschluss durch profiliertes Traufgesims. Die Querfassaden je zweiachsig. Gartenseitig leicht vortretender fünfachsiger Mittelrisalit mit abschließendem Dreiecksgiebel. Die beiden Seitentrakte schließen straßenseitig mit Krüppelwalmdächern ab. Datum der Unterschutzstellung: 31. Dezember 2009 | BDA-Hist.: Q37811398 Status: § 2a Stand der BDA-Liste: 2025-06-30 Name: Arbeiterwohnhaus GstNr.: .1509 Steyr Schubertstraße 6 |
| ja   | Datei hochladen | Bürgerhaus, Wohnhaus HERIS-ID: 56898 Objekt-ID: 66518                                                             | Schuhbodengasse 1 Standort KG: Steyr                            | Zweigeschoßiges traufständiges siebenachsiges Bürgerhaus mit abschließendem Satteldach, Wiederaufbau nach Stadtbrand 1842. Biedermeierliche Fassadengestaltung. Erdgeschoß mit Putzquaderung, die Fenster mit Stabfaschenumrahmungen. Mittig situiertes Rechteckportal mit Steingewände mit Volutenbekrönung, schmiedeeisern beschlagenes Türblatt. Profiliertes Kordongesims zwischen den Geschoßen. Obergeschoß rieselverputzt, Betonung der Gebäudekanten durch vertikale Putzfaschen, Fenster mit Stabfaschenumrahmungen. Fassadenabschluss durch reich profiliertes Traufgesims. Im Dachbereich zwei giebelständige Gaupen mit Satteldächern. Datum der Unterschutzstellung: 24. April 1996 (Ensemble Steyrdorf) | BDA-Hist.: Q38074025 Status: Bescheid Stand der BDA-Liste: 2025-06-30 Name: Bürgerhaus, Wohnhaus GstNr.: .526 |
| ja   | Datei hochladen | Bürgerhaus, Handwerkerhaus HERIS-ID: 44979 Objekt-ID: 45874                                                       | Schuhbodengasse 2 Standort KG: Steyr                            | Kleines zweigeschoßiges dreiachsiges traufständiges Wohn- und Handwerkerhaus, im Kern aus dem 16. Jahrhundert stammend. Nach Stadtbrand 1842 im heutigen Erscheinungsbild wiederhergestellt. Erdgeschoß mit Jalousienbänderung. In der rechten Achse rechteckiges Steinportal mit Oberlichte, bezeichnet „1842“, und mit original beschlagenem Türblatt. Fenster des Erdgeschoßes mit schlichter Umrahmung, schmiedeeisernen Fenstergittern und Metallfensterläden. Das Obergeschoß glatt verputzt und durch Putzfaschen gerahmt. Fenster mit schlichter Umrahmung. Fassadenabschluss durch reich profiliertes Kranzgesims. Satteldach Datum der Unterschutzstellung: 13. März 1986 (Ensemble Steyrdorf) | BDA-Hist.: Q38012363 Status: Bescheid Stand der BDA-Liste: 2025-06-30 Name: Bürgerhaus, Handwerkerhaus GstNr.: .541 |
| ja   | Datei hochladen | Bürgerhaus, ehem. Handwerkerhaus HERIS-ID: 56900                                                                  | Schuhbodengasse 4 Standort KG: Steyr                            | Das einfache eingeschoßige traufständige sechsachsige ehemalige Wohn- und Handwerkerhaus stammt aus der Mitte des 19. Jahrhunderts. Die Fassade ist glatt verputzt, rechts befindet sich ein rechteckiges steinernes Hausportal. Die beiden Fenster des Wohnbereiches haben Holzfensterläden, der Werkstättenbereich eine rechteckige Ladentür und zwei Fensteröffnungen. Der Fassadenabschluss erfolgt durch eine Hohlkehle. Das Satteldach weist eine Schleppgaupe auf. Die beabsichtigte Unterschutzstellung wurde NICHT durchgeführt. | BDA-Hist.: Q126122372 Status: Bescheid Stand der BDA-Liste: 2025-06-30 Name: Bürgerhaus, ehem. Handwerkerhaus GstNr.: .540 |
| ja   | Datei hochladen | Bürgerhaus, Handwerkerhaus HERIS-ID: 44980 Objekt-ID: 45875                                                       | Schuhbodengasse 5 Standort KG: Steyr                            | Zweigeschoßiges ungemein langgestrecktes traufständiges neunachsiges ehemaliges Wohn- und Handwerkerhaus, im Kern aus dem 16. Jahrhundert stammend, Fassadengestaltung nach Stadtbrand von 1842. Erdgeschoß glatt verputzt mit schlicht profilierten Faschenrahmungen für die Fenster. Drei Portalöffnungen, die beiden linken segment- bzw. rundbogig aus der Mitte des 19. Jahrhunderts. Renaissanceportal in der rechten Seitenachse mit Korbbogen, Diamantquaderung und Volutenkeilstein aus der Zeit um 1600. Im Obergeschoß über profiliertem Kordongesims Pilasterordnung, darüber Putzarchitrav und profiliertes Kranzgesims. Fenster in Faschenrahmung, mit geraden Verdachungen auf Konsolen. Parapetfelder mit Rhombenplatten. Gartenseitige Fassade im Erdgeschoß schindelartige Bänderung, darüber breites Putzband. Im Obergeschoß unter den Fenstern halbkreisförmige Platten, über den Fenstern Rechteckplatten mit Quasten und Rhombendekor. Satteldach. Datum der Unterschutzstellung: 13. März 1986 (Ensemble Steyrdorf) | BDA-Hist.: Q38012374 Status: Bescheid Stand der BDA-Liste: 2025-06-30 Name: Bürgerhaus, Handwerkerhaus GstNr.: .530/1 |
| ja   | Datei hochladen | Bürgerhaus, Handwerkerhaus HERIS-ID: 44981seit 2024                                                               | Schuhbodengasse 6 Standort KG: Steyr                            | Das zweigeschoßige traufständige sechsachsige Wohnhaus, das im Kern aus dem 16. Jahrhundert stammt, wurde 1842 verändert. Die Fassade ist glatt verputzt und ohne sonstige Fassadengliederungselemente. Die Fenster haben Stabfaschenumrahmungen. Im Erdgeschoß in der vierten Achse von rechts befindet sich ein biedermeierliches Schulterbogenportal mit Oberlichte und originalem Blechbeschlag, links daneben Segmentbogenfenster mit Steingewände. In den rechten drei Fensteröffnungen des Erdgeschoßes befinden sich Wabengitter. Datum der Unterschutzstellung: 13.10.2023 (Ensemble Steyrdorf) | BDA-Hist.: Q126122373 Status: Bescheid Stand der BDA-Liste: 2025-06-30 Name: Bürgerhaus, Handwerkerhaus GstNr.: .539 |
| ja   | Datei hochladen | Bürgerhaus, Wohnhaus HERIS-ID: 56901 Objekt-ID: 66521                                                             | Schuhbodengasse 7 Standort KG: Steyr                            | Zweigeschoßiges traufständiges vierachsiges Bürgerhaus mit abschließendem Satteldach, im Kern aus dem 16. Jahrhundert stammend. Fassaden nach Stadtbrand 1842 neu gestaltet. Vier unregelmäßige Achsen. Erdgeschoß ungegliedert, Fenster ohne entsprechende Umrahmungen. In der zweiten Achse von rechts rechteckiges Steinportal mit schmiedeeisern vergitterter Oberlichte und Volutenbekrönungen, bez. „IB 1842 KM“. Profiliertes Kordongesims zwischen den Geschoßen. Vertikale Gliederung des Obergeschoßes durch zwischen den Fensterachsen situierte Pilaster. Betonung der linken Gebäudekante durch geputzte Eckquader. Fassadenabschluss durch reich profiliertes Traufgesims. Hofseitig zweigeschoßiger vierachsiger Trakt. Datum der Unterschutzstellung: 24. April 1996 (Ensemble Steyrdorf) | BDA-Hist.: Q38074034 Status: Bescheid Stand der BDA-Liste: 2025-06-30 Name: Bürgerhaus, Wohnhaus GstNr.: .531 |
| ja   | Datei hochladen | Bürgerhaus, Wohnhaus HERIS-ID: 56902 Objekt-ID: 66522                                                             | Schuhbodengasse 8 Standort KG: Steyr                            | Einfaches zweigeschoßiges traufständiges, im Obergeschoß fünfachsiges Wohnhaus mit abschließendem Satteldach, im Kern aus dem 16./17. Jahrhundert stammend. Fassade im 19./20. Jahrhundert verändert, bzw. reduziert. Schlichte Fassade ohne weitere Fassadengliederungselemente, die Fenster ohne entsprechende Umrahmungen. Im Erdgeschoß in der zweiten Achse von rechts Kragsturzportal mit abgefastem Gewände aus dem 16. Jahrhundert und später aufgesetzter Rundbogenoberlichte, schmiedeeisernes Türblatt mit Rautenmotiv. Der linke Erdgeschoßbereich durch Geschäftseinbau im 20. Jahrhundert verändert. Datum der Unterschutzstellung: 24. April 1996 (Ensemble Steyrdorf) | BDA-Hist.: Q38074044 Status: Bescheid Stand der BDA-Liste: 2025-06-30 Name: Bürgerhaus, Wohnhaus GstNr.: .538 |
| ja   | Datei hochladen | Bürgerhaus, Wohnhaus HERIS-ID: 56903 Objekt-ID: 66523                                                             | Schuhbodengasse 9 Standort KG: Steyr                            | Schlichtes zweigeschoßiges vierachsiges traufständiges ehemaliges Wohn- und Handwerkerhaus mit abschließendem Satteldach, im Kern aus dem 16. Jahrhundert stammend. Fassade glatt verputzt ohne weitere Fassadengliederungselemente. Sämtliche Fenster mit Stabfaschenumrahmungen. Im Erdgeschoß in der zweiten Achse von links segmentbogig abschließendes Hausportal, schlichtes Steingewände, schmiedeeisern beschlagenes Türblatt mit Rautenmotiv. Fassadenabschluss durch reich profiliertes Traufgesims. Datum der Unterschutzstellung: 24. April 1996 (Ensemble Steyrdorf) | BDA-Hist.: Q38074053 Status: Bescheid Stand der BDA-Liste: 2025-06-30 Name: Bürgerhaus, Wohnhaus GstNr.: .533 |
| ja   | Datei hochladen | Bürgerhaus HERIS-ID: 56904 Objekt-ID: 66524                                                                       | Schuhbodengasse 10 Standort KG: Steyr                           | Zweigeschoßiges traufständiges vierachsiges Bürgerhaus mit abschließendem Satteldach, im Kern aus dem 16. Jahrhundert stammend. Neuzeitliche rieselverputzte Fassade ohne weitere Fassadengliederungselemente. Die drei Fensteröffnungen des Erdgeschoßes mit Stabfaschenumrahmungen, jene des Obergeschoßes ohne Umrahmungen. Im Erdgeschoß rechts rechteckiges Portal mit Steingewände mit Volutenabschluss, Oberlichte und der Bezeichnung „IS 1849 KS“. Fassadenabschluss durch reich profiliertes biedermeierliches Traufgesims. Datum der Unterschutzstellung: 24. April 1996 (Ensemble Steyrdorf) | BDA-Hist.: Q38074065 Status: Bescheid Stand der BDA-Liste: 2025-06-30 Name: Bürgerhaus GstNr.: .537 |
| ja   | Datei hochladen | Bürgerhaus, Wohnhaus HERIS-ID: 56905 Objekt-ID: 66525                                                             | Schuhbodengasse 11 Standort KG: Steyr                           | Zweigeschoßiges traufständiges siebenachsiges ehemaliges Wohn- und Handwerkerhaus mit abschließendem Satteldach, im Kern aus dem 17. Jahrhundert stammend. Die Fassade neuzeitlich verändert, glatt verputzt ohne weitere Fassadengliederungselemente. Die Fensterachsen unregelmäßig situiert. Sämtliche Fenster mit stabfaschengerahmten steinernem Gewände und Sohlbankgesims. In der vierten Achse von links großes rechteckiges Hausportal, in der zweiten Achse von rechts eckige Toröffnung. Die Tor- und die Portalöffnung mit stabfaschengerahmten steinernem Gewände und mittigem Keilstein. Fassadenabschluss durch reich profiliertes biedermeierliches Traufgesims. Datum der Unterschutzstellung: 24. April 1996 (Ensemble Steyrdorf) | BDA-Hist.: Q38074076 Status: Bescheid Stand der BDA-Liste: 2025-06-30 Name: Bürgerhaus, Wohnhaus GstNr.: .534 |
| ja   | Datei hochladen | Bürgerhaus, Handwerkerhaus HERIS-ID: 44982 Objekt-ID: 45877                                                       | Schuhbodengasse 12 Standort KG: Steyr                           | Einfaches zweigeschoßiges Eckhaus mit Walmdach über unregelmäßig abgewinkeltem Grundriss im Kreuzungsbereich Schuhbodengasse – Wieserfeldplatz. Schlichte glatt verputzte Fassaden, lediglich die Fenster und z. T. auch die erdgeschoßigen Öffnungen mit einfachen Umrahmungen. Abschließend reich profiliertes Kranzgesims. Fassade Schuhbodengasse sechsachsig, in der zweiten Achse von rechts über zwei Stufen erreichbares rechteckiges Portal mit Oberlichte. Sturzoberkante volutenartig aufgewölbt. In der Oberlichte biedermeierliches Gitter mit Mittelrosette und Jahreszahl „1843“. Die Fassaden zum Wieserfeldplatz drei- bzw. fünfachsig. Datum der Unterschutzstellung: 13. März 1986 (Ensemble Steyrdorf) | BDA-Hist.: Q38012384 Status: Bescheid Stand der BDA-Liste: 2025-06-30 Name: Bürgerhaus, Handwerkerhaus GstNr.: .536 |
| ja   | Datei hochladen | Bürgerhaus, Handwerkerhaus HERIS-ID: 44983 Objekt-ID: 45878                                                       | Schuhbodengasse 13 Standort KG: Steyr                           | Zweigeschoßiges traufständiges biedermeierliches Eckhaus im Kreuzungsbereich Schuhbodengasse – Frauengasse. Das ehemalige Wohn- und Handwerkerhaus stammt im Kern aus dem 16. Jahrhundert. Fassadengestaltung 1842 nach Stadtbrand. Fassade Schuhbodengasse fünf-, Frauengasse zweiachsig. Genutetes Erdgeschoß mit in vertieften, rundbogig geschlossenen Feldern situierten Fenster- und Türöffnungen. Schuhbodengassenseitig mittig rechteckiges Steinportal mit Oberlichte und Volutenbekrönung. In der Oberlichte Gitter, bez. „1842“. Im Obergeschoß über reich profiliertem Gurtgesims Pilastergliederung sowie Eckquaderung. Über der Pilasterreihe Architrav, darüber reich profiliertes Kranzgesims. Abschließendes Walmdach. Zweigeschoßige pavillonartige Erweiterung des Hoftraktes aus der Zeit um 1900. Datum der Unterschutzstellung: 13. März 1986 (Ensemble Steyrdorf) | BDA-Hist.: Q38012393 Status: Bescheid Stand der BDA-Liste: 2025-06-30 Name: Bürgerhaus, Handwerkerhaus GstNr.: .535/2 |
| ja   | Datei hochladen | Bürgerhaus HERIS-ID: 38645 Objekt-ID: 38229                                                                       | Schulstiege 1 Standort KG: Steyr                                | An der ansteigenden Schulstiege gelegenes dreigeschoßiges langgestrecktes, dem unregelmäßigen Gassenverlauf folgendes spitzwinkelig zulaufendes Bürgerhaus, im Kern aus der Spätgotik stammend. Sparsamer renaissancezeitlicher Sgraffitodekor, die Fenster der Obergeschoße gerahmt, Quaderungen an den abgerundeten Ecken an der Schmalseite, die mit einem gekappten einachsigem Dreiecksgiebel abschließt. Längsfassade mit fünf unregelmäßig situierten Achsen. Erdgeschoß mit steinernem Rundbogenportal. Im ersten Obergeschoß rechts auf drei unregelmäßig gruppierten Segmentbogenunterzügen auf Konsolen ruhender Flacherker, die rechte Ecke mit Eckquaderung versehen. Abschließendes Krüppelwalmdach. Datum der Unterschutzstellung: 6. März 1990 | BDA-Hist.: Q37982836 Status: Bescheid Stand der BDA-Liste: 2025-06-30 Name: Bürgerhaus GstNr.: .134 Bürgerhaus Schulstiege 1, Steyr |
| ja   | Datei hochladen | Ehem. Objekt XIV der Waffenfabrik, Schießstätte und Kugelfang HERIS-ID: 113173 Objekt-ID: 131421seit 2020         | Schwimmschulstraße 1 Standort KG: Steyr                         | Teil von „Die patriarchale Industriedenkmalanlage von Josef Werndl und der Österreichischen Waffenfabriksgesellschaft 1870 bis 1920/21“. 1873 wurde mit der Errichtung einer Schießstätte am heutigen Standort begonnen. Der erste Ausbau erfolgte 1880, 1882 wurde der heute noch bestehende Kugelfang errichtet. 1889 wurde das Schießstättengebäude aufgestockt und 1920 für Wohnzwecke umgebaut. Schießstättengebäude: Es handelt sich um ein schlichtes zweigeschoßiges Gebäude mit einseitig abgewalmten Dach, dessen Nordfassade unmittelbar an eine Ecke des Arbeiterhauses Schwimmschulstraße 3 stößt. Gegliedert wird der Bau an Vorder- und Rückseite durch die Fensterachsen, sowie durch das große, bauzeitliche, zweiflügelige, segmentbogige Tor. Reich gestaltetes Traufgesims mit kleinen, länglichen, im unteren Teil abgetreppten Elementen, die einer Art neogotischem Dekor gleichen. Das Steyrer Werkzeichen ist markant in die Fassade gesetzt. Im Inneren hat sich die Durchfahrt mit Kopfsteinpflaster erhalten. Eine einläufige, gewendelte Treppe mit Steinstufen und einer Eisenunterkonstruktion verbindet die beiden Geschoße. Kugelfang: Dieser Schutzbau war erforderlich, damit beim Erproben der Waffen jene Geschoße, die ihr Ziel verfehlten, keine Menschenleben gefährdeten. Der monumentale, U-förmige Steinbau befindet sich am südwestlichen Ende der Eysninsel. Er ist aus unregelmäßigen Steinblöcken, deren Oberflächen glatt gearbeitet sind, gemauert. Auch die anschließende Schutzmauer ist noch zu einem großen Teil erhalten. Nicht mehr vorhanden sind hölzerne Bauteile der Anlage. Die Unterschutzstellung bezieht sich auf die Außenerscheinung des Schießstättengebäudes sowie im Inneren auf die Durchfahrt und das Stiegenhaus bis zum Dachboden und auf den völlig erhaltenen Kugelfang zur Gänze. Stellung unter Denkmalschutz am 18. Juni 2019 | BDA-Hist.: Q105646992 Status: Bescheid Stand der BDA-Liste: 2025-06-30 Name: Ehem. Objekt XIV der Waffenfabrik, Schießstätte und Kugelfang GstNr.: .278/12, 422/1 Schießstätte und Kugelfang, Steyr |
| ja   | Datei hochladen | Arbeitersiedlung Schwimmschulstraße (Arbeitersiedlung Eysnfeld) HERIS-ID: 113176 Objekt-ID: 131424seit 2020       | Schwimmschulstraße 2-9, 10, 11 Standort KG: Steyr               | Teil von „Die patriarchale Industriedenkmalanlage von Josef Werndl und der Österreichischen Waffenfabriksgesellschaft 1870 bis 1920/21“. Die Häuser Schwimmschulstraße 3, 5, 7 und 9 auf der Eysninsel wurden 1875 errichtet, 1876 folgten die Häuser Schwimmschulstraße 2, 4, 6 und 8. Die Häuser sind in ihrer Außenerscheinung bis auf kleine Ausnahmen ident gestaltet. Die beiden reicher gestalteten Kopfbauten Schwimmschulstraße 10 und 11 wurden im Jahr 1877 errichtet. Die acht zweigeschoßigen Einzelbauten über rechteckigem Grundriss schließen mit einem relativ flachen Satteldach ab. Nur der Stiegenhausrisalit mit dem Nebeneingang an der Rückseite tritt leicht vor. Die Haupterschließung erfolgte ursprünglich hausmittig über die Schwimmschulstraße. Bis auf die Häuser Nr. 2 und 4 haben noch alle die bauzeitlichen Eingangstüren. Bei Nr. 2 und 4 wurden jeweils ein Fenster an die Stelle der Türe gesetzt. An Vorder- und Rückseite jedes Hauses finden sich jeweils fünf, an den Seitenfassaden zwei Fensterachsen. Die Bauten erheben sich über einer abgestuften Sockelzone mit abschließendem Kordongesims. Darauf sitzen die Fenster des Erdgeschoßes, wobei die Seitenfronten, mit Ausnahme der südseitigen Fassade Schwimmschulstraße 2, Blindfenster aufweisen. Die Fensteröffnungen sind mit profilierten Faschen versehen. Getrennt werden das Erd- und Obergeschoß durch ein einfaches Gebälk. Die Fenster im Obergeschoß weisen zusätzlich zu den Faschen Sohlbänke und gerade Verdachungen auf, die Parapetzonen treten als Felder leicht vor. Ein profiliertes Traufgesims bildet den Abschluss der Fassaden. Die Seitenfassaden zeigen von Gesimsen gerahmte Giebelfelder mit einem oder zwei Giebelfenstern. Die schlichter gehaltenen Fassaden der Rückseiten weisen nur das geschoßtrennende Gebälk und je ein Sohlbankgesimse in beiden Geschoßen auf. Geschoßübergreifende Fensteröffnungen im Risalitbereich verweisen auf das dahinterliegende Stiegenhaus. Erhalten sind die Grünflächen, die einst als Nutzgärten den Bewohnern zusätzlich frische Nahrung lieferten. Die beiden Kopfbauten (Schwimmschulstraße 10 und 11) sind ebenfalls zweigeschoßig ausgeführt und schließen mit einem äußerst flachem Walmdach ab. An der Vorder- und Rückseite ist jeweils ein breiter Mittelrisalit situiert. Die Fassaden sind straßenseitig im Erdgeschoß fünf-, im Obergeschoß sechsachsig, an den Seiten zweiachsig und an der Rückseite sechsachsig. Das Erdgeschoß weist eine an den Baukanten nochmals verstärkte Quaderung auf. Das Sohlbankgesims ist durch den Mittelrisalit unterbrochen. Im breiten Mittelrisalit findet sich mittig das besonders betonte Portal, bei dem die Faschenrahmung über der darunter durchlaufenden Quaderung liegt. Wie bei den seitlichen faschengerahmten Fenstern betont ein Keilstein die Gliederung. Ein Gebälk setzt die Trennung zum Obergeschoß. Dieses zeigt eine regelmäßige Durchfensterung, wobei je zwei Achsen auf den Mittelrisalit und die beiden Seitentrakte aufgeteilt sind. Die Gliederung besteht aus Ecklisenen, Sohlbankgesimse, Traufgebälk und einer Rahmung der Fenster, die je aus einem vorgestellten Parapet, der Fensterfasche und einer mit dieser verbundenen geraden Fensterverdachung gebildet ist. Die Seitenfassaden zeigen ebenfalls die erhabene Quaderung der Baukanten im Erdgeschoß und die Ecklisenen im Obergeschoß. Auf der Rückseite verweisen die geschoßübergreifenden Fensteröffnungen im Risalitbereich auf das dahinterliegende Stiegenhaus. Auch hier sind die Grünflächen der ursprünglichen Nutzgärten noch vorhanden. Bei Haus Schwimmschulstraße 11 sind die historischen Zaunpfähle entlang der Grundstücksgrenze erhalten. Die Unterschutzstellung bezieht sich auf die Außenerscheinung der Häuser mit Ausnahme der späteren Zubauten sowie auf die Grünflächen des ehemals zugehörigen Nutzgärten, bei Schwimmschulstraße 11 einschließlich der historischen Zaunpfähle. Stellung unter Denkmalschutz am 18. Juni 2019 | BDA-Hist.: Q105647000 Status: Bescheid Stand der BDA-Liste: 2025-06-30 Name: Arbeitersiedlung Schwimmschulstraße (Arbeitersiedlung Eysnfeld) GstNr.: .278/5, 426/3, .278/3, 426/7, 426/8, .278/4, 426/5, 426/6, .278/1, 426/11, 426/12, .278/2, 426/9, 426/10, .278/7, 425/10, 425/11, .278/8, 425/8, 425/9, .278/9, 425/6, 425/7, .278/10, 425/4, 425/5, .278/11, 425/2, 425/3 Arbeitersiedlung Schwimmschulstraße, Steyr |
| ja   | Datei hochladen | Grabplatte HERIS-ID: 108104 Objekt-ID: 125507                                                                     | Seifentruhe Standort KG: Steyr                                  | An der Straße in eine Stützmauer in Form eines giebelständigen Bildstockes eingemauert. Sogenannter Kunz Horn Epitaph, gestiftet 1489 vom Nürnberger Tuchhändler Kunz Horn. Hochqualitative spätgotische Arbeit aus rötlichem Adneter Marmor, die Darstellung ist zweigeteilt. Oben Kreuzigungsszene, in der Mitte Christus am Kreuz, links Maria und rechts der Evangelist Johannes. Unten befindet sich eine bemerkenswerte Darstellung einer Gregoriusmesse. Vor dem Altar kniet der Papst, ein Kardinal hält die Tiara, ein Diakon kniet zur rechten des Papstes, links befindet sich ein Bischof. Auf der rechten Seite sind ein weiterer Kardinal und ein Diakon dargestellt. Hinter dem Altarbild sieht man Christus in der Grabkufe vor dem Kreuz, umgeben von den Werkzeugen seines Leidens. Die betenden Personen neben dem Wappen stellen Kunz Horn und seine Gemahlin dar. Die Platte befindet sich in einem aus Konglomeratgestein gefertigten Bildstock und ist von spätgotischem Astwerk umrahmt. Datum der Unterschutzstellung: 31. Dezember 2009 | BDA-Hist.: Q37811978 Status: § 2a Stand der BDA-Liste: 2025-06-30 Name: Grabplatte GstNr.: 962/19 Kunz-Horn-Epitaph (Steyr) |
| ja   | Datei hochladen | Petzengütl mit Kapelle HERIS-ID: 46851 Objekt-ID: 49127                                                           | Sepp-Stöger-Straße 13 Standort KG: Steyr                        | Das zweigeschoßige Hauptgebäude, das Petzengütl, ist ein spätmittelalterlicher-frühneuzeitlicher Ansitz, der zur Sepp Stöger-Straße als zweiachsiger Giebelbau mit Krüppelwalm in Erscheinung tritt. Die dem Innenhof zugewandte Fassade vierachsig mit rezent angestelltem Stiegenhaus mit rundbogiger Eingangsnische. An den Gebäudekanten jeweils Runderker über ausgerundeten Konsolstein und abgefasten Pfeiler mit abschließendem Kegeldach. Zwischen den beiden Runderkern einachsig vorspringender Anbau mit steinernem Kordongesims und abschließendem Walmdach. Gartenseitig vierachsig, übergiebelter Risalit mit ursprünglich wohl offener, rezent verglaster einachsiger überwölbter Loggia, an welche eine seitlich einläufige Außenstiege anschließt. Unter der Loggia bemerkenswertes Verkündigungsrelief um 1600. Schmiedeeiserne Fenstergitter in Rauten- und Wellenrautenform, an der Giebelfront Fensterkörbe. Hier Gedenktafel, Sterbehaus von Josef Werndl. Westlich nach Rücksprung rundbogiges Einfahrtsportal. Im Nordwesten zweigeschoßiger Nebentrakt mit abschließendem Walmdach, älterer Baukern, um 1800 und im 19. Jahrhundert verändert. Rieselverputzte Fronten, drei zu zehn Achsen, zur Sepp-Stöger-Straße im Obergeschoß zwei größere segmentbogig abschließende Fensteröffnung. Im Dachbereich mittig situierter Zwerchgiebel. In östlicher Richtung an das Hauptgebäude anschließend Mauer mit rechteckigem Portal mit geschweiften Giebel, seitlich von Pilastern flankiert. Die Kapelle zeigt an den Schmalseiten jeweils barocke Giebel mit Putzschnittverzierungen. Datum der Unterschutzstellung: 10. September 1996 | BDA-Hist.: Q38024198 Status: Bescheid Stand der BDA-Liste: 2025-06-30 Name: Petzengütl mit Kapelle GstNr.: .302, .303 Petzengütl, Steyr |
| ja   | Datei hochladen | Skulptur HERIS-ID: 108106 Objekt-ID: 125510                                                                       | bei Sepp-Stöger-Straße 13 Standort KG: Steyr                    | Steinerne barocke Vasenskulptur unbekannter Herkunft, vor dem Petzengütl, Sepp Stöger-Straße 13 situiert. Filigrane Arbeit, Vase mit Blumenschmuck. Datum der Unterschutzstellung: 31. Dezember 2009. | BDA-Hist.: Q37811996 Status: § 2a Stand der BDA-Liste: 2025-06-30 Name: Skulptur GstNr.: 1322/2 Steyr Sepp Stöger-Straße Skulptur |
| ja   | Datei hochladen | Waschbrunnen HERIS-ID: 108113 Objekt-ID: 125517                                                                   | Sierninger Straße Standort KG: Steyr                            | Seltenes, noch funktionstüchtig erhaltenes Beispiel eines sogenannten Waschhäuschens, in dem früher allgemein zugänglich Wäsche gewaschen werden konnte. Schlichtes gemauertes Häuschen mit Hohlkehle und abschließendem einfachem Satteldach. Zugang durch schlichte eckige Holztüre in der östlichen Giebelwand. Im Süden große querrechteckige Öffnung. Im Inneren gemauerter Wassertrog mit Wasserzufluss. Datum der Unterschutzstellung: 31. Dezember 2009 | BDA-Hist.: Q37812026 Status: § 2a Stand der BDA-Liste: 2025-06-30 Name: Waschbrunnen GstNr.: .881/3 Waschbrunnen (Steyr) |
| ja   | Datei hochladen | Lebzelterhaus samt Einrichtung HERIS-ID: 38648 Objekt-ID: 38233                                                   | Sierninger Straße 1 Standort KG: Steyr                          | Bedeutende spätgotische Bürgerhausanlage mit Fassaden, kleinem zweigeschoßigen Arkadenhof mit einfachen Pfeilern und innerer Struktur aus dem 16. Jahrhundert. Im ersten Obergeschoß zwei repräsentative Wohnräume mit ebenfalls denkmalgeschützter Einrichtung aus dem 18./19. Jahrhundert. Fassade Sierninger Straße: Dreigeschoßig, im Erd- und zweiten Obergeschoß je vier Achsen, im ersten Obergeschoß fünf Achsen. Die Obergeschoße springen erkerartig vor, sie ruhen auf Kragsteinen mit dazwischen situierten breiten Segmentbögen. Die spitzbogigen Fensteröffnungen des Erdgeschoßes stammen aus der Zeit vor 1530, das repräsentative Spätrenaissance-Portal wurde um 1600 geschaffen. Daten der Unterschutzstellungen: 23. November 1939 und 13. März 1986 (Ensemble Steyrdorf) | BDA-Hist.: Q1811233 Status: Bescheid Stand der BDA-Liste: 2025-06-30 Name: Lebzelterhaus samt Einrichtung GstNr.: .462 Lebzelterhaus (Steyr) |
| ja   | Datei hochladen | Bürgerhaus HERIS-ID: 44984 Objekt-ID: 45879                                                                       | Sierninger Straße 3 Standort KG: Steyr                          | Traufständiges an der Sierninger Straße gelegenes dreigeschoßiges fünfachsiges Bürgerhaus, im Kern aus dem 16. Jahrhundert stammend, mit biedermeierlicher Fassadierung. Fassade Sierninger Straße: Erdgeschoßzone verändert, segmentbogiges Portal aus der zweiten Hälfte des 19. Jahrhunderts. Drei Fensteröffnungen des Hauptgeschoßes mit reich profilierten gotischen Steingewänden, kreuzförmig geteilt mit Stäben und Hohlkehlen, aus der Zeit um 1500. Sonst Biedermeierfenster mit Faschenrahmungen. Rhombenförmiger Stuckdekor in der Parapetzone des Hauptgeschoßes. Als Bekrönung über allen Fenstern fächerförmiger Stuck. Im Hauptgeschoß in der vierten Achse von links Wandbild des hl. Florian in Barockrahmen aus dem späten 18. Jahrhundert. Fassade Gschaiderberg: Viergeschoßig, die drei Obergeschoße je vierachsig. Sgraffitodekor in Form vertikaler Bänder im Bereich der Gebäudekanten, horizontale Bänder zwischen den Geschoßen sowie entsprechende Umrahmungen der Fensteröffnungen. Datum der Unterschutzstellung: 13. März 1986 (Ensemble Steyrdorf) | BDA-Hist.: Q38012404 Status: Bescheid Stand der BDA-Liste: 2025-06-30 Name: Bürgerhaus GstNr.: .463 |
| ja   | Datei hochladen | Bürgerhaus, Wohnhaus HERIS-ID: 44985 Objekt-ID: 45880                                                             | Sierninger Straße 4 Standort KG: Steyr                          | Stattliches traufständiges dreigeschoßiges siebenachsiges Bürgerhaus, im Kern aus dem 16. Jahrhundert stammend, mit schlichter Fassadengestaltung. Erdgeschoß mit rechteckigem Hausportal mit Steingewände und Oberlichte in der dritten Achse von rechts. Links des Portals Geschäftsauslage vom Ende des 19. Jahrhunderts. Betonung der Gebäudeenden durch je eine vertikale Putzfasche. Horizontale Putzfasche zwischen Erd- und erstem Obergeschoß. Fenster mit schlichten Umrahmungen. Im ersten Obergeschoß anstelle des Mittelfensters Fresko „Krönung Mariä“ mit Baldachin aus der ersten Hälfte des 19. Jahrhunderts. Fassadenabschluss durch profiliertes Kranzgesims. Datum der Unterschutzstellung: 13. März 1986 (Ensemble Steyrdorf) | BDA-Hist.: Q38012412 Status: Bescheid Stand der BDA-Liste: 2025-06-30 Name: Bürgerhaus, Wohnhaus GstNr.: .501 |
| ja   | Datei hochladen | Bürgerhaus HERIS-ID: 44986 Objekt-ID: 45881                                                                       | Sierninger Straße 5 Standort KG: Steyr                          | Stattliches traufständiges dreigeschoßiges Bürgerhaus, im Kern aus dem 16. Jahrhundert stammend, spätklassizistische Fassadengestaltung. Fassade Sierninger Straße mit sechs regelmäßig verteilten Fensterachsen. Rekonstruktion der Erdgeschoßzone 2011, Rückbau der störenden Auslagenbereiche. Putzquaderung, in der dritten Achse von rechts Renaissanceportal mit flach gedrücktem Korbbogen mit Diamantquadern, Muscheldekor und Konsole aus der Zeit um 1600. Zart profiliertes Kordongesims. Die rieselverputzten Obergeschoße durch ein Horizontalgesims getrennt, vertikale Gliederung zwischen den einzelnen Achsen durch Pilaster. Fenster mit einfachen Putzfaschenrahmungen. Fassadenabschluss durch reich profiliertes Kranzgesims. Fassade zur Hangkante über dem Wehrgraben dreigeschoßig, rechts dreigeschoßiger dreiachsiger Anbau mit Satteldach und schlichter Fassadengestaltung. Linker Gebäudeteil mit je vier verglasten Pfeilerarkaden in den Obergeschoßen. Datum der Unterschutzstellung: 13. März 1986 (Ensemble Steyrdorf) | BDA-Hist.: Q38012423 Status: Bescheid Stand der BDA-Liste: 2025-06-30 Name: Bürgerhaus GstNr.: .464 |
| ja   | Datei hochladen | Bürgerhaus, Wohnhaus HERIS-ID: 45111 Objekt-ID: 46009                                                             | Sierninger Straße 6 Standort KG: Steyr                          | Hohes viergeschoßiges turmartig wirkendes spätmittelalterliches Bürgerhaus auf schmaler Parzelle. Erdgeschoß rezent verändert. Die Fassade der Obergeschoße über flachen Segmentbögen auf Kragsteinen leicht vorspringend. Erstes Obergeschoß drei-, die beiden folgenden Geschoße je zweiachsig. Sämtliche Fensteröffnungen der Obergeschoße mit spätgotisch abgefasten steinernen Fenstergewänden, im ersten Obergeschoß zudem mit vorkragenden Sohlbänken. Architekturmalerei, Eckquader und Fensterumrahmungen, im Stil des 16. Jahrhunderts. Fassadenabschluss durch stark profiliertes Kranzgesims. An der Westfassade im dritten Obergeschoß kleine Spionfensteröffnung. Datum der Unterschutzstellung: 13. März 1986 (Ensemble Steyrdorf) | BDA-Hist.: Q38013357 Status: Bescheid Stand der BDA-Liste: 2025-06-30 Name: Bürgerhaus, Wohnhaus GstNr.: .500 |
| ja   | Datei hochladen | Bürgerhaus, Wohnhaus HERIS-ID: 44987 Objekt-ID: 45882                                                             | Sierninger Straße 7 Standort KG: Steyr                          | Zweigeschoßiges traufständiges Bürgerhaus, ab 1819 Gasthaus „Zur Sonne“, im Kern aus dem 16. Jahrhundert stammend. Schlichte Fassadengestaltung aus dem Jahr 1967. Fassade Sierninger Straße: Erdgeschoß vierachsig mit einfachen Umrahmungen, die drei linken Öffnungen mit segmentbogigem Abschluss. Obergeschoß über Rundbögen auf Kragsteinen leicht vorkragend, die beiden rechten Bögen zu einem größeren umgebaut. Schlichte Einfassung des Obergeschoßes durch Putzband. Sechs unregelmäßig angeordnete Fensteröffnungen mit einfachen Umrahmungen. Fassadenabschluss durch reich profiliertes Kranzgesims. Schmiedeeiserner Wirtshausausleger „Zur Sonne“ aus der Zeit um 1820. Fassade an der Hangkante über dem Wehrgraben dreigeschoßig, z. T. fünfachsig mit völlig unregelmäßiger Fensteraufteilung, schlichte Fassadengestaltung. Datum der Unterschutzstellung: 13. März 1986 (Ensemble Steyrdorf) | BDA-Hist.: Q38012433 Status: Bescheid Stand der BDA-Liste: 2025-06-30 Name: Bürgerhaus, Wohnhaus GstNr.: .465 |
| ja   | Datei hochladen | Bürgerhaus, Wohnhaus HERIS-ID: 44988 Objekt-ID: 45883                                                             | Sierninger Straße 8 Standort KG: Steyr                          | Bürgerhausanlage in Form eines reduzierten Vorderhaus-Hofflügel-Hinterhaus Typus, im Kern aus dem 16. Jahrhundert stammend. Dreigeschoßige vierachsige traufständige Fassade an der Sierninger Straße, Fassadengestaltung aus dem 4. Viertel des 19. Jahrhunderts. Erdgeschoß rezent verändert mit eckigem schlichten Hausportal. Profiliertes Konsolgesims im linken Hausbereich. Die drei linken Fenster des ersten Obergeschoßes je mit profilierter Umrahmung, Sohlbankgesims, Parapet- und Sturzfeld sowie gerader Verdachung. Im rechten Gebäudebereich einachsiger flacher Erker über Rundbogen auf profilierten Kragsteinen ruhend. Das Fenster mit profilierter Umrahmung, Sohlbankgesims und Sturzfeld. Erkerabschluss durch reiches Kranzgesims. An der Erkerseitenwand Spionfensterchen. Die vier Fensteröffnungen des zweiten Obergeschoßes je mit profilierter Umrahmung mit Keilstein und Sohlbankgesims. Fassadenabschluss durch reich profiliertes Kranzgesims. Im kleinen Innenhof Steinportal aus dem 17. Jahrhundert. Datum der Unterschutzstellung: 13. März 1986 (Ensemble Steyrdorf) | BDA-Hist.: Q38012443 Status: Bescheid Stand der BDA-Liste: 2025-06-30 Name: Bürgerhaus, Wohnhaus GstNr.: .499 |
| ja   | Datei hochladen | Bürgerhaus HERIS-ID: 44989 Objekt-ID: 45884                                                                       | Sierninger Straße 9 Standort KG: Steyr                          | Zweigeschoßiges traufständiges Bürgerhaus mit schlichter Fassade, im Kern aus dem 17. Jahrhundert stammend. Erdgeschoßöffnungen rezent verändert. Zart profiliertes Kordongesims. Betonung der Gebäudekanten im Obergeschoß durch vertikale Putzfaschen. Fünf regelmäßig angeordnete Fensterachsen mit einfachen Umrahmungen. Durchgehende vertikale Putzfaschen seitlich an den Fensteröffnungen. Durch horizontale Putzfaschen im Parapet- bzw. Sturzbereich umrahmte Felder. Im Sturzbereich Betonung der Ecken durch Viertelkreise. Reich profiliertes Kranzgesimse. Fassade am Steilhang über dem Wehrgraben: Zweigeschoßige traufständige schlichte Fassade mit unregelmäßiger Achsanordnung, fünf Fenster im Obergeschoß. Abschließend steiles Satteldach. Datum der Unterschutzstellung: 13. März 1986 (Ensemble Steyrdorf) | BDA-Hist.: Q38012448 Status: Bescheid Stand der BDA-Liste: 2025-06-30 Name: Bürgerhaus GstNr.: .466 |
| ja   | Datei hochladen | Bürgerhaus HERIS-ID: 44990 Objekt-ID: 45885                                                                       | Sierninger Straße 10 Standort KG: Steyr                         | Bürgerhausanlage bestehend aus Vorderhaus und dreiflügeligem hinteren Bereich mit Arkadenhof, im Kern aus dem 16. Jahrhundert stammend. Optisch dreigeschoßig wirkende vierachsige Fassade an der Sierninger Straße mit hoher Stirnmauer. Erdgeschoß rezent verändert. Je vier regelmäßig angeordnete Fenster mit schlichter Umrahmung in den beiden Obergeschoßen. Die beiden seitlichen Fensteröffnungen des zweiten Obergeschoßes geschlossen, da hier hinter der hochgezogenen Stirnmauer bereits das Satteldach ansetzt. Stirnmauerabschluss durch reich profiliertes Gesims. Arkadenhof mit Laubengang aus dem 16. Jahrhundert mit einer toskanischen Säule. Datum der Unterschutzstellung: 13. März 1986 (Ensemble Steyrdorf) | BDA-Hist.: Q38012457 Status: Bescheid Stand der BDA-Liste: 2025-06-30 Name: Bürgerhaus GstNr.: .498 |
| ja   | Datei hochladen | Bürgerhaus HERIS-ID: 44991 Objekt-ID: 45886                                                                       | Sierninger Straße 11 Standort KG: Steyr                         | Dreigeschoßige traufständig Bürgerhausanlage mit u-förmigem Grundriss und kleinem Arkadenhof, im Kern aus dem 16. Jahrhundert stammend. Schlichte, stark veränderte vierachsige Fassade an der Sierninger Straße. In der zweiten Achse von links rechteckiges Hausportal, profiliertes Steingewände mit segmentbogiger Oberlichte. Obergeschoße durch Faschen zwischen den Geschoßen und an den Gebäudekanten gegliedert. Fenster mit schlichten Umrahmungen. Erstes Obergeschoß durch flachen einachsigen Erker über dem Portal akzentuiert. Fensteröffnung mit Parapetfeld. Fassadenabschluss durch reich profiliertes Traufgesims. Arkadenöffnungen des Innenhofes auf abgefasten Wandpfeilern im Erdgeschoß, auf toskanischen Säulen in den Obergeschoßen. Schlichte Fassade über Steilhang zum Wehrgraben dreigeschoßig mit unregelmäßiger Achsaufteilung und unregelmäßigen Fenstergrößen. Datum der Unterschutzstellung: 13. März 1986 (Ensemble Steyrdorf) | BDA-Hist.: Q38012467 Status: Bescheid Stand der BDA-Liste: 2025-06-30 Name: Bürgerhaus GstNr.: .467 |
| ja   | Datei hochladen | Bürgerhaus, Wohn- u. Handwerkerhaus HERIS-ID: 44992 Objekt-ID: 45887                                              | Sierninger Straße 12 Standort KG: Steyr                         | Dreigeschoßiges traufständiges Bürgerhaus über L-förmigem Grundriss, im Kern aus dem 16. Jahrhundert stammend. Fassadengestaltung aus den Jahren 1934 bzw. 1960. Erdgeschoßiger Geschäftsbereich mit symmetrischem Aufbau. Erdgeschoß von den Obergeschoßen durch kurzes über die gesamte Hauslänge sich erstreckendes Vordach getrennt. Die Obergeschoße mit fünf regelmäßig angeordneten Achsen. Glatte Fassade ohne jegliche Gliederung, lediglich das profilierte Traufgesims aus dem 19. Jahrhundert erhalten. Datum der Unterschutzstellung: 13. März 1986 (Ensemble Steyrdorf) | BDA-Hist.: Q38012477 Status: Bescheid Stand der BDA-Liste: 2025-06-30 Name: Bürgerhaus, Wohn- u. Handwerkerhaus GstNr.: .497 |
| ja   | Datei hochladen | Bürgerhaus, Wohn- u. Handwerkerhaus HERIS-ID: 44993 Objekt-ID: 45888                                              | Sierninger Straße 13 Standort KG: Steyr                         | Schlichtes zweigeschoßiges traufständiges ehemaliges Bürgerhaus, im Kern aus dem 16./17. Jahrhundert stammend. Fassadengestaltung aus dem Jahr 1949. Erdgeschoß links mit segmentbogigem Portal mit profilierten Steingewände. Rechts dreiteilige Auslage mit profiliertem Steingewände. Erdgeschoß kleinteilig verfließt. Im Obergeschoß zwei querrechteckige größere Fensteröffnungen mit Ohrenfaschen und Keilstein. Über dem Eingang in Putz Steyrer Panther und Band mit Schriftzug „Fritz und Gertrude Mörtenhuber 1949“. Reich profiliertes Traufgesims von der biedermeierlichen Fassade erhalten. Im Dachbereich über die gesamte Hauslänge reichende Schleppgaupe. Vertäfelte Fassade am Steilhang über dem Wehrgraben optisch viergeschoßig, die drei unteren Geschoße zweiachsig, unregelmäßige Größe und Anordnung der Fenster. Datum der Unterschutzstellung: 13. März 1986 (Ensemble Steyrdorf) | BDA-Hist.: Q38012486 Status: Bescheid Stand der BDA-Liste: 2025-06-30 Name: Bürgerhaus, Wohn- u. Handwerkerhaus GstNr.: .468 |
| ja   | Datei hochladen | Bürgerhaus, Wohn- u. Handwerkerhaus HERIS-ID: 44994 Objekt-ID: 45889                                              | Sierninger Straße 14 Standort KG: Steyr                         | Ehemaliges giebelständiges Wohn- und Handwerkerhaus des 16. Jahrhunderts, in der Biedermeierzeit umgebaut und neu fassadiert. Dreigeschoßige dreiachsige Fassade mit zartem Stuckdekor aus der Zeit um 1830. Schlichte Erdgeschoßzone, Öffnungen mit Steingewänden, Hausportal segmentbogig. Im ersten Obergeschoß seitlich Pilaster, Fenster in schlichten Faschenrahmen mit Keilsteinen. Zart profiliertes Kordongesims zwischen den beiden Obergeschoßen. Zweites Obergeschoß mit Pilasterordnung, Fenster mit korbbogig geschlossener Stuckrahmung sowie Rhombendekor in den Parapetfeldern und in den Bekrönungen. Die beiden seitlichen Fenster durch Fensterläden geschlossen. Fassadenabschluss durch reich profiliertes Kranzgesims. Datum der Unterschutzstellung: 13. März 1986 (Ensemble Steyrdorf) | BDA-Hist.: Q38012496 Status: Bescheid Stand der BDA-Liste: 2025-06-30 Name: Bürgerhaus, Wohn- u. Handwerkerhaus GstNr.: .496 Sierninger Straße 14, Steyr |
| ja   | Datei hochladen | Bürgerhaus, Wohnhaus HERIS-ID: 44995 Objekt-ID: 45890                                                             | Sierninger Straße 15 Standort KG: Steyr                         | Kleines zweigeschoßiges traufständiges Bürgerhaus mit kleinem Innenhof. Fassade Sierninger Straße: Erdgeschoß rezent verändert, rechts rundbogig profiliertes Hausportal. Reich profiliertes Kordongesims. Obergeschoßfassade aus der Biedermeierzeit. Drei regelmäßig angeordnete Fensteröffnungen mit einfachen Umrahmungen. Vertikale Gliederung der Fassade durch Pilaster an den Gebäudeenden und zwischen den Fensterachsen. Fassadenabschluss durch reich profiliertes Kranzgesims. Dreigeschoßige traufständige Fassade an der Hangkante über dem Wehrgraben. Dreiachsig, die Fensteröffnungen mit schlichten Umrahmungen, Fassadenabschluss durch profiliertes Traufgesims. Datum der Unterschutzstellung: 13. März 1986 (Ensemble Steyrdorf) | BDA-Hist.: Q38012507 Status: Bescheid Stand der BDA-Liste: 2025-06-30 Name: Bürgerhaus, Wohnhaus GstNr.: .469 |
| ja   | Datei hochladen | Bürgerhaus, Wohn- u. Handwerkerhaus HERIS-ID: 44996 Objekt-ID: 45891                                              | Sierninger Straße 16 Standort KG: Steyr                         | Bürgerhaus, optisch dreigeschoßig wirkendes ehemaliges Giebelhaus mit im 4. Viertel des 19. Jahrhunderts vorgeblendeter Fassade. Im Kern aus dem 16. Jahrhundert stammend. Erdgeschoßzone um 1950 verändert, rechts eckiges Portal mit einfach profiliertem Steingewände mit Keilstein. Die vierachsigen Obergeschoßfassaden einheitlich streng historistisch dekoriert. Seitlich befinden sich ionische Pilaster an denen im ersten Obergeschoß Frauenmasken angebracht sind. Die Fenster im ersten Obergeschoß weisen geknickte Dreiecksverdachungen und barockisierenden Dekor wie Voluten, Kränze, Puttoköpfe, Girlanden und Masken auf. Profiliertes Kordongesims zwischen den Geschoßen. Die Fenster des zweiten Obergeschoßes besitzen gerade Verdachungen, die auf Konsolen mit einfachen Dekor ruhen. Fassadenabschluss durch zart profiliertes Kranzgesims. Datum der Unterschutzstellung: 13. März 1986 (Ensemble Steyrdorf) | BDA-Hist.: Q38012517 Status: Bescheid Stand der BDA-Liste: 2025-06-30 Name: Bürgerhaus, Wohn- u. Handwerkerhaus GstNr.: .494 |
| ja   | Datei hochladen | Bürgerhaus, Wohn- u. Handwerkerhaus HERIS-ID: 44997 Objekt-ID: 45892                                              | Sierninger Straße 17 Standort KG: Steyr                         | Dreigeschoßiges traufständiges Bürgerhaus, im Kern aus dem 16. Jahrhundert stammend. Fassade Sierninger Straße mit vier unregelmäßig angeordneten Fensterachsen. Im Erdgeschoß rechts rechteckiges Hausportal mit profiliertem Steingewände mit Oberlichte. Die Fensteröffnungen der Obergeschoße ebenfalls mit profilierten Steingewänden. Reiche Sgraffitofassade, Betonung der Gebäudekanten durch Eckquaderung im Erdgeschoß und Pilaster in den Obergeschoßen. Sgraffitobänder zwischen den Geschoßen (Fabeltiere, bzw. geometrisches Muster), am oberen Band zwischen zweiter und dritter Fensteröffnung rundbogig abschließendes Feld mit Hauszeichen (?). Zeittypische Umrahmungen der Fenster. Fassadenabschluss durch stark profiliertes Kranzgesims aus der Biedermeierzeit. Traufständige viergeschoßige Fassade über dem Steilhang zum Wehrgraben. Erstes Obergeschoß vierachsig, Balkon im linken Gebäudebereich. Die beiden folgenden Geschoße fünfachsig, Fenster mit Umrahmungen. Fassadenabschluss durch profiliertes Traufgesims. Hohe steile, ortsbildprägend in Erscheinung tretende Walmdächer. Datum der Unterschutzstellung: 13. März 1986 (Ensemble Steyrdorf) | BDA-Hist.: Q38012527 Status: Bescheid Stand der BDA-Liste: 2025-06-30 Name: Bürgerhaus, Wohn- u. Handwerkerhaus GstNr.: .470 |
| ja   | Datei hochladen | Bürgerhaus HERIS-ID: 56919 Objekt-ID: 66548                                                                       | Sierninger Straße 18 Standort KG: Steyr                         | Dreigeschoßiges traufständiges dreiachsiges Bürgerhaus mit abschließendem Satteldach, im Kern aus dem 16./17. Jahrhundert stammend. Glatte Putzfassade aus der Zeit um 1938 ohne weitere Fassadengliederungselemente. Im Erdgeschoß große rechteckige Öffnung eines ehemaligen Geschäftslokals (Rückbau für 2012/13 geplant). Durchgehendes weit vorkragendes Vordach zwischen Erd- und erstem Obergeschoß. Die Fensteröffnungen der Obergeschoße mit Stabfaschenumrahmungen. Fassadenabschluss durch reich profiliertes Traufgesims. Hofseitig steinernes Rechteckportal, datiert „1842“ mit eisenbeschlagenem Türblatt. Datum der Unterschutzstellung: 24. April 1996 (Ensemble Steyrdorf) | BDA-Hist.: Q38074102 Status: Bescheid Stand der BDA-Liste: 2025-06-30 Name: Bürgerhaus GstNr.: .493 |
| ja   | Datei hochladen | Bürgerhaus, Wohn- u. Handwerkerhaus HERIS-ID: 44998 Objekt-ID: 45893                                              | Sierninger Straße 19 Standort KG: Steyr                         | Einfaches zweigeschoßiges traufständiges Bürgerhaus mit kleinem Lichthof, im Kern aus dem 16. Jahrhundert stammend. Fassade zur Sierninger Straße vertikal an den Gebäudeenden sowie horizontal zwischen den Geschoßen durch Putzbänder gegliedert. Erdgeschoß genutet, vier neuzeitlichen Öffnungen mit schlichten Putzumrahmungen. Glatt verputztes Obergeschoß mit vier unregelmäßig angeordneten Fensteröffnungen mit einfachen Umrahmungen. Fassadenabschluss durch reich profiliertes Traufgesims aus der Biedermeierzeit. Dachgeschoßausbau mit zwei großen liegenden Schleppgaupen. Traufständige zweigeschoßige dreiachsige Fassade am Steilhang über dem Wehrgraben. Fenster mit schlichten Umrahmungen. Datum der Unterschutzstellung: 13. März 1986 (Ensemble Steyrdorf) | BDA-Hist.: Q38012537 Status: Bescheid Stand der BDA-Liste: 2025-06-30 Name: Bürgerhaus, Wohn- u. Handwerkerhaus GstNr.: .471 |
| ja   | Datei hochladen | Bürgerhaus, (Biedermeier-)Wohnhaus HERIS-ID: 44999 Objekt-ID: 45894                                               | Sierninger Straße 20 Standort KG: Steyr                         | Zweigeschoßiges vierachsiges traufständiges Biedermeierwohnhaus mit zartem Stuckdekor an der Fassade. Genutetes Erdgeschoß, drei Geschäftsportale mit rundbogigem Abschluss, Steingewänden und Eisenplattentüren aus der 2. Hälfte des 19. Jahrhunderts. Rechts zeitgleiches rechteckiges Hausportal mit einfach profiliertem Steingewände. Im Obergeschoß über einem zart profilierten Kordongesims kannelierte Pilaster auf glatten Sockeln, über den Kapitellen Kranzgesims mit Konsolenreihe. Über den vier regelmäßig angeordneten Fensteröffnungen mit einfachen Umrahmungen halbkreisförmig geschlossener giebelartiger Stuckrahmen mit Ranken und Löwenpaaren gefüllt. Abschließendes Satteldach. Datum der Unterschutzstellung: 13. März 1986 (Ensemble Steyrdorf) | BDA-Hist.: Q38012545 Status: Bescheid Stand der BDA-Liste: 2025-06-30 Name: Bürgerhaus, (Biedermeier-)Wohnhaus GstNr.: .492 |
| ja   | Datei hochladen | Bürgerhaus, Wohnhaus HERIS-ID: 45000 Objekt-ID: 45895                                                             | Sierninger Straße 21 Standort KG: Steyr                         | Zweigeschoßiges traufständiges spätbiedermeierliches Wohnhaus auf unregelmäßigem Grundriss. Fassadengestaltung nach Stadtbrand 1842. Fünfachsige schlichte Straßenfassade, die Fenster zu einer Dreier- und einer Zweiergruppe zusammengefasst. In der dritten Achse von links im Erdgeschoß Hausportal, profiliertes Steingewände mit Oberlichte und eisenbeschlagener Tür mit Rautenmuster. Links davon Geschäftsportal mit figürlichen Reliefs um 1930. Die Obergeschoßfenster mit geraden Verdachungen und Putzfaschen. Zwischen dritter und vierter Achse Bildnis Mariä, Blechrelief in Putzrahmen aus der Zeit um 1930. Fassadenabschluss durch reich profiliertes Traufgesims. Datum der Unterschutzstellung: 13. März 1986 (Ensemble Steyrdorf) | BDA-Hist.: Q38012555 Status: Bescheid Stand der BDA-Liste: 2025-06-30 Name: Bürgerhaus, Wohnhaus GstNr.: .472 |
| ja   | Datei hochladen | Bürgerhaus HERIS-ID: 45001 Objekt-ID: 45896                                                                       | Sierninger Straße 22 Standort KG: Steyr                         | Zweigeschoßiges, im Kern spätgotisches Bürgerhaus mit Arkadenhof, bestehend aus Vorderhaus, Hofflügel und Hinterhaus. Traufständige siebenachsige Fassade an der Sierninger Straße. Hausmittig im Erdgeschoß Portal mit segmentbogigen Steingewände. Auslagenbereiche neuzeitlich. Einfaches Kordongesims. Die Gebäudeenden im Obergeschoß durch vertikales Putzband betont. Fenster mit profilierten Umrahmungen und geraden Verdachungen mit Keilstein. Zwischen dritter und vierter Achse von rechts Rundbogennische mit Muscheldekor und Immaculata aus dem 18. Jahrhundert. Arkadenhof mit flachen Segmentbögen im Erd- und Obergeschoß, abgefaste Steinpfeiler im Obergeschoß. Balusterdekoration als Sgraffito an der Brüstung rekonstruiert. Quergelagertes zweigeschoßiges Hinterhaus mit Durchfahrt. Datum der Unterschutzstellung: 13. März 1986 (Ensemble Steyrdorf) | BDA-Hist.: Q38012564 Status: Bescheid Stand der BDA-Liste: 2025-06-30 Name: Bürgerhaus GstNr.: .491 |
| ja   | Datei hochladen | Bürgerhaus HERIS-ID: 45002 Objekt-ID: 45897                                                                       | Sierninger Straße 23 Standort KG: Steyr                         | Zweigeschoßiges traufständiges Bürgerhaus über unregelmäßiger, nach hinten breiter werdender Parzelle, anstelle eines ehemaligen Abganges zu Wehrgraben errichtet. Fassade an der Sierninger Straße lediglich einachsig. Heutiges Erscheinungsbild der Fassade nach Stadtbrand 1842 entstanden. Erdgeschoß gequadert, rechteckiges Hausportal mit profiliertem Steingewände, dieses enthält im Sturz die Bezeichnung „18 FLTL 42“ und ein beschlagenes Rautentürblatt. Rechts der Tür ovalförmige Belichtungsöffnung. Zart profiliertes Kordongesims. Obergeschoß mit kannelierten Pilastern, das Fenster mit profilierter Umrahmung, gotisierendem Dekor im Parapetbereich sowie in der Lünette. Fassadenabschluss durch reich profiliertes Traufgesims. Zweigeschoßige fünfachsige traufständige schlichte Fassade am Steilhang über dem Wehrgraben. Fenster mit Umrahmungen, Fassadenabschluss durch Traufgesims. Datum der Unterschutzstellung: 13. März 1986 (Ensemble Steyrdorf) | BDA-Hist.: Q38012573 Status: Bescheid Stand der BDA-Liste: 2025-06-30 Name: Bürgerhaus GstNr.: .473 |
| ja   | Datei hochladen | Bürgerhaus, Eckhaus HERIS-ID: 45003 Objekt-ID: 45898                                                              | Sierninger Straße 24 Standort KG: Steyr                         | Zweigeschoßiges traufständiges breit gelagertes Bürgerhaus mit einspringender Ecke zur Schlossergasse, auf tiefer Rechteckparzelle über unregelmäßigem U-förmigen Grundriss, im Kern aus dem 16. Jahrhundert stammend. Schlichte Fassadengestaltung mit abschließendem reich profiliertem Traufgesims, Fenster mit einfachen Umrahmungen. Vier unregelmäßige Achsen zu Sierninger Straße, drei bzw. zwei Achsen an der Westfassade der einspringenden Ecke. Die Südfassade mit heute geschlossener segmentbogiger ehemaliger torähnlicher Öffnung mit Steingewände. Standort einer ehemals überdachten frei zugänglichen Brunnenanlage. Fassade Schlossergasse siebenachsig. Zweigeschoßige Hofarkaden, im Obergeschoß vermauert, auf abgefasten Pfeilern aus dem 16. Jahrhundert. Zweigeschoßiges quergestelltes Hinterhaus. Datum der Unterschutzstellung: 13. März 1986 (Ensemble Steyrdorf) | BDA-Hist.: Q38012581 Status: Bescheid Stand der BDA-Liste: 2025-06-30 Name: Bürgerhaus, Eckhaus GstNr.: .490, .530/2 |
| ja   | Datei hochladen | Bürgerhaus HERIS-ID: 45004 Objekt-ID: 45899                                                                       | Sierninger Straße 25 Standort KG: Steyr                         | Zweigeschoßiges traufständiges fünfachsiges Wohn- und Handwerkerhaus mit Hoftrakt über verwinkeltem Grundriss, im Kern aus dem 16. Jahrhundert stammend. Fassadengestaltung nach Stadtbrand 1842. Erdgeschoßfassade zum Teil verändert. Mittiges Portal mit profiliertem Steingewände, Oberlichte mit schmiedeeiserner Vergitterung. Links des Portals zwei Fensteröffnungen mit schlichter Umrahmung, rechts neuzeitliches Geschäftsportal. Zart profiliertes Kordongesims. Im Obergeschoß vertikale Gliederung durch Eckrustika und kannelierte Pilaster zwischen den Fensterachsen. Fenster mit muschelförmigen Parapetdekor und maßwerkartigen Fensterbekrönungen. Fassadenabschluss durch reich profiliertes Traufgesimse. Zweigeschoßiger Hoftrakt mit Pultdach. Datum der Unterschutzstellung: 13. März 1986 (Ensemble Steyrdorf) | BDA-Hist.: Q38012589 Status: Bescheid Stand der BDA-Liste: 2025-06-30 Name: Bürgerhaus GstNr.: .474 |
| ja   | Datei hochladen | Bürgerhaus, Eckhaus HERIS-ID: 45005 Objekt-ID: 45900                                                              | Sierninger Straße 26 Standort KG: Steyr                         | Zweigeschoßiges Eckhaus im Kreuzungsbereich Sierninger Straße – Schlossergasse mit schlichten Anbauten im Hof, im Kern aus dem 16. Jahrhundert stammend. Fassadengestaltung nach Stadtbrand 1842. Erdgeschoß schuppengebändert, Fenster mit einfachen Umrahmungen, in der Sierninger Straße fünfachsig. Hausportal in der zweiten Achse von links, einfach profiliertes Steingewände mit Oberlichte. Links Auslage mit metallenen Fensterläden. Fassade zur Schlossergasse fünfachsig, im Bereich der linken Achse rechteckiges zweiflügeliges Tor mit Eisenbändern. Im Obergeschoß Hauskanten durch Putzbänder betont, Obergeschoßfenster mit schlichten Putzfaschen, vier unregelmäßige angeordnete Fenster in der Sierninger Straße, fünf Achsen in der Schlossergasse. Zart profiliertes Kranzgesims. Zur Schlossergasse ungemein wuchtig wirkender dreiachsiger Dreiecksgiebel mit abgesetztem Dreieckfeld und seitlichen volutenartigen Bandornamenten. Datum der Unterschutzstellung: 13. März 1986 (Ensemble Steyrdorf) | BDA-Hist.: Q38012609 Status: Bescheid Stand der BDA-Liste: 2025-06-30 Name: Bürgerhaus, Eckhaus GstNr.: .487 |
| ja   | Datei hochladen | Bürgerhaus HERIS-ID: 45006 Objekt-ID: 45901                                                                       | Sierninger Straße 27 Standort KG: Steyr                         | Zweigeschoßiges traufständiges fünfachsiges Bürgerhaus mit Hoftrakt, im Kern aus dem 16. Jahrhundert stammend. Erdgeschoßfassade rezent verändert, drei eckige Auslagen und das segmentbogige Hausportal mit Steingewänden mit einfachen Profilierungen. Der mittlere Bereich des Obergeschoßes erhebt sich über zwei Vorschussbögen, die auf einer Konsole ruhen. Die unregelmäßig angeordneten Fensteröffnungen mit schlichten abgefasten Steingewänden aus der Mitte des 16. Jahrhunderts, stark rekonstruierte Sgraffitomalerei mit geometrisierenden Motiven wie Eckquaderung, horizontale Bänder, Fensterumrahmungen und der Jahreszahl „1593“. Fassadenabschluss durch reich profiliertes Traufgesims. Zweigeschoßiger Hoftrakt. Datum der Unterschutzstellung: 13. März 1986 (Ensemble Steyrdorf) | BDA-Hist.: Q38012619 Status: Bescheid Stand der BDA-Liste: 2025-06-30 Name: Bürgerhaus GstNr.: .475 |
| ja   | Datei hochladen | Bürgerhaus, Wohn- u. Handwerkerhaus HERIS-ID: 45007 Objekt-ID: 45902                                              | Sierninger Straße 28 Standort KG: Steyr                         | Zweigeschoßiges traufständiges Bürgerhaus über U-förmigem Grundriss, im Kern aus dem 16. Jahrhundert stammend. Fünfachsige Fassade zur Sierninger Straße, Erdgeschoßgestaltung nach Stadtbrand 1842. Mittiges Portal mit einfach profilierten Steingewände samt Oberlichte und eisenbeschlagenem Türflügel mit Rautenmuster. Fenster mit einfach profilierten Steingewänden und spätbiedermeierlichen Fenstergittern. Zart profiliertes Kordongesims. Im Obergeschoß streng historistische Fassadengestaltung aus dem 4. Viertel des 19. Jahrhunderts. Fenster mit geraden Verdachungen, Sohlbänke auf Konsolenplatten. Die Keilsteine der Fenster jeweils mit einem Frauenkopf versehen, in den Parapetfeldern jeweils ein Merkurkopf. Im mittleren Parapetfeld Gedenktafel bezugnehmend auf einen Besuch von Kaiser Joseph II. in diesem Haus am 15. November 1771. Fassadenabschluss durch stark profiliertes Traufgesims, am Dach drei stehende historische Dachgaupen. Im Hof an zwei Seiten offener Arkadengang auf abgefasten Pfeilern und mit fünf toskanischen Säulen, durch Sprossenfenster verglast. Datum der Unterschutzstellung: 13. März 1986 (Ensemble Steyrdorf) | BDA-Hist.: Q38012628 Status: Bescheid Stand der BDA-Liste: 2025-06-30 Name: Bürgerhaus, Wohn- u. Handwerkerhaus GstNr.: .486 Sierninger Straße 28 (Steyr) |
| ja   | Datei hochladen | Bürgerhaus HERIS-ID: 38649 Objekt-ID: 38234                                                                       | Sierninger Straße 29 Standort KG: Steyr                         | Zweigeschoßiges siebenachsiges traufständiges Bürgerhaus, im Kern aus dem 16. Jahrhundert stammend. Josephinische Fassade um 1800. Erdgeschoß gequadert, Korbbogenportal mit Oberlichte um 1840. Obergeschoß lisenengegliedert, rechter Obergeschoßteil ruht auf drei Bögen auf Konsolen, neue barockisierende Fensterkörbe. Hinterhaus aus dem 16. Jahrhundert stammend. Daten der Unterschutzstellungen: 23. Dezember 1939; 13. März 1986 (Ensemble Steyrdorf) | BDA-Hist.: Q37982875 Status: Bescheid Stand der BDA-Liste: 2025-06-30 Name: Bürgerhaus GstNr.: .476 |
| ja   | Datei hochladen | Gasthaus Goldene Sense samt Hauszeichen HERIS-ID: 38650 Objekt-ID: 38235                                          | Sierninger Straße 30 Standort KG: Steyr                         | Traufständiges zweigeschoßiges Bürgerhaus mit zwei Arkadenhöfen auf tiefer Parzelle, im Kern aus dem 15./16. Jahrhundert stammend. Fassade Sierninger Straße im Erdgeschoß links zwei größere halbkreisförmig geschlossene Öffnungen, rechts zwei kleine rechteckige Fensteröffnungen, jeweils mit schlichten Umrahmungen. Segmentbogiges Mittelportal mit abgefastem Steingewände und abgefasten Sockel, darüber einachsiger auf Konsolen vorkragender Flacherker. Faschenbänder als Fassadenrahmung bzw. Geschoßtrennung. Obergeschoß fünfachsig. Fenster mit spätgotisch profilierten Steingewänden aus der Zeit um 1500. Putzfaschenrahmen mit geraden Verdachungen, Fensterkörbe aus dem 17. Jahrhundert. Reich profiliertes Kranzgesims. Der schmiedeeiserne Wirtshausausleger „Zur Goldenen Sense“, mit „1637“ bezeichnet, aus der Mitte des 18. Jahrhunderts bereits am 31. Dezember 1939 unter Denkmalschutz gestellt. Zweigeschoßige Hofarkaden, z. T. vermauert, mit runden Steinpfeilern aus der Zeit um 1550. Arkadengänge gewölbt. Daten der Unterschutzstellungen: 31. Dez. 1939 (Ausleger); 13. März 1986 (Ensemble Steyrdorf) | BDA-Hist.: Q37982885 Status: Bescheid Stand der BDA-Liste: 2025-06-30 Name: Gasthaus Goldene Sense samt Hauszeichen GstNr.: .483 Steyr Sierninger Straße 30 |
| ja   | Datei hochladen | Bürgerhaus HERIS-ID: 45187 Objekt-ID: 46102                                                                       | Sierninger Straße 31 Standort KG: Steyr                         | Mächtiges Hinterhaus zum Objekt Sierninger Straße 29, Zugang nur über dieses möglich, direkt am Steilabhang über dem Wehrgraben gelegen. Die ehemalige Nagelschmiede erhebt sich über einem rechteckigen Grundriss. Zweigeschoßige glatte einfache Fassade zum Wehrgraben. Erdgeschoß drei-, Obergeschoß zweiachsig. Fenster mit schlichten Umrahmungen. Das Gebäude schließt mit einem einfachen Walmdach ab. Datum der Unterschutzstellung: 13. März 1986 (Ensemble Steyrdorf) | BDA-Hist.: Q38014087 Status: Bescheid Stand der BDA-Liste: 2025-06-30 Name: Bürgerhaus GstNr.: .477 |
| ja   | Datei hochladen | Bürgerhaus, Wohn- u. Handwerkerhaus HERIS-ID: 45008 Objekt-ID: 45903                                              | Sierninger Straße 32 Standort KG: Steyr                         | Zweigeschoßiges traufständiges ehemaliges Wohn- und Handwerkerhaus über u-förmigem Grundriss, im Kern aus dem 16. Jahrhundert stammend. Einfache schlichte Fassade an der Sierninger Straße ohne besondere Fassadengestaltungselemente. Erdgeschoß neuzeitlich verändert, drei große Auslagen sowie das Portal mit einfach profilierten Steinumrahmungen. Obergeschoß dreiachsig, Fenster ohne entsprechende Umrahmungen. Fassadenabschluss durch biedermeierliches, reich profiliertes Traufgesims, Satteldach. Im Hof zum Teil vermauerte Arkaden auf vorgestellten toskanischen Säulen. Datum der Unterschutzstellung: 13. März 1986 (Ensemble Steyrdorf) | BDA-Hist.: Q38012638 Status: Bescheid Stand der BDA-Liste: 2025-06-30 Name: Bürgerhaus, Wohn- u. Handwerkerhaus GstNr.: .482 |
| ja   | Datei hochladen | Bürgerhaus HERIS-ID: 45009 Objekt-ID: 45904                                                                       | Sierninger Straße 33 Standort KG: Steyr                         | Zweigeschoßiges traufständiges Bürgerhaus mit reich gestalteter Fassade aus dem 18. Jahrhundert. Im Kern aus dem 16. Jahrhundert stammend. Straßenseitige Fassade fünfachsig. Erdgeschoß mit Plattendekor. Mittiges Portal mit einfachem Steingewände und Oberlichtgitter aus der Zeit nach dem Stadtbrand 1842. Die Fenster in einfachen Faschen und mit Spätbiedermeiergittern, metallene Fensterläden. Obergeschoß durch lisenenartig vertiefte Felder vertikal gegliedert. Die mit einfachen Umrahmungen versehenen Fenster mit zartem Rocaillenschmuck aus Stuck versehen. Zwischen dritter und vierter Achse von links Stuckrahmung für Haussegensbild mit Volutendekor. Fassadenabschluss durch reich profiliertes Traufgesims, Satteldach. Datum der Unterschutzstellung: 13. März 1986 (Ensemble Steyrdorf) | BDA-Hist.: Q38012649 Status: Bescheid Stand der BDA-Liste: 2025-06-30 Name: Bürgerhaus GstNr.: .478 |
| ja   | Datei hochladen | Bürgerhaus, Wohn- u. Handwerkerhaus HERIS-ID: 45010 Objekt-ID: 45905                                              | Sierninger Straße 34 Standort KG: Steyr                         | Zweigeschoßiges Eckhaus an der Sierninger Straße und Frauengasse, mit charakteristischem Doppelgiebel, Grabendach zur Frauengasse und Arkadengang im Hof, im Kern aus dem 16. Jahrhundert stammend. Fünfachsige traufständige schlichte reduzierte Fassade an der Sierninger Straße. Erdgeschoß neuzeitlich verändert. Horizontale Fasche zwischen Erd- und Obergeschoß sowie vertikale Faschen an der Gebäudeenden. Fenster des Obergeschoßes ohne entsprechende Umrahmungen. Fassadenabschluss durch profiliertes Traufgesims. Fassade Frauengasse eternitvertäfelt, im Obergeschoß vier unregelmäßig angeordnete Fenster. Diese mit der ursprünglichen Umrahmung und den abschließenden geraden Verdachungen erhalten. In den beiden Giebeln je ein einfaches Fenster situiert. Nördlich anschließend Hofmauer mit Tor. Im Hof Arkadenpfeiler aus dem 16. Jahrhundert im Erdgeschoß, Laubengang mit Holzsprossenverglasung aus dem 18. Jahrhundert im Obergeschoß. Datum der Unterschutzstellung: 13. März 1986 (Ensemble Steyrdorf) | BDA-Hist.: Q38012659 Status: Bescheid Stand der BDA-Liste: 2025-06-30 Name: Bürgerhaus, Wohn- u. Handwerkerhaus GstNr.: .481/1 |
| ja   | Datei hochladen | Gasthof und Wohngebäude HERIS-ID: 45011 Objekt-ID: 45906                                                          | Sierninger Straße 35 Standort KG: Steyr                         | Zweigeschoßiges siebenachsiges Gasthof- und Wohngebäude über u-förmigem Grundriss mit mächtigem Saalgebäude an der Hangkante über dem Wehrgraben, aus der Mitte des 19. Jahrhunderts stammend. Fassade Sierninger Straße mit dreiachsigem flach übergiebelten Mittelrisalit in romantisch-historistischen Stilformen. Hier im Erdgeschoß drei Rundbogenfenster mit Archivoltumrahmungen, Keilsteine mit Köpfen. Darüber Inschriftenfeld in Stuckrahmen Gasthof „Zum Goldenen Pflug“. Im Obergeschoß zwei schmucklose Fenster sowie drei kreisförmige Luken in reich profiliertem Rahmen mit gusseisernen Rosettengitter. Am Ortgang Bogenfries auf Blattkonsolen, darüber Kranzgesims. Bei den beiden je zweiachsigen seitlichen Fassadenabschnitten Fenster mit einfachen Umrahmungen. Rechts im Erdgeschoß große eckige Hofeinfahrt. Mächtiges vierachsiges eingeschoßiges ortsbilddominantes traufständiges Saalgebäude an der Hangkante über dem Wehrgraben, zweiachsig zur Frauenstiege. Übergroße Fenster mit Umrahmungen, Kreisornament im Sturzfeld sowie geraden Verdachungen. Betonungen der Gebäudekanten durch Putzquader, Fassadenabschluss durch reich profiliertes Traufgesims. Datum der Unterschutzstellung: 13. März 1986 (Ensemble Steyrdorf) | BDA-Hist.: Q38012668 Status: Bescheid Stand der BDA-Liste: 2025-06-30 Name: Gasthof und Wohngebäude GstNr.: .479/1 |
| ja   | Datei hochladen | Bürgerhaus, Eckhaus HERIS-ID: 45013 Objekt-ID: 45908                                                              | Sierninger Straße 35, neben Standort KG: Steyr                  | An der Sierninger Straße zwei- im südlichen Bereich der Frauenstiege dreigeschoßiges, an drei Seiten freistehendes Eckhaus. Errichtet um 1840. Fassade in der Sierninger Straße dreiachsig, segmentbogiges Hausportal mit eisenbeschlagener Rautentür aus der Zeit um 1840 in der linken Achse. Die Fassadengestaltung in der Sierninger Straße gleich dem nördlichen dreiachsigen Gebäudeteil an der Frauenstiege ausgeführt. Gliederung des Erdgeschoßes durch einfache Pilaster zwischen den einzelnen Achsen, architravförmiges Kordongesims. Im Obergeschoß in der Sierninger Straße einfache Faschenrahmungen der Fenster, an der Frauenstiege nur im Bereich des mittigen Blindfensters. Fassadenabschluss durch reich profiliertes Traufgesims. Südlicher Gebäudeteil an der Frauenstiege dreigeschoßig, schlichte Fassadengestaltung ohne architektonische Besonderheiten, Längsfassade drei, Querfassade im Erdgeschoß zwei, in den Obergeschoßen einachsig. Datum der Unterschutzstellung: 13. März 1986 (Ensemble Steyrdorf) Anmerkung: Die erwartbare Adresse Sierninger Straße 37 existiert nicht | BDA-Hist.: Q38012689 Status: Bescheid Stand der BDA-Liste: 2025-06-30 Name: Bürgerhaus, Eckhaus GstNr.: .479/2 |
| ja   | Datei hochladen | Bürgerhaus, Eckhaus HERIS-ID: 45012 Objekt-ID: 45907                                                              | Sierninger Straße 36 Standort KG: Steyr                         | Zweigeschoßiges Eckhaus über u-förmigem Grundriss im Kreuzungsbereich Sierninger Straße – Frauengasse, im Kern aus dem 16. Jahrhundert stammend. Außerhalb der ursprünglichen Stadtbefestigung von Steyrdorf gelegen. Schlichte Fassadengestaltung, Fenster mit einfachen Umrahmungen. Fassade in der Sierninger Straße siebenachsig, in der dritten Achse von rechts im Erdgeschoß Portalgewände mit vergitterter Oberlichte und beschlagener Biedermeiertüre mit Rautenmuster aus der Zeit nach dem Stadtteilbrand von 1842. Fassade in der Frauengasse elfachsig. Fassadenabschluss durch reich profiliertes Traufgesimse. Walmdächer. Datum der Unterschutzstellung: 13. März 1986 (Ensemble Steyrdorf) | BDA-Hist.: Q38012679 Status: Bescheid Stand der BDA-Liste: 2025-06-30 Name: Bürgerhaus, Eckhaus GstNr.: .941/1 |
| ja   | Datei hochladen | Bürgerhaus, Wohn- u. Handwerkerhaus HERIS-ID: 45014 Objekt-ID: 45909                                              | Sierninger Straße 38 Standort KG: Steyr                         | Zweigeschoßiges vierachsiges traufständiges Bürgerhaus mit biedermeierlicher Fassade nach dem Stadtbrand von 1842 und mit Hofstöckl, im Kern aus dem 16. Jahrhundert stammend. Klassizistische Nutung des Erdgeschoßes mit Arkadenausnehmungen in den Seitenachsen. In der rechten Achse rundbogiges Hausportal mit vergitterter Oberlichte. Die Fenster mit schmiedeeisernen Fensterläden. Das profilierte Kordongesims mittig unterbrochen, hier befand sich ursprünglich ein Ladenschild. Obergeschoß mit einfachen Eckfaschen, die Fenster des Obergeschoßes mit schlichten Umrahmungen. Das äußerst linke Fenster als biedermeierliches Korbfenster ausgeführt. Fassadenabschluss durch profiliertes Kranzgesims. Am Hofstöckl ausgesägte Ornamentik aus dem späten 19. Jahrhundert. Datum der Unterschutzstellung: 13. März 1986 (Ensemble Steyrdorf) | BDA-Hist.: Q38012700 Status: Bescheid Stand der BDA-Liste: 2025-06-30 Name: Bürgerhaus, Wohn- u. Handwerkerhaus GstNr.: .940/1 |
| ja   | Datei hochladen | Bürgerhaus, Eckhaus HERIS-ID: 45015 Objekt-ID: 45910                                                              | Sierninger Straße 39 Standort KG: Steyr                         | Zweigeschoßiges langgestrecktes traufständiges Eckhaus, außerhalb der ehemaligen Stadtbefestigung von Steyrdorf gelegen, im Kern aus dem 16. Jahrhundert stammend. Fassade zur Sierninger Straße sechsachsig, schlichte Fassadengestaltung. Erdgeschoß um 1930 verändert, in der vierten Achse von links Portalgewände mit Giebelsturz, datiert 1842. Einfaches Kordongesims. Rieselverputztes Obergeschoß, die Fenster mit einfachen Umrahmungen. Fensterkonstruktion mit versprießelten Oberlichtfenstern aus dem frühen 20. Jahrhundert. Fassadenabschluss durch reich profiliertes Kranzgesims. Zur Frauenstiege Terrassenvorbau aus der Zeit um 1900, der in seinem Mittelteil derzeit aufgestockt wird. Hofseitig zweiachsiger, wohl barocker Arkadenvorbau. Zur Zeit, 2012, Generalsanierung des Objektes. Datum der Unterschutzstellung: 13. März 1986 (Ensemble Steyrdorf) | BDA-Hist.: Q38012710 Status: Bescheid Stand der BDA-Liste: 2025-06-30 Name: Bürgerhaus, Eckhaus GstNr.: .942 |
| ja   | Datei hochladen | Bürgerhaus HERIS-ID: 45016 Objekt-ID: 45911                                                                       | Sierninger Straße 40 Standort KG: Steyr                         | Zweigeschoßiges traufständiges Bürgerhaus mit langgestrecktem Hoftrakt, im Kern aus dem 16. Jahrhundert stammend, nach Stadtbrand 1842 stark verändert. Vierachsige Biedermeierfassade an der Sieriniger Straße. Hausportal mit schlicht profiliertem Steingewände mit Oberlichte in der linken Achse des Erdgeschoßes, Fenster mit einfachen Umrahmungen. Horizontalfasche zwischen Erd- und Obergeschoß. Die Fenster des Obergeschoßes mit einfachen Umrahmungen sowie schlicht ornamentierten biedermeierlichen Sturz- und Parapetfeldern. Fassadenabschluss durch reich profiliertes Traufgesims, Satteldach. Datum der Unterschutzstellung: 13. März 1986 (Ensemble Steyrdorf) | BDA-Hist.: Q38012726 Status: Bescheid Stand der BDA-Liste: 2025-06-30 Name: Bürgerhaus GstNr.: .939/1 |
| ja   | Datei hochladen | Bürgerhaus HERIS-ID: 45017 Objekt-ID: 45912                                                                       | Sierninger Straße 41 Standort KG: Steyr                         | Zweigeschoßiges traufständiges Bürgerhaus mit 1983 rekonstruierter biedermeierlicher Fassade, im Kern aus dem 16. Jahrhundert stammend. Vierachsiges Erdgeschoß mit Putzquaderung. Rechte Achse Hausportal mit einfach profiliertem Steingewände mit Oberlichte. Portal bezeichnet mit „1843“. Die Fensteröffnungen mit einfachen Umrahmungen und schmiedeeisernen Fensterläden. Glatt verputztes dreiachsiges Obergeschoß mit unregelmäßiger Anordnung der Fensteröffnungen. Gebäudekanten durch vertikale Putzfaschen betont. Die Fenster mit einfachen Umrahmungen. Fassadenabschluss durch reich profiliertes Traufgesims. Satteldach mit neuzeitlichen Dachgaupen. Datum der Unterschutzstellung: 13. März 1986 (Ensemble Steyrdorf) | BDA-Hist.: Q38012735 Status: Bescheid Stand der BDA-Liste: 2025-06-30 Name: Bürgerhaus GstNr.: .938 |
| ja   | Datei hochladen | Bürgerhaus HERIS-ID: 45018 Objekt-ID: 45913                                                                       | Sierninger Straße 42 Standort KG: Steyr                         | Zweigeschoßiges traufständiges vierachsiges Bürgerhaus mit Resten der ehemaligen Biedermeierfassade, im Kern aus dem 16. Jahrhundert stammend. Fassade nach Stadtbrand 1842 gestaltet. Hausportal in der linken Achse mit einfach profiliertem Steingewände mit vergitterter Oberlichte, bezeichnet „1842“. Eisenbeschlagenes Türblatt mit Rautenmotiv. Faschenband als Kordongesims, Betonung der Gebäudekanten durch vertikale Faschen. Die unregelmäßig angeordneten Fenster sowohl des Erd- als auch des Obergeschoßes mit einfachen Umrahmungen. Über den Fenstern des Obergeschoßes Dreieckgiebel mit Rautenfüllungen. Fassadenabschluss durch einfach profiliertes Traufgesims, Satteldach. Datum der Unterschutzstellung: 13. März 1986 (Ensemble Steyrdorf) | BDA-Hist.: Q38012745 Status: Bescheid Stand der BDA-Liste: 2025-06-30 Name: Bürgerhaus GstNr.: .936 |
| ja   | Datei hochladen | Bürgerhaus HERIS-ID: 45042 Objekt-ID: 45937                                                                       | Sierninger Straße 43 Standort KG: Steyr                         | Zweigeschoßiges traufständiges Bürgerhaus über quadratischem Grundriss, mit zwei Hofflügeln und Hinterhaus, im Kern aus dem 16. Jahrhundert stammend, nach Stadtbrand 1842 stark umgestaltet. Schlichte fünfachsige biedermeierliche Fassade zur Sierninger Straße. Erdgeschoß mit Putzquadern, mittigem Hausportal mit schlicht profiliertem Steingewände, bezeichnet „1842“. Beschlagene Biedermeierdoppeltüre und vergitterte Oberlichte. Rechts des Portals zwei Fensteröffnungen mit einfachen Umrahmungen, schmiedeeisernen Fensterläden sowie biedermeierlichen Fenstergittern. Zart profiliertes Kordongesims. Vertikale Gliederung des Obergeschoßes durch Ortsteinquader und Pilaster zwischen den Achsen. Die Fenster besitzen einfache Umrahmungen. Fassadenabschluss durch reich profiliertes Traufgesims. Zweigeschoßiges sechsachsiges traufständiges Hinterhaus am Steilabfall zum Wehrgraben hin. Fenster mit einfachen Umrahmungen. Datum der Unterschutzstellung: 13. März 1986 (Ensemble Steyrdorf) | BDA-Hist.: Q38012754 Status: Bescheid Stand der BDA-Liste: 2025-06-30 Name: Bürgerhaus GstNr.: .934 |
| ja   | Datei hochladen | Bürgerhaus HERIS-ID: 56920 Objekt-ID: 66549                                                                       | Sierninger Straße 44 Standort KG: Steyr                         | Zweigeschoßiges vierachsiges traufständiges ehemaliges Wohn- und Handwerkerhaus mit abschließendem Satteldach, im Kern aus dem 17. Jahrhundert stammend, nach Stadtbrand 1842 1843 Wiederherstellung. Neuzeitliche Fassadengestaltung. Schlichte Fassade ohne Gliederung. Das Erdgeschoß durch Geschäftseinbau, Schaufenster und Eingangstür sowie Verbreiterung des ursprünglichen Hausportals verändert. Über dem Hausportal Oberlichte mit biedermeierlichem Schmiedeeisengitter. Die Öffnungen des Erdgeschoßes sowie die Fenster des Obergeschoßes mit schmaler einfacher Umrahmung. Fassadenabschluss durch reich profiliertes Traufgesims. Datum der Unterschutzstellung: 24. April 1996 (Ensemble Steyrdorf) | BDA-Hist.: Q38074116 Status: Bescheid Stand der BDA-Liste: 2025-06-30 Name: Bürgerhaus GstNr.: .935 |
| ja   | Datei hochladen | Bürgerhaus HERIS-ID: 45044 Objekt-ID: 45939                                                                       | Sierninger Straße 45 Standort KG: Steyr                         | Zweigeschoßiges traufständiges Bürger-, Wohn- und Handwerkerhaus mit einem kurzen und einem langen Hofflügel, im Kern aus dem 16. Jahrhundert stammend. Nach Stadtbrand 1842 biedermeierlich umgestaltet. Betonung der Gebäudekanten durch vertikale Putzfaschen. Jalousiengebändertes Erdgeschoß mit sechs unregelmäßigen Achsen. Die Fenster mit einfachen Umrahmungen und Fenstergittern aus dem 19. Jahrhundert. Portal mit einfach profiliertem Steingewände mit Oberlichte. Rieselverputztes Obergeschoß mit fünf unregelmäßig situierten Fensteröffnungen mit einfachen Umrahmungen. Zwischen zweiter und dritter Achse rundbogiger Rahmen eines ehemaligen Votivbildes. Fassadenabschluss durch reich profiliertes Traufgesims. Der kürzere Hofflügel zweigeschoßig mit giebelständiger zweiachsiger Fassade zum Wehrgraben. Eingeschoßiger längerer Hofflügel mit Pultdach. Datum der Unterschutzstellung: 13. März 1986 (Ensemble Steyrdorf) | BDA-Hist.: Q38012758 Status: Bescheid Stand der BDA-Liste: 2025-06-30 Name: Bürgerhaus GstNr.: .933 |
| ja   | Datei hochladen | Bürgerhaus HERIS-ID: 45046 Objekt-ID: 45941                                                                       | Sierninger Straße 46 Standort KG: Steyr                         | Dreigeschoßiges mächtiges traufständiges Bürgerhaus, im Kern aus dem 16. Jahrhundert stammend. Im 19. Jahrhundert aufgestockt und neu fassadiert. Fassade zur Sierninger Straße sechs-, die westliche Giebelfassade zweiachsig. Fassade durch horizontale Faschen zwischen den Geschoßen sowie durch vertikale Faschen an den Gebäudeenden betont. Die Fenster besitzen einfache Umrahmungen. In der dritten Achse von rechts korbbogiges profiliertes Steinportalgewände aus der Zeit nach dem Stadtbrand 1842. Zwei gleich gestaltete eckige biedermeierliche einfach profilierte Steinportale in der zweiten und fünften Achse von links. Fassadenabschluss durch reich profiliertes Traufgesims. Der mächtige Giebel weist lediglich eine kleine Belichtungsöffnung auf. An der Rückfront zweiachsige Hofarkaden aus dem 16. Jahrhundert, im Erdgeschoß auf Achteckpfeilern ruhende Segmentbögen. Die Obergeschoßarkaden durch biedermeierliche Rundbogenfenster ersetzt. Hofflügel aus dem 19. Jahrhundert, anschließend Lagertrakt mit Rundbogenöffnungen und Ziegelgittern aus der 1. Hälfte des 19. Jahrhunderts. Datum der Unterschutzstellung: 13. März 1986 (Ensemble Steyrdorf) | BDA-Hist.: Q38012771 Status: Bescheid Stand der BDA-Liste: 2025-06-30 Name: Bürgerhaus GstNr.: .931 |
| ja   | Datei hochladen | Bürgerhaus HERIS-ID: 45049 Objekt-ID: 45944                                                                       | Sierninger Straße 47 Standort KG: Steyr                         | Zweigeschoßiges traufständiges sechsachsiges Bürgerhaus über unregelmäßigem u-förmigen Grundriss mit ungleich langen Hofflügeln, im Kern aus dem 16. Jahrhundert stammend. Stark erneuerte Sgraffitofassade aus der 2. Hälfte des 16. Jahrhunderts mit Betonung der Gebäudeenden durch Ortsteine, Kordonband zwischen den Geschoßen, Fensterumrahmungen mit Gesimsverdachungen, jene des Obergeschoßes zusätzlich mit Giebelverdachungen. Unregelmäßige Achsaufteilung im Erdgeschoß, die Fensteröffnungen mit Steingewänden aus dem 16. Jahrhundert. Im Obergeschoß zwischen dritter und vierter Achse nachbarockes Haussegensbild mit Gnadenstuhl. Fassadenabschluss durch biedermeierliches, reich profiliertes Traufgesims. Die Ansätze der beiden Hofflügel stammen noch aus dem 16. Jahrhundert, um 1800 verlängert. Datum der Unterschutzstellung: 13. März 1986 (Ensemble Steyrdorf) | BDA-Hist.: Q38012782 Status: Bescheid Stand der BDA-Liste: 2025-06-30 Name: Bürgerhaus GstNr.: .932 |
| ja   | Datei hochladen | Bürgerhaus HERIS-ID: 45050 Objekt-ID: 45945                                                                       | Sierninger Straße 49 Standort KG: Steyr                         | Zweigeschoßiges traufständiges vierachsiges Bürgerhaus, im Kern aus dem 16. Jahrhundert stammend, nach Stadtbrand 1842 verändert wiederhergestellt. Reste der stark rekonstruierten renaissancezeitlichen Sgraffito-, als auch der Biedermeierfassade heute sichtbar. Rechte Gebäudeecke durch Sgraffitoeckquader, linke Gebäudeecke durch vertikale biedermeierliche Fasche betont. Erdgeschoß mit eckigem Portal in dritter Achse von links, mit einfach profiliertem Steingewände, bezeichnet „1843“, eisenbeschlagenem Türblatt und vergitterter Oberlichte. Rechts davon Fensteröffnung mit schmiedeeisernen Fensterläden. Die beiden linken Fensteröffnungen mit schlichter neuzeitlicher Sgraffitoumrahmung. Reich profiliertes biedermeierliches Kordongesims, dieses läuft über vier freigelegte ehemalige Fensteröffnungen des 16. Jahrhunderts mit profilierten Steingewänden und zeittypischen Sgraffitoumrahmungen. Die Fenster des Obergeschoßes mit einfachen Umrahmungen. Hausmittig Immaculatabild des 18. Jahrhunderts in zarter Umrahmung. Fassadenabschluss mit reich profiliertes Traufgesims. Datum der Unterschutzstellung: 13. März 1986 (Ensemble Steyrdorf) | BDA-Hist.: Q38012792 Status: Bescheid Stand der BDA-Liste: 2025-06-30 Name: Bürgerhaus GstNr.: .929 |
| ja   | Datei hochladen | Bürgerhaus, Wohn- u. Handwerkerhaus HERIS-ID: 45051 Objekt-ID: 45946                                              | Sierninger Straße 50 Standort KG: Steyr                         | Zweigeschoßiges traufständiges Wohn- und Handwerkerhaus mit langem eingeschoßigen Hoftrakt, im Kern wohl noch aus dem 16. Jahrhundert stammend, im frühen 19. Jahrhundert stark umgestaltet. Fassade Sierninger Straße fünfachsig, Rieselputzfassade mit glatten Ecklisenen, Kordongesimsband und Pilaster zwischen den Achsen im Obergeschoß. Im Erdgeschoß mittig breites Segmentbogenportal mit einfach profiliertem Steingewände aus der Zeit nach dem Stadtbrand 1842 mit Eisenplattentüren. Darüber ovales Haussegensbild aus dem 20. Jahrhundert in einfacher Umrahmung, die Heilige Familie darstellend. Die Fenster mit einfachen Umrahmungen, die beiden Erdgeschoßfenster rechts des Portals mit klassizistischen Gittern. Fassadenabschluss durch reich profiliertes Traufgesims, Satteldach mit zwei kleinen Belichtungsgaupen. Datum der Unterschutzstellung: 13. März 1986 (Ensemble Steyrdorf) | BDA-Hist.: Q38012802 Status: Bescheid Stand der BDA-Liste: 2025-06-30 Name: Bürgerhaus, Wohn- u. Handwerkerhaus GstNr.: .927 Sierninger Straße 50 (Steyr) |
| ja   | Datei hochladen | Bürgerhaus, Wohn- u. Handwerkerhaus HERIS-ID: 45052 Objekt-ID: 45947                                              | Sierninger Straße 54 Standort KG: Steyr                         | Zweigeschoßiges traufständiges Bürger-, Wohn- und Handwerkerhaus mit zwei Hofflügeln, im Kern aus dem 16. Jahrhundert stammend. Fassade Sierninger Straße fünfachsig, mit Sgraffitodekor. Im Erdgeschoß hausmittig über Stufen erreichbares eckiges Portal mit eisenbeschlagenem Biedermeierdoppeltor mit Rautenmotiven, bez. „1843“, und mit vergitterter Oberlichte. Darüber vermauerte Oberlichte mit aufwendiger Sgarffitoumrahmung. Die Fensteröffnungen des Erd- entgegen den Fenstern des Obergeschoßes ohne Sgraffitoumrahmungen. Fenster des Obergeschoßes mit profilierten Steingewänden, und aufwendigen renaissancezeitlichen Sgraffitoumrahmungen mit abschließendem Architrav. Betonung der Gebäudekanten durch Eckquader, horizontales Sgraffitoband unterhalb des biedermeierlichen reich profilierten Traufgesims. An der Giebelfassade zur Zachhubergasse die äußere Achse gleich der Hauptfassade ausgeführt. Datum der Unterschutzstellung: 13. März 1986 (Ensemble Steyrdorf) | BDA-Hist.: Q38012813 Status: Bescheid Stand der BDA-Liste: 2025-06-30 Name: Bürgerhaus, Wohn- u. Handwerkerhaus GstNr.: .925/1 |
| ja   | Datei hochladen | Bruderhaus mit Kirche HERIS-ID: 59840 Objekt-ID: 71459                                                            | Sierninger Straße 55, 55a Standort KG: Steyr                    | Zweigeschoßiges Bruderhaus mit im Osten anschließendem Kirchengebäude. 1380 Sondersiechenhaus an dieser Stelle erwähnt. Kirche, dem Hl. Geist geweiht, 1511 errichtet. Kleine einschiffige dreijochige Saalkirche mit flach gespannten Netzrippengewölbe. Die beiden Fassaden des Chores jeweils mit einem mittig situierten spitzbogigen spätgotischen langen Maßwerkfenster. Schlichte Fassadengestaltung. An der Fassade zur Sierninger Straße zwei große Fresken, Kreuzigung und wundertätiger Heiland aus der Mitte des 18. Jahrhunderts. In der westlichen Achse spätgotisch profiliertes Portal. Westseitig barocker Turm mit Schallfenstern und Uhren an allen Seiten, aus der Mitte des 18. Jahrhunderts stammend, Helm um Mitte des 19. Jahrhunderts erneuert. Vom Bruderhaus nur der siebenachsige zweigeschoßige traufständige Straßentrakt des ehemals um einen Innenhof situierten Gebäudekomplexes erhalten. Fenster mit schlichten Umrahmungen. Westseitiger Giebelbereich mit stehend ovaler Belichtungsöffnung. Fassadenabschluss an Kirche und am Bruderhaus je durch ein reich profiliertes Traufgesims Datum der Unterschutzstellung: 13. März 1986 (Ensemble Steyrdorf) | BDA-Hist.: Q38088896 Status: Bescheid Stand der BDA-Liste: 2025-06-30 Name: Bruderhaus mit Kirche GstNr.: .916/1, .917 Bruderhaus (Steyr) |
| ja   | Datei hochladen | Bürgerhaus, Wohnhaus HERIS-ID: 45053 Objekt-ID: 45949                                                             | Sierninger Straße 56 Standort KG: Steyr                         | Zweigeschoßiges fünfachsiges traufständiges Bürgerhaus mit einem Hoftrakt, im Kern aus dem 18. Jahrhundert stammend. Erdgeschoß mit Putzquaderung, die Fenster mit schlichten Umrahmungen. Mittig situiertes Segmentbogenportal mit einfach profiliertem Steingewände. Zart profiliertes Kordongesims. Das Obergeschoß durch vertikale Faschen an den Gebäudekanten sowie beidseits des Mittelfensters gegliedert. Die Fenster weisen ebenfalls schlichte Umrahmungen auf. Fassadenabschluss durch stark profiliertes Traufgesims. Satteldach mit drei kleinen gemauerten Belichtungsgaupen. Datum der Unterschutzstellung: 13. März 1986 (Ensemble Steyrdorf) | BDA-Hist.: Q38012824 Status: Bescheid Stand der BDA-Liste: 2025-06-30 Name: Bürgerhaus, Wohnhaus GstNr.: .924 |
| ja   | Datei hochladen | Bürgerhaus, Wohnhaus HERIS-ID: 45054 Objekt-ID: 45950                                                             | Sierninger Straße 58 Standort KG: Steyr                         | Zweigeschoßiges traufständiges barockes Bürgerhaus über hakenförmigem Grundriss aus dem 18. Jahrhundert stammend. Die siebenachsige Längs- sowie die vierachsige Querfassade mit grundsätzlich gleichem Aufbau. Erdgeschoß genutet, Betonung der Gebäudekanten durch vertikale Faschen. Die Fenster mit schlichten Umrahmungen. In der dritten Achse von links geschwungen schließendes Keilsteinportal, Rahmung durch Pilaster mit Pfeifen- und Volutenkapitellen. Das zart profilierte Kordongesims im Bereich des Portals bekrönend aufgebogen. Das Obergeschoß wird durch Putzfelder gegliedert, Fenster mit schlichten Umrahmungen. Etwas rechts über dem Portal Haussegensbild mit Ölberg unter einer aufgebogenen, mit einer Muschel besetzten Gesimsverdachung des 18. Jahrhunderts. Fassadenabschluss durch reich profiliertes Traufgesims. Faschengerahmter zweigeschoßiger Giebelbereich im unteren Geschoß zweiachsig, im oberen Geschoß mit einer runden Belichtungsöffnung. Datum der Unterschutzstellung: 13. März 1986 (Ensemble Steyrdorf) | BDA-Hist.: Q38012840 Status: Bescheid Stand der BDA-Liste: 2025-06-30 Name: Bürgerhaus, Wohnhaus GstNr.: .923 |
| ja   | Datei hochladen | Bürgerhaus, Wohn- u. Handwerkerhaus HERIS-ID: 45055 Objekt-ID: 45951                                              | Sierninger Straße 59 Standort KG: Steyr                         | Zur Sierninger Straße zweigeschoßiges traufständiges Bürgerhaus, zum Wehrgraben hin dreigeschoßig mit Hofflügel, im Kern aus dem 16. Jahrhundert stammend. Heutiges Erscheinungsbild vom Umbau 1807 geprägt. Fassade zur Sierninger Straße sechsachsig. Im Erdgeschoß in der dritten Achse von links rechteckiges Portal mit schlichtem Steingewände mit vergitterter Oberlichte. Obergeschoß der Straßenfassade sowie der östlichen Giebelfassade mit reichen spätbarocken Dekorationen. Felderteilung aus einem Geflecht von Pilastern sowie aufgelösten Parapet- und Fensterverdachungen. Fenster mit schlichten Umrahmungen. Zwischen dritter und vierter Achse Stuckrahmen eines ehemaligen Haussegensbildes. Straßenseitiger Fassadenabschluss durch schlichtes Traufgesims. Zweiachsige Giebelfassade im Osten mit abschließendem Krüppelwalm. Datum der Unterschutzstellung: 13. März 1986 (Ensemble Steyrdorf) | BDA-Hist.: Q38012850 Status: Bescheid Stand der BDA-Liste: 2025-06-30 Name: Bürgerhaus, Wohn- u. Handwerkerhaus GstNr.: .912 |
| ja   | Datei hochladen | Doppelhaus, Wohn- und Handwerkerhaus HERIS-ID: 45056 Objekt-ID: 45952                                             | Sierninger Straße 60, 62 Standort KG: Steyr                     | Sierninger Straße 60: Zweigeschoßiges traufständiges sechsachsiges Wohn- und Handwerkerhaus mit zwei ungleich tiefen Hofflügeln, im Kern aus dem 16. Jahrhundert stammend. Die schlichte Fassadengestaltung an der Sierninger Straße aus dem 3. Viertel des 19. Jahrhunderts. Fassade ohne optische Unterbrechung in die rechte Gebäudehälfte des Objektes Sierninger Straße 62 übergehend. Rechteckiges Portal in der dritten Achse von rechts. Rustizierung des Portals sowie der Erdgeschoßfenster, einfache Profilierung der Obergeschoßfenster. Gebäudeabschluss durch Satteldach. Hofseitig Flacherker über spätgotisch abgefastem Korbbogen. Derzeit (2013) Generalsanierung des Objektes. Sierninger Straße 62, rechter Gebäudeteil: Zweigeschoßiges traufständiges sechsachsiges Wohn- und Handwerkerhaus mit einem Hofflügel, im Kern aus dem 16. Jahrhundert stammend. Fassade aus dem 3. Drittel des 19. Jahrhunderts gleichgestaltet jener von Objekt Sierninger Straße 60, ohne optische Unterbrechung in diese übergehend. Rechteckiges Portal in der dritten Achse von links. Rustizierung des Portals sowie der Erdgeschoßfenster, einfache Profilierung der Obergeschoßfenster. Satteldach mit zwei giebelständig gemauerten kleinen Belichtungsgaupen. Derzeit (2013) Generalsanierung des Objektes. Sierninger Straße 62, linker Gebäudeteil, ehemals Sierninger Straße 62a, unter dieser Adresse 1986 gesondert unter Denkmalschutz gestellt. Zweigeschoßiges traufständiges vierachsiges Wohn- und Handwerkerhaus, im Kern aus dem 16. Jahrhundert stammend. Erdgeschoß ohne eigenen Zugang, Aufschließung über den rechten Gebäudeteil. Putzfassade aus der 1. Hälfte des 19. Jahrhunderts dem Objekt Sierninger Straße 64 angeglichen. Betonung der Gebäudekanten durch vertikale Putzfaschen, horizontale Fasche zwischen den Geschoßen. Schlichte Umrahmungen der Fensteröffnungen. Erdgeschoß mit Jalousienbänderung, Obergeschoß rieselverputzt. Das reich profilierte Kranzgesims aus dem späten 19. Jahrhundert, Satteldach. Derzeit (2013) Generalsanierung des Objektes. Datum der Unterschutzstellung: 13. März 1986 (Ensemble Steyrdorf) | BDA-Hist.: Q38012859 Status: Bescheid Stand der BDA-Liste: 2025-06-30 Name: Doppelhaus, Wohn- und Handwerkerhaus GstNr.: .914/1, .913 Steyr Sierninger Straße 60, 62 |
| ja   | Datei hochladen | Bürgerhaus, Wohn- u. Handwerkerhaus HERIS-ID: 45057 Objekt-ID: 45953                                              | Sierninger Straße 61 Standort KG: Steyr                         | Zweigeschoßiges Eckhaus, im Kern aus dem 16. Jahrhundert stammend, spätbarocke Fassadengestaltung aus dem 3. Viertel des 18. Jahrhunderts. Längsfassade im Obergeschoß fünfachsig mit erkerartig vorspringender äußerster Achse, Giebelfassade dreiachsig. Erdgeschoß ungegliedert, hausmittig an der Längsfassade rechteckiges Portal mit schlichtem Steingewände aus dem 18. Jahrhundert. Das eisenbeschlagene Türblatt mit Rautenmotiv und die eisernen Fensterläden aus der Zeit um 1840. Die Fenstergitter aus Wellenrauten aus dem 18. Jahrhundert. Im Obergeschoß Putzgliederung mit Lisenen, stuckierten Fensterumrahmungen mit Parapetfeldern sowie geschweiften gesprengten Fensterbekrönungen. Straßenseitig zwischen dritter und vierter Achse von rechts geschwungener Stuckrahmen eines ehemaligen Haussegensbildes. Giebelfassade zweiachsig mit ähnlich aufwendiger Betonung der Fenster wie im Obergeschoß, Krüppelwalmdach. Fassadensanierung für 2013 geplant. Datum der Unterschutzstellung: 13. März 1986 (Ensemble Steyrdorf) | BDA-Hist.: Q38012870 Status: Bescheid Stand der BDA-Liste: 2025-06-30 Name: Bürgerhaus, Wohn- u. Handwerkerhaus GstNr.: .911/1 |
| ja   | Datei hochladen | Bürgerhaus, Wohnhaus HERIS-ID: 45058 Objekt-ID: 45955                                                             | Sierninger Straße 63 Standort KG: Steyr                         | Zweigeschoßiges traufständiges Eckhaus zum Wasserberg über hakenförmigem Grundriss, um 1900 errichtet. Hauptgebäude zur Sierninger Straße sechs-, zum Wasserberg zweiachsig. Erdgeschoßzone in der Sierninger Straße zum Teil verändert. Späthistoristische Fassade, Betonung der Gebäudekanten im Erdgeschoß durch vertikale Putzfaschen, im Obergeschoß durch Eckquaderung. Zart profiliertes Kordongesims, die Fenster der Obergeschoße mit aufwendigeren Umrahmungen, Parapetfeldern und geraden Verdachungen. Fassadenabschluss durch profiliertes Traufgesims, darüber flaches Walmdach. Die beiden erdgeschoßigen Fenster mit Umrahmung und mittigem Keilstein an der Schmalseite vermauert. Der tieferliegende traufständige ebenfalls zweigeschoßige siebenachsige Trakt am Wasserberg übernimmt die erdgeschoßige Fenstergestaltung des Hauptgebäudes. Die beiden südlichen Achsen durch eine vertikale Putzfasche optisch getrennt. Datum der Unterschutzstellung: 13. März 1986 (Ensemble Steyrdorf) | BDA-Hist.: Q38012880 Status: Bescheid Stand der BDA-Liste: 2025-06-30 Name: Bürgerhaus, Wohnhaus GstNr.: .911/2 |
| ja   | Datei hochladen | Bürgerhaus, Wohn- u. Handwerkerhaus HERIS-ID: 45059 Objekt-ID: 45956                                              | Sierninger Straße 64 Standort KG: Steyr                         | Zweigeschoßiges traufständiges Wohn- und Handwerkerhaus mit abschließendem Satteldach, im Kern aus dem 16. Jahrhundert stammend. Fassade zur Sierninger Straße mit fünf unregelmäßig angeordneten Fensterachsen. Fassadengestaltung aus der 1. Hälfte des 19. Jahrhunderts, dem benachbarten Objekt Sierninger Straße 62 angeglichen. Betonung der Gebäudekanten durch vertikale Putzfaschen, horizontale Putzfasche zwischen den Geschoßen. Rechteckiges Hausportal in der äußerst linken Achse. Die Fenster der beiden Geschoße mit schlichten Umrahmungen. Erdgeschoß mit Jalousienbänderung, Obergeschoß rieselverputzt. Fassadenabschluss durch zart profiliertes Traufgesims. Datum der Unterschutzstellung: 13. März 1986 (Ensemble Steyrdorf) | BDA-Hist.: Q38012890 Status: Bescheid Stand der BDA-Liste: 2025-06-30 Name: Bürgerhaus, Wohn- u. Handwerkerhaus GstNr.: .910 |
| ja   | Datei hochladen | Bürgerhaus, Wohn- u. Handwerkerhaus HERIS-ID: 45060 Objekt-ID: 45957                                              | Sierninger Straße 66 Standort KG: Steyr                         | Schlichtes zweigeschoßiges traufständiges Wohn- und Handwerkerhaus mit abschließendem Satteldach, im Kern zumindest aus der Barockzeit stammend. Fassade an der Sierninger Straße mit fünf unregelmäßigen Fensterachsen. Erneuerte Rieselputzfassade ohne jegliche Gliederung. In der zweiten Achse von rechts einfaches eckiges innenliegendes über drei Stufen erreichbares Portal. Die Fenster mit einfachen schmalen Umrahmungen. Im Obergeschoß zwischen erster und zweiter Achse von links Haussegensbild „Kreuzigung Christi“ in Kachelmosaik aus der Zeit um 1950. Fassadenabschluss durch profiliertes Traufgesims. Datum der Unterschutzstellung: 13. März 1986 (Ensemble Steyrdorf) | BDA-Hist.: Q38012900 Status: Bescheid Stand der BDA-Liste: 2025-06-30 Name: Bürgerhaus, Wohn- u. Handwerkerhaus GstNr.: .909/2 |
| ja   | Datei hochladen | Bürgerhaus, Wohn- u. Handwerkerhaus HERIS-ID: 45061 Objekt-ID: 45958                                              | Sierninger Straße 68 Standort KG: Steyr                         | Kleines zweigeschoßiges traufständiges Wohn- und Handwerkerhaus, im Kern aus dem 18. Jahrhundert stammend. Fassade zur Sierninger Straße im Erdgeschoß drei-, im Obergeschoß zweiachsig. Die linke Achse des Erdgeschoßes kommt im benachbarten Objekt Sierninger Straße 70 zu liegen, wird jedoch vom Objekt Sierninger Straße 68 aus erschlossen. Rieselverputzte Fassade aus der 2. Hälfte des 18. Jahrhunderts, die Gebäudekanten werden durch vertikale Faschen betont, horizontale Fasche zwischen den Geschoßen. Rechte Achse des Erdgeschoßes mit tiefliegendem über Stufen erreichbaren schlichten eckigen Hausportal. Die Fenster des Erdgeschoßes mit geschwungenem Stuck im Sturzbereich, Obergeschoßfenster mit einfachen Stuckumrahmungen. Abschließendes Satteldach mit größerer Dachgaupe. Datum der Unterschutzstellung: 13. März 1986 (Ensemble Steyrdorf) | BDA-Hist.: Q38012909 Status: Bescheid Stand der BDA-Liste: 2025-06-30 Name: Bürgerhaus, Wohn- u. Handwerkerhaus GstNr.: .908/1 |
| ja   | Datei hochladen | Bürgerhaus, Wohn- u. Handwerkerhaus HERIS-ID: 45062 Objekt-ID: 45959                                              | Sierninger Straße 70 Standort KG: Steyr                         | Schlichtes zweigeschoßiges traufständiges langgestrecktes Wohn- und Handwerkerhaus, im Kern aus dem 16. Jahrhundert stammend. Im späten 18. sowie in der 1. Hälfte des 19. Jahrhunderts umgestaltet. Fassade zur Sierninger Straße mit unregelmäßiger Achsaufteilung, Erdgeschoß sechs-, Obergeschoß neunachsig. Das Erdgeschoß rechts um eine Achse verkürzt, dieser Bereich gehört bereits zum benachbarten Gebäude Sierninger Straße 68. Schlichte rieselverputzte Fassade, Betonung der Gebäudekanten durch vertikale Faschen, horizontale Fasche zwischen den Geschoßen. Die Fensteröffnungen mit schlichten Umrahmungen. Einfaches tiefliegendes eckiges Hausportal in der ersten Achse von rechts über drei Stufen erreichbar. Datum der Unterschutzstellung: 13. März 1986 (Ensemble Steyrdorf) | BDA-Hist.: Q38012936 Status: Bescheid Stand der BDA-Liste: 2025-06-30 Name: Bürgerhaus, Wohn- u. Handwerkerhaus GstNr.: .907 |
| ja   | Datei hochladen | Bürgerhaus, Wohn- u. Handwerkerhaus HERIS-ID: 45063 Objekt-ID: 45960                                              | Sierninger Straße 72 Standort KG: Steyr                         | Kleines zweigeschoßiges dreiachsiges giebelständiges Wohn- und Handwerkerhaus mit abschließendem Krüppelwalmdach, im Kern aus dem 16. Jahrhundert stammend. Aufwendige Putzfassade aus der Zeit um 1760/70. Gliederung der Fassade durch horizontale Bänder zwischen den Geschoßen sowie durch vertikale Bänder an den Gebäudekanten. Erdgeschoß rezent verändert, schlichtes eckiges tiefliegendes Hausportal in der rechten Achse. Im Obergeschoß rasterförmige Hervorhebung der Fensterachsen mittels Faschen, die ebenso wie die Parapet- und Verdachungsfelder durch Ziermotive wie Schabracken usw. aufgelöst und bereichert sind. Einachsiges Giebelgeschoß, Fassadengliederung dem Obergeschoß angeglichen, durch das Fehlen des Verdachungsfeldes jedoch etwas schlichter ausgeführt. Datum der Unterschutzstellung: 13. März 1986 (Ensemble Steyrdorf) | BDA-Hist.: Q38012956 Status: Bescheid Stand der BDA-Liste: 2025-06-30 Name: Bürgerhaus, Wohn- u. Handwerkerhaus GstNr.: .906 |
| ja   | Datei hochladen | Bürgerhaus, Eckhaus HERIS-ID: 45064 Objekt-ID: 45962                                                              | Sierninger Straße 74, 76 Standort KG: Steyr                     | Sierninger Straße 74: Zweigeschoßiges langgestrecktes traufständiges Wohn- und Handwerkerhaus, wahrscheinlich aus dem 18. Jahrhundert stammend, mit aufwendiger Putzfassade aus der Zeit um 1790. Erdgeschoß mit Putzquaderung, siebenachsig. Die Fenster mit schlichten Umrahmungen und Wellenrautengittern. Tiefliegendes einfaches eckiges Hausportal in der zweiten Achse von rechts über drei Stufen erreichbar. Zartes Kordongesims. Das sechsachsige Obergeschoß im josephinischen Stil gegliedert, mit starker Betonung der Fensterachsen. Parapetfelder mit Balusterflanken und stuckierten Gitterfüllungen. Die Verdachungsfelder sind mit Zwergkonsolen und Zöpfen geschmückt. Zwischen zweiter und dritter Achse von links befindet sich der stuckierte Blendrahmen für ein ehemaliges Haussegensbild. Gebäudeabschluss durch Satteldach. Sierninger Straße 76: Zweigeschoßiges traufständiges Eckhaus im Kreuzungsbereich Sierninger Straße – Mittere Gasse, aus dem späten 19. Jahrhundert stammend. Vierachsige nach Westen gewandte Hauptfront mit jeweils anschließender einachsiger Abschrägung. Schlichte Fassade. Die Tür- und Fensteröffnungen in rundbogig schließenden seichten Vertiefungen situiert. Die hölzernen Fensterläden bis zum Bodenniveau reichend. Zart profiliertes Kordongesims zwischen den Geschoßen. Die Fenster der Obergeschoße mit schlichten Umrahmungen und geraden Verdachungen. Fassadenabschluss durch reich profiliertes Traufgesims. Datum der Unterschutzstellung: 13. März 1986 (Ensemble Steyrdorf) | BDA-Hist.: Q38012966 Status: Bescheid Stand der BDA-Liste: 2025-06-30 Name: Bürgerhaus, Eckhaus GstNr.: .905 Steyr Sierninger Straße 74, 76 |
| ja   | Datei hochladen | Bürgerhaus HERIS-ID: 45067 Objekt-ID: 45965                                                                       | Sierninger Straße 78 Standort KG: Steyr                         | Zweigeschoßiges traufständiges Eckgebäude mit Walmdach, anstelle eines Vorgängerbaues um 1860/70 errichtet. Die fünfachsige Fassade an der Sierninger Straße sowie die achtachsige dem Wieserfeldplatz zugewandte Fassade weisen grundsätzlich denselben Aufbau auf. Das Erdgeschoß ist genutet, die Fenster weisen keine Umrahmungen auf, im Sturzbereich keilsteinförmige Nutungen. Profiliertes Kordongesims zwischen den Geschoßen. Die Fenster des Obergeschoßes stabfaschengerahmt, mit Sohlbankgesims und Parapetfeldern. Fassadenabschluss durch reich profiliertes Traufgesims. In der Sierninger Straße in der ersten Achse von rechts rechteckiges Portal mit originalem Türblatt. Wieserfeldplatzseitig in der fünften Achse von links im Obergeschoß Balkon mit schmiedeeisernen Geländer und Auslegern für Glasdach. Datum der Unterschutzstellung: 24. April 1996 (Ensemble Steyrdorf) | BDA-Hist.: Q38012986 Status: Bescheid Stand der BDA-Liste: 2025-06-30 Name: Bürgerhaus GstNr.: .651 |
| ja   | Datei hochladen | Bürgerhaus, Wohn- u. Handwerkerhaus HERIS-ID: 45066 Objekt-ID: 45964                                              | Sierninger Straße 80 Standort KG: Steyr                         | Zweigeschoßiges Eckhaus im Kreuzungsbereich Sierninger Straße – Mehlgraben, bestehend aus einem hakenförmigen Hauptgebäude sowie einem dem geknickten Straßenverlauf des Mehlgrabens folgenden Hinterhaus, einen kleinen Innenhof einschließend. Gebäude im Kern aus dem 16. Jahrhundert stammend. Achtachsige schlichte Rieselputzfassade zur Sierninger Straße, die Fenster mit einfachen Umrahmungen. In der dritten Achse von links nachbarockes Hausportal mit Steingewände, bezeichnet „1823“, und beschlagener Doppeltüre. Fassadenabschluss durch reich profiliertes Traufgesims. Dieses Gesims endet nach den ersten zwei Achsen der fünfachsigen Fassade im Mehlgraben. Über dem Gesims einachsiger Giebelbereich mit anschließendem Krüppelwalm. Lediglich die Fenster des Obergeschoßes mit einfachen Umrahmungen und Fenstergittern aus der Zeit um 1820. Datum der Unterschutzstellung: 13. März 1986 (Ensemble Steyrdorf) | BDA-Hist.: Q38012977 Status: Bescheid Stand der BDA-Liste: 2025-06-30 Name: Bürgerhaus, Wohn- u. Handwerkerhaus GstNr.: .706/2 |
| ja   | Datei hochladen | Aichetschlößl HERIS-ID: 38652 Objekt-ID: 38237                                                                    | Sierninger Straße 82 Standort KG: Steyr                         | Durch den Handelsherren Michael Aidn in der 2. Hälfte des 16. Jahrhunderts als bürgerlicher Ansitz errichtet. 1902 Umbau und Neufassadierung. Zweigeschoßiger vierachsiger Bau mit zur Straße gerichtetem dreiachsigen Giebelgeschoß mit Breitluken. Erdgeschoß gebändert, Freitreppe mit neobarocker Balustrade und Holzveranda. Obergeschoß Rieselputzfelder zwischen den Fensterachsen. Haussegensbild Anfang 20. Jahrhundert. Rundes Erkertürmchen auf glatter Erkerschale über zwei Konsolen, drei Fensterachsen, im Obergeschoß drei Ovalluken, Kegeldach. Traufseiten mit unregelmäßiger Achsaufteilung. Mächtiges Krüppelwalmdach. An der Rückseite Anbau einer zweigeschoßigen ehemaligen Messerschmiede. Datum der Unterschutzstellung: 20. Juni 1984 | BDA-Hist.: Q37982895 Status: Bescheid Stand der BDA-Liste: 2025-06-30 Name: Aichetschlößl GstNr.: .708 Aichetschlössl |
| ja   | Datei hochladen | Wohnhaus HERIS-ID: 108107 Objekt-ID: 125511                                                                       | Sierninger Straße 86 Standort KG: Steyr                         | Zweigeschoßiges traufständiges kleines Wohnhaus, im Kern wohl aus der 2. H. d. 19. Jahrhundert stammend. Schlichte Fassade zur Sierninger Straße, rieselverputzt, lediglich die Fensteröffnungen mit einfachen Umrahmungen. In etwa gebäudemittig über Stufen erreichbares eckiges Portal mit Steingewände. Über der Tür Votivbild. Links und rechts der Hauseingangstür je eine querrechteckige Fensteröffnung. Im Obergeschoß fünf unregelmäßig angeordnete Fensteröffnungen. Die westliche Querfassade eternitvertäfelt, im Giebelbereich zwei Fensteröffnungen. Abschluss des Gebäudes mit einfachem mäßig steilem Satteldach. Datum der Unterschutzstellung: 31. Dezember 2009 | BDA-Hist.: Q37812006 Status: § 2a Stand der BDA-Liste: 2025-06-30 Name: Wohnhaus GstNr.: .711/1 |
| ja   | Datei hochladen | Wohnhaus HERIS-ID: 108111 Objekt-ID: 125515                                                                       | Sierninger Straße 93 Standort KG: Steyr                         | Zweigeschoßiges historistisches dreiachsiges solitär stehendes Gebäude mit abschließendem Satteldach, aus dem letzten Viertel des 19. Jahrhunderts stammend. Betonung der erdgeschoßigen Mittelachse durch seitliche Pilaster auf denen ein Architrav ansetzt. Darüber Relief, das reich profilierte Kordongesims in diesem Bereich dreieckig hochgezogen. Die beiden seitlichen Fenster des Erdgeschoßes mit Putzumrahmungen und mittig situierten Keilsteinen. Unter den Fensteröffnungen des Obergeschoßes zwischen Kordon- und Sohlbankgesims Rieselputzfelder, im Sturzbereich Rossettenreihe unter den geraden Verdachungen. Fassadenabschluss durch reich profiliertes Traufgesims. Die Querfassaden zweiachsig, mit einachsigen Giebeln. Im Westen in einer kurzen Mauer situiertes eckiges Portal. Datum der Unterschutzstellung: 31. Dezember 2009 | BDA-Hist.: Q37812015 Status: § 2a Stand der BDA-Liste: 2025-06-30 Name: Wohnhaus GstNr.: .882 Sierninger Straße 93 (Steyr) |
| ja   | Datei hochladen | Nischenbildstock HERIS-ID: 108114 Objekt-ID: 125518                                                               | vor Sierninger Straße 100 Standort KG: Steyr                    | Schlichter gemauerter Nischenbildstock aus dem 19. Jahrhundert im Kreuzungsbereich Sierninger Straße – Aichetgasse. In der rundbogigen Nische Wandmalerei Gnadenstuhl aus dem Jahr 1992. Die Rundung der Nische schließt mit einem profilierten Gesims ab. Über der Rundung Dreiecksgiebel, der wie der Traufbereich durch ein profiliertes Gesims betont wird. An der Giebelspitze schmiedeeisernes Kreuz. Datum der Unterschutzstellung: 31. Dezember 2009 | BDA-Hist.: Q37812036 Status: § 2a Stand der BDA-Liste: 2025-06-30 Name: Nischenbildstock GstNr.: .726/2 Nischenbildstock Sierninger Straße, Steyr |
| ja   | Datei hochladen | Ehem. Herren- oder Sondersiechenhaus samt Dreifaltigkeitskapelle HERIS-ID: 52612 Objekt-ID: 59875                 | Sierninger Straße 115 Standort KG: Steyr                        | Ehem. Sondersiechenhaus, außerhalb der Stadt gelegen. Bemerkenswertes zweigeschoßiges Gebäude auf unregelmäßiger, U-förmiger Grundfläche, im Kern aus der 2. Hälfte des 16. Jahrhunderts stammend. Erste urkundliche Erwähnung 1699. Fassade zur Sierninger Straße mit unregelmäßiger Achsaufteilung, acht Öffnungen im Erd-, elf Fenster im Obergeschoß. In der fünften Achse von links eckiges Portal mit schlichtem Steingewände. Einige Fenster des Erdgeschoßes noch mit spätgotischen Steingewänden. Renaissancehafte Umrahmungen der erdgeschoßigen Fenster, die Obergeschoßfenster mit einem gemalten roten Rahmen umgeben. Betonung der Gebäudeecken durch gemalte rötliche Quader. An der Fassade barocke Wandmalereien, zwei Marienkrönungen sowie Reste eines Malereizykluses erhalten. Fassadenabschluss durch reich profiliertes Traufgesims. Die ostseitige Fassade fünf- bzw. sechsachsig, Gestaltung gleich der straßenseitigen Fassade. In der dritten Achse von links eckiges Portal mit Steingewände und Oberlichte. Südfassade dreiachsig. An der Hofseite im östlichen Trakt im Obergeschoß kurzer Arkadengang mit Kreuzgratgewölben. Das Gebäude schließt mit Walmdächern ab, hohe Schornsteine. Am östlichen Trakt hölzerner schlanker Uhrturm mit abschließendem geschwungen ausgeführten Zeltdach. Im Erdgeschoß Dreifaltigkeitskapelle aus dem 3. Viertel des 16. Jahrhunderts. Quadratischer Raum mit Mittelsäule, Kreuzgratgewölbe mit Deckenmalereien aus dem 18. Jahrhundert. Datum der Unterschutzstellung: 31. Dezember 2009 | BDA-Hist.: Q38052909 Status: § 2a Stand der BDA-Liste: 2025-06-30 Name: Ehem. Herren- oder Sondersiechenhaus samt Dreifaltigkeitskapelle GstNr.: .812 |
| ja   | Datei hochladen | Landeskrankenhaus mit Wandbrunnen HERIS-ID: 52611 Objekt-ID: 59874                                                | Sierninger Straße 170 Standort KG: Steyr                        | Der Altbau des Pyhrn-Eisenwurzen Klinikums ist ein 1916 errichtetes dominantes dreigeschoßiges, stark gegliedertes Hauptgebäude auf unregelmäßiger Grundfläche. In der Gesamterscheinung den Heimatstil vertretend. Dachlandschaft durch Mansard- und Krüppelwalmdacher geprägt. Symmetrischer Aufbau, zehnachsiger Mittelteil mit zweigeschoßigem mittig situiertem Giebel. Das erste Giebelgeschoß fünf-, das zweite Giebelgeschoß dreiachsig. Im ersten Obergeschoß drei große segmentbogige Öffnungen zu einer großen Terrasse. Diese weist nach Süden hin drei Rundbogenöffnungen auf, zur mittleren Öffnung führt eine Treppenanlage. Seitlich je eine rundbogige Öffnung, die ursprünglich der Zu- und Abfahrt dienten. Das Dach wird durch einen polygonalen Uhrturm akzentuiert. Seitlich schließt an den Mittelteil ein leicht zurückversetzter einachsiger Bauteil mit Terrasse im ersten Obergeschoß und Balkon im darüber liegenden Geschoß an. Es folgt ein weiterer vierachsiger Bauteil mit zweigeschoßigem Giebel. Schlichtes Kordongesims zwischen Erd. und erstem Obergeschoß. Der Giebel vier- bzw. dreiachsig. Im unteren Giebelgeschoß mittig situierter kleiner Balkon. An der jeweils äußeren Gebäudekante dieser Bauteile befindet sich ein viergeschoßiger polygonaler Eckturm mit abschließender Haube. Zwei jeweils achtachsige zurückversetzte Baukörper schließen das Hauptgebäude ab. Bei diesen beiden Eckgebäuden im Dachbereich jeweils eine mittig situierte gerundet ausgeführte Dachgaupe. Beim Eingang in Haus „2“ befindet sich links ein bei Bauarbeiten am Gelände aufgefundener sekundär angebrachter rotmarmorner Wandbrunnen aus der Renaissancezeit. Datum der Unterschutzstellung: 31. Dezember 2009 | BDA-Hist.: Q35260285 Status: § 2a Stand der BDA-Liste: 2025-06-30 Name: Landeskrankenhaus mit Wandbrunnen GstNr.: .1446, 706 Landeskrankenhaus mit Wandbrunnen (1916) |
| ja   | Datei hochladen | Schwesternschule, ehem. Armenpflegehaus HERIS-ID: 108055 Objekt-ID: 125456                                        | Sierninger Straße 170 B, D Standort KG: Steyr                   | Dreigeschoßiges, in der 1. Hälfte des 20. Jahrhunderts errichtetes Gebäude über U-förmigen Grundriss. Fassaden rieselverputzt, schlichte Faschenumrahmung der Fenster- und Türöffnungen, Betonung der Gebäudekanten durch vertikale Faschen. Fassadenabschluss durch reich profiliertes Traufgesims. Ostfassade siebzehnachsig, mit leicht vorspringendem fünfachsigem Mittelteil. Hier reichere Fassadengestaltung, vertikale Putzfaschen zwischen den Achsen, die Fensteröffnungen stabfaschenumrahmt, im obersten Geschoß mit mittigen Keilsteinen. An den beiden Seitentrakten im ersten Obergeschoß je zwei kleine Balkone. Die Südfassade neunachsig, die südliche Querfassade dreiachsig. Hoffassade, an den fünfachsigen Mittelteil, Fassadengestaltung wie an der Ostfassade, schließen jeweils zwei dreiachsige Trakte an, hier mittig situiert jeweils eine rundbogige Toröffnung mit hölzernen Torflügeln. Die nach Osten ziehenden Trakte jeweils fünfachsig. Im Norden schließt noch ein sechsachsiger Trakt an. Alle Trakte sind mit Walmdächern gedeckt. Datum der Unterschutzstellung: 31. Dezember 2009 | BDA-Hist.: Q37811863 Status: § 2a Stand der BDA-Liste: 2025-06-30 Name: Schwesternschule, ehem. Armenpflegehaus GstNr.: .1981 |
| ja   | Datei hochladen | Lichtsäule HERIS-ID: 110818 Objekt-ID: 128570                                                                     | bei Sierninger Straße 170 Standort KG: Steyr                    | Sogenanntes Urlauberkreuz am Weg, bzw. im Nahbereich der ehemaligen Hinrichtungsstätte. Bemerkenswerte spätgotische Lichtsäule aus der 2. Hälfte des 15. Jahrhunderts. Auf einem abgefasten Pfeiler befindet sich ein hoher fialbekrönter Tabernakelaufsatz. Die Kanten des Tabernakelaufsatzes werden durch Säulchen mit gedrehten Basen betont. In den rechteckigen Nischen befinden sich Rotmarmorreliefs die das Leiden Christi darstellen. Die Lichtsäule ist nicht am ursprünglichen Standort erhalten. Nach dem Krankenhausumbau wurde die Säule 2011 restauriert und im Park des Krankenhauses im Osten der Anlage neu aufgestellt. Datum der Unterschutzstellung: 31. Dezember 2009. | BDA-Hist.: Q37820907 Status: § 2a Stand der BDA-Liste: 2025-06-30 Name: Lichtsäule GstNr.: 2008/2 |
| ja   | Datei hochladen | Quenghof HERIS-ID: 38653 Objekt-ID: 38238                                                                         | Spitalskystraße 12 Standort KG: Steyr                           | Ehemals herrschaftlicher Wirtschaftshof. Unter Fürstin Aloisia von Lamberg 1747–1750 in heutiges Erscheinungsbild umgestaltet. Vierkanthofartige Anlage mit prunkvoller Schauseite. 13-achsiges Unter- und 11-achsiges Obergeschoß, zwei Eckgiebel. Voluten am Übergang zwischen Erd- und Obergeschoß. Mittig situiertes Tor mit darüberliegendem Wappen und Blindfenster mit Bemalung. Beidseitig des Tors runde Fensteröffnungen. Reicher Stuckdekor und zahlreiche Blindfenster z. T. mit Bemalung (im Erdgeschoß Fensterimitationen). Die übrigen Fassaden wesentlich schlichter. An der Rückseite außen drei Arkadenöffnungen. Datum der Unterschutzstellung: 23. März 1977 | BDA-Hist.: Q37982905 Status: Bescheid Stand der BDA-Liste: 2025-06-30 Name: Quenghof GstNr.: .1264, .1266 Quenghof |
| ja   | Datei hochladen | Hl. Johannes Nepomuk-Kapelle HERIS-ID: 107992 Objekt-ID: 125384                                                   | bei Spitalskystraße 12 Standort KG: Steyr                       | Gegenüber dem Quenghof situierter barocker Rundbau aus der Mitte des 18. Jahrhunderts stammend. Pilastergegliederter Bau mit großen Öffnungen an der Vorder- und Rückseite. Unter der Traufe Friesband. Mansardartiges abgetrepptes holzschindelgedecktes Kegeldach mit abschließendem schmiedeeisernem Kreuz. Innen Kuppelgewölbe mit aufgemaltem Stuckdekor. Zentral situiert die barocke Steinstatue des hl. Johannes Nepomuk, die am Sockel mit 1759 datiert ist. Datum der Unterschutzstellung: 31. Dezember 2009 | BDA-Hist.: Q37811653 Status: § 2a Stand der BDA-Liste: 2025-06-30 Name: Hl. Johannes Nepomuk-Kapelle GstNr.: 1444/2 Hl. Johannes Nepomuk-Kapelle (Quenghof) |
| ja   | Datei hochladen | Zwei Kapellen HERIS-ID: 110042 Objekt-ID: 127692                                                                  | Stadtplatz 41 Standort KG: Steyr                                | Am Platz vor der Marienkirche zwei einander gegenüber situierte barocke Kapellen. Die Kapellen grundsätzlich gleich gestaltet. Segment- bzw. rundbogige Öffnungen an drei Seiten, vertikale Gliederung durch Pilaster, abgerundete Ecken, reich profiliertes Traufgesims. Die Kapellen besitzen einseitig abgewalmte Dächer und schließen mit einem Kreuz am Firstende ab. Neuzeitliche Vergitterung der jeweiligen Hauptöffnung. Im Inneren bemerkenswerte Figurengruppen der Leiden Christi (im Norden Kreuzigung, im Süden Ölberg). Überlebensgroße farbig gefaste Holzfiguren aus der Zeit um 1655. Datum der Unterschutzstellung: 31. Dezember 2009 | BDA-Hist.: Q37816586 Status: § 2a Stand der BDA-Liste: 2025-06-30 Name: Zwei Kapellen GstNr.: .56/2 Kapellen am Stadtplatz, Steyr |
| ja   | Datei hochladen | Leopoldibrunnen HERIS-ID: 108185 Objekt-ID: 125595                                                                | vor Stadtplatz 21 Standort KG: Steyr                            | Der Brunnen wurde 1683 errichtet. Der mittlere Pfeiler wurde aus dem Schloss Windhaag bei Perg angekauft (nur der mittlere Pfeiler, das Brunnenbecken wurde entgegen der gängigen Literatur nicht aus Windhaag angekauft, da das Brunnenbecken in den Darstellungen des Schlosses von Clemens Beutler in der Topographia Windhagiana nicht dem Brunnenbecken des Leopoldibrunnens entspricht). Bedeutende Brunnenanlage, die im Laufe seiner Geschichte mehrmals am Stadtplatz versetzt wurde. Quadratisches profiliertes steinernes Brunnenbecken mit mittigen halbkreisförmigen Ausbuchtungen. Quadratischer Mittelpfeiler mit stark profilierter Gesimsgliederung aus dem zweiten Viertel des 17. Jahrhunderts. In der unteren Ebene Wasseraustritt über schmiedeeiserne Leitungen. Über der unteren muschelartigen Brunnenschale wasserspeiende Delphine. Über der zweiten muschelartigen Brunnenschale Figur des hl. Leopold mit Kirchenmodell und Fahne. Zu seinen Füßen vier Puttofiguren. Datum der Unterschutzstellung: 31. Dezember 2009 | BDA-Hist.: Q37812382 Status: § 2a Stand der BDA-Liste: 2025-06-30 Name: Leopoldibrunnen GstNr.: 1313/12 Leopoldibrunnen (Steyr) |
| ja   | Datei hochladen | Bürgerhaus HERIS-ID: 40506 Objekt-ID: 40447                                                                       | Stadtplatz 1 Standort KG: Steyr                                 | Im Kern spätgotische Bürgerhausanlage, bestehend aus Vorder-, Hinterhaus und Lichthof. Das im Zweiten Weltkrieg zerstörte und in den sechziger Jahren des 20. Jahrhunderts wiederaufgebaute Hinterhaus ist von der Unterschutzstellung ausgenommen. Viergeschoßige drei- bzw. vierachsige Fassade zum Stadtplatz. Fassadengestaltung aus dem 18. Jahrhundert. Erdgeschoß mit zwei eckigen Auslagen und mittigem segmentbogigem Portal neuzeitlich verändert. Betonung der Gebäudekanten in den Obergeschoßen durch geputzte Eckquader. Im ersten Obergeschoß mittig ursprünglich barocker Erker, die beiden seitlichen Fenster faschengerahmt. Die vier spätgotischen steinernen Fenstergewände mit Verstäbungen des zweiten Obergeschoßes sind von genuteten Umrahmungen umgeben. Über dem zweiten Geschoß reich profiliertes Gesims. Im abschließenden Geschoß drei Fensteröffnungen mit genuteten Umrahmungen. Fassade Obere Kaigasse im Erdgeschoß teilweise eisenvergitterte, steinerne Fenstergewände mit schmiedeeisernen Läden und mehreren Schwibbögen zum Objekt Enge Gasse 33. Datum der Unterschutzstellung: 20. April 1990 | BDA-Hist.: Q37994936 Status: Bescheid Stand der BDA-Liste: 2025-06-30 Name: Bürgerhaus GstNr.: .30 |
| ja   | Datei hochladen | Bürgerhaus HERIS-ID: 38655 Objekt-ID: 38240                                                                       | Stadtplatz 2 Standort KG: Steyr                                 | Bürgerhaus bestehend aus Vorder-, Hinterhaus und Arkadenhof. Viergeschoßiges fünfachsiges, im Kern aus dem 16. Jahrhundert stammendes Vorderhaus mit Barockfassade aus dem 2. Drittel des 18. Jahrhunderts. Erdgeschoß mittig situiertes Renaissanceportal mit Diamantquadern, bez. 1603. Obergeschoße ursprünglich vorkragend. Kräftig profilierte Fensterverdachungen, darunter reicher Stuckzierat, die Achsen vertikal mittels durchlaufenden Stuckelementen betont. Über dem mittleren Fenster des ersten Obergeschoßes befindet sich eine Josefsdarstellung, eingerahmt von ovalen Stuck mit Bandlwerk. Ehemaliger Arkadenhof, heute Teil des Geschäftes, an zwei Seiten in zwei Geschoßen erhalten. Datum der Unterschutzstellung: 2. November 1960 | BDA-Hist.: Q37982924 Status: Bescheid Stand der BDA-Liste: 2025-06-30 Name: Bürgerhaus GstNr.: .138 |
| ja   | Datei hochladen | Bürgerhaus HERIS-ID: 38656 Objekt-ID: 38241                                                                       | Stadtplatz 3 Standort KG: Steyr                                 | Bürgerhausanlage bestehend aus dreigeschoßigem, im Kern aus der Mitte des 16. Jahrhunderts stammenden Vorderhaus mit kleinem Innenhof und viergeschoßigem Hinterhaus mit Attikageschoß. Fassade Stadtplatz: Dreiachsig, reicher ornamentaler und figuraler Sgraffitodekor, 1. Obergeschoß vorkragend, auf profilierten Kragsteinen ruhend. Profilierte Steingewändefenster aus der Mitte des 17. Jahrhunderts im ersten Obergeschoß. Das zweiachsiges Attikageschoß wurde im 17. Jahrhundert hochgezogen. Hinterhaus am Ennskai im Zweiten Weltkrieg durch Bomben zerstört, vierachsiger schlichter Neubau 1955. Datum der Unterschutzstellung: 5. November 1940 | BDA-Hist.: Q37982931 Status: Bescheid Stand der BDA-Liste: 2025-06-30 Name: Bürgerhaus GstNr.: .31 |
| ja   | Datei hochladen | Bürgerhaus HERIS-ID: 38657 Objekt-ID: 38242                                                                       | Stadtplatz 4 Standort KG: Steyr                                 | Dreigeschoßiges dreiachsiges Bürgerhaus mit leicht zurückversetzter einachsiger Gangüberbauung. Hauptbau mit qualitätsvoller Barockfassade aus dem 3. Viertel des 18. Jahrhunderts. Profilierte geschwungene Fensterüberdachungen im ersten Obergeschoß. Reicher Bandlwerkstuck über und unter den Fenstern. Einachsiges Giebelgeschoß mit seitlich einrollenden Voluten, ebenfalls reicher Stuck um die Lyrafensteröffnung. Einachsige Gangüberbauung mit schlichter Fassade und Balkon mit schmiedeeisernem Gitter im ersten Obergeschoß. Die Obergeschoße der Längsfassade im Bereich des Ganges leicht vorkragend. Datum der Unterschutzstellung: 21. Jänner 1971 | BDA-Hist.: Q37982943 Status: Bescheid Stand der BDA-Liste: 2025-06-30 Name: Bürgerhaus GstNr.: .137 |
| ja   | Datei hochladen | Bürgerhaus HERIS-ID: 38658 Objekt-ID: 38243                                                                       | Stadtplatz 5 Standort KG: Steyr                                 | Bürgerhausanlage bestehend aus Vorder-, Hinterhaus und kleinem Innenhof, im Kern vom Ende des 17. Jahrhunderts stammend. Viergeschoßiges vierachsiges Vorderhaus. Erdgeschoß mit Renaissance-Rundbogenportal vom Anfang des 17. Jahrhunderts. Fassadengestaltung der Obergeschoße aus dem 3. Drittel des 18. Jahrhunderts. Vertikale Gliederung durch Lisenen. Zeittypischer Bandlwerkstuck über den Fenstern. Mittig zwischen ersten und zweitem Obergeschoß in Stuckrahmen gefasstes auf Metall gemaltes Votivbild. Über kräftig profiliertem Kranzgesimse Attika mit vier lyraähnlichen Öffnungen. Fünfgeschoßige dreiachsige Fassade am Ennskai. Erdgeschoß mit zwei rundbogigen Toröffnungen. Sgraffitofassade: Neben Fensterumrahmungen, Horizontalbänder und seitliche Ortsteineinfassung. Das Votivbild über dem Mittelfenster des ersten Obergeschoßes entstand 1961. Datum der Unterschutzstellung: 30. April 1971 | BDA-Hist.: Q37982953 Status: Bescheid Stand der BDA-Liste: 2025-06-30 Name: Bürgerhaus GstNr.: .33 Stadtplatz 5 (Steyr) |
| ja   | Datei hochladen | Bürgerhaus, Eisenhof HERIS-ID: 38659 Objekt-ID: 38244                                                             | Stadtplatz 6 Standort KG: Steyr                                 | Bürgerhausanlage mit zweiseitigem Arkadenhof, im Inneren heute weitgehend entkernt. Neoklassizistische Fassade aus der Zeit um 1860 am Stadtplatz, traufständig, viergeschoßig, sechsachsig. Erdgeschoß erneuert mit Rundbogenportal mit Imperatorbüste, darüber befindet sich ein Relief mit wappenkartuschenhaltenden Fabeltieren in der von zwei Gesimsen eingefassten Kordongesimszone. Die Fenster des ersten Obergeschoßes werden von ionischen Pilastern flankiert und schließen mit geraden Verdachungen ab. Die Fenster der beiden folgenden Obergeschoße weisen geohrte Umrahmungen auf. Unter den Sohlbänken der Fenster des zweiten Obergeschoßes in der von Konsolen begrenzten Parapetzone sowie in den im Sturzbereich von Lünetten mit mittigen Keilsteinen eingefassten Stuckreliefs sind baccische Szenen dargestellt. Fassadenabschluss durch reich gegliedertes Dachgesims mit dazwischenliegenden Rosetten. Im Inneren zweiseitiger Arkadenhof aus dem 17. Jahrhundert mit toskanischen Säulen bzw. mehrfach profilierten Konsolen. Figurengruppe Nymphe und zwei Knaben in klassizistischen Formen. Datum der Unterschutzstellung: 5. Februar 1992 | BDA-Hist.: Q37982962 Status: Bescheid Stand der BDA-Liste: 2025-06-30 Name: Bürgerhaus, Eisenhof GstNr.: .132 Hartlauerhaus (Steyr) |
| ja   | Datei hochladen | Bürgerhaus, Stadtapotheke HERIS-ID: 38660 Objekt-ID: 38245                                                        | Stadtplatz 7 Standort KG: Steyr                                 | Stadtapotheke, Bürgerhausanlage bestehend aus Vorder-, Hinterhaus und Arkadenhof. Viergeschoßiges fünfachsiges Vorderhaus, im Kern aus dem 16. Jahrhundert stammend, mit geradem Attikaabschluss. Fassadengestaltung mit Fensterüberdachungen in den beiden Hauptgeschoßen sowie reichem Stuckdekor über und im abschließenden Geschoß auch unter den Fenstern aus der Zeit um 1740. Pfeilerarkaden aus der 1. Hälfte des 16. Jahrhunderts an einer Hofseite. Mächtiges dreigeschoßiges, im Kern aus dem 16. Jahrhundert stammendes speicherartiges vierachsiges Gebäude mit Krüppelwalmdach am Ennskai. Abgefastes Rundbogenportal sowie zwei kleine gotische Fensteröffnungen im Erdgeschoß. Die beiden Hauptgeschoße mit profilierten gotischen Steingewänden. Dreiachsiges Giebelgeschoß mit mittiger rundbogiger Speichertüröffnung. Schlichte renaissancezeitliche Fassadenmalerei. Datum der Unterschutzstellung: 7. November 1940 | BDA-Hist.: Q37982974 Status: Bescheid Stand der BDA-Liste: 2025-06-30 Name: Bürgerhaus, Stadtapotheke GstNr.: .35 Stadtplatz 7 (Steyr) |
| ja   | Datei hochladen | Bürgerhaus HERIS-ID: 38661 Objekt-ID: 38246                                                                       | Stadtplatz 8 Standort KG: Steyr                                 | Bürgerhausanlage bestehend aus Vorder-, Hinterhaus und renaissancezeitlichem Arkadenhof, im Kern aus der Spätgotik stammend. Die viergeschoßige, dreiachsige rieselverputzte Fassade zum Stadtplatz barock, um 1750, gestaltet. Erdgeschoß erneuert, links reich profiliertes spätgotisches Spitzbogenportal. Die faschengerahmten Obergeschoße vorkragend, ruhend auf drei Segmentbogenunterzügen die auf toskanischen Säulen, bzw. Pfeilern ansetzen. Die Fensterachsen bahnenförmig zusammengefasst. Sie werden von geschwungenen tröpfchenbesetzten Stuckbändern umrahmt und von geschwungenen Verdachungen bekrönt. Die Fenster des dritten Obergeschoßes mit bekrönenden Keilsteinen und Holzjalousien. Fassadenabschluss durch profiliertes Traufgesims. Zweiachsiger, zweiseitiger Arkadenhof mit abgefastem Steinpfeiler und Steinbrüstung. Im Hof mehrere renaissancezeitliche Portale und Fenstergewände. Datum der Unterschutzstellung: 5. Februar 1992 | BDA-Hist.: Q37982986 Status: Bescheid Stand der BDA-Liste: 2025-06-30 Name: Bürgerhaus GstNr.: .131 |
| ja   | Datei hochladen | Bürgerhaus, Schönthan-Haus HERIS-ID: 38662 Objekt-ID: 38247                                                       | Stadtplatz 9 Standort KG: Steyr                                 | Mächtiges viergeschoßiges siebenachsiges Gebäude, bestehend aus Vorderhaus, Arkadenhof, Hinterhaus. Fassade Stadtplatz mit reichem Stuck aus der Mitte des 18. Jahrhunderts über älterem Kern. In der Mittelachse im Erdgeschoß Rundbogentor flankiert von toskanischen Säulen vom Anfang des 16. Jahrhunderts. Leicht vorkragender Mittelerker über alle Geschoße, hohes abschließendes Attikageschoß. Großer dreiseitiger Arkadenhof auf gebauchten Arkadensäulchen vom Ende des 16. Jahrhunderts. Fassade Ennskai: Viergeschoßig, fünfachsig mit mittigem spätgotischen Flacherker über rundbogigen Tor. Gotische Steingewände im 1 Obergeschoß. Fassade spätbarock, Mitte 18. Jahrhundert. Datum der Unterschutzstellung: 7. September 1937 | BDA-Hist.: Q37982997 Status: Bescheid Stand der BDA-Liste: 2025-06-30 Name: Bürgerhaus, Schönthan-Haus GstNr.: .36 |
| ja   | Datei hochladen | Bürgerhaus HERIS-ID: 38663 Objekt-ID: 38248                                                                       | Stadtplatz 10 Standort KG: Steyr                                | Bürgerhausanlage bestehend aus Vorder-, Hinterhaus und Arkadenhof, im Kern aus dem 16. Jahrhundert stammend. Viergeschoßiges dreiachsiges Vorderhaus. Die drei Obergeschoße vorkragend, ruhend auf profilierten Kragsteinen, von denen einer von einem Pfeiler gestützt wird. Spätbarocke Fassadengestaltung Mitte des 18. Jahrhunderts, wobei die Achsen vertikal durch einfache Stuckelemente zusammengefasst, bzw. gegliedert werden. Gerader Fassadenabschluss. Innenhof mit hakenförmigem Arkadengang, dessen Pfeilerarkaden aus der 1. Hälfte des 16. Jahrhunderts stammen. Im Inneren großteils modernisiert. Datum der Unterschutzstellung: 20. Jänner 1970 | BDA-Hist.: Q37983007 Status: Bescheid Stand der BDA-Liste: 2025-06-30 Name: Bürgerhaus GstNr.: .128 |
| ja   | Datei hochladen | Bürgerhaus HERIS-ID: 40507 Objekt-ID: 40448                                                                       | Stadtplatz 11 Standort KG: Steyr                                | Im Kern spätgotische Bürgerhausanlage, bestehend aus Vorder-, Hinterhaus und Arkadenhof. Fünfachsige, viergeschoßige historistische Fassade aus dem 2. Viertel des 18. Jahrhunderts zum Stadtplatz. Im teilweise erneuertem Erdgeschoß mittig reich profiliertes Rundbogenportal mit schmiedeeiserner Oberlichte. Biedermeierlicher Ausleger. Rieselverputzte Obergeschoße seitlich durch Faschen, horizontal durch Gesimse eingefasst. Die Fenster des ersten Obergeschoßes mit rahmenden Pilastern mit Konsolen, die den bekrönenden Dreiecksgiebel tragen sowie querrechteckigen plattenbesetzten Sturzfeldern mit mittigen Rosetten. Die Fenster des zweiten Obergeschoßes mit rechteckigen Sturzfeldern und geraden Verdachungen. Die Fenster in der Attikazone mit breiten längsrechteckigen Putzfeldern und ornamentierten Sturzfeldern. Innenhof: Renaissancezeitliche Sgraffito am Hauptgebäude. Die Segmentbogenunterzüge des dreiseitigen, zweigeschoßigen Arkadenhofes mit 1:5:1 Achsen ruhen auf Pfeilern bzw. auf profilierten Konsolen, Parapetsenklinge gliedern die Brüstungen. Zum Ennskai dreigeschoßige fünfachsige schlichte Fassadengestaltung. Im Erdgeschoß mittig spätgotisches spitzbogiges Konglomeratportal sowie zwei querrechteckige eisenvergitterte Oberlichten. In den Obergeschoßen genutete Fensterumrahmungen. Im Dachbereich mittig situierte Speichergaupe. Datum der Unterschutzstellung: 20. April 1990 | BDA-Hist.: Q37994948 Status: Bescheid Stand der BDA-Liste: 2025-06-30 Name: Bürgerhaus GstNr.: .37 |
| ja   | Datei hochladen | Bürgerhaus, Sternhaus HERIS-ID: 38664 Objekt-ID: 38249                                                            | Stadtplatz 12 Standort KG: Steyr                                | Bürgerhausanlage bestehend aus Vorder-, Hinterhaus und Innenhof, im Kern aus der Spätgotik stammend. Fünfachsiges viergeschoßiges Vorderhaus. Das erste Obergeschoß kragt auf gotischen Konsolbögen ruhend vor. Die Mittelachse durch einen über alle Obergeschoße reichenden Erker, ruhend auf profilierten Pfeilern, betont. Die spätbarocke Fassade stammt aus dem Jahr 1767. Die Ecken abwechselnd durch Diamantquader und Rosettenfelder akzentuiert. Hoher reich stucktierter Attikaabschluss. Die Gebäudeecken durch Runderker betont, der Mittelerker endet in einem Aufsatz mit einer Darstellung des „Guten Hirten“, links und rechts von diesem je eine Steinvase. Unter den runden Fensterbekrönungen des Erkers und der beiden abschließenden Geschoße reicher Stuck. Allegorische Darstellung der fünf Sinne im ersten Obergeschoß, über dem Portal sechszackiger Stern, Wappendarstellungen über dem ersten Obergeschoßfenster des Erkers. Die beiden linken Gebäudeachsen 1944 durch Bomben zerstört und 1953 rekonstruiert. Südliche Hofseite mit Pfeilerarkaden. Schlichtes viergeschoßiges Hinterhaus mit Doppelkrüppelwalmdach. Datum der Unterschutzstellung: 4. März 1963 | BDA-Hist.: Q1523536 Status: Bescheid Stand der BDA-Liste: 2025-06-30 Name: Bürgerhaus, Sternhaus GstNr.: .127 Sternhaus (Steyr) |
| ja   | Datei hochladen | Ehem. Kreisgericht HERIS-ID: 38665 Objekt-ID: 38250                                                               | Stadtplatz 13 Standort KG: Steyr                                | Ehemaliges Bezirksgericht Steyr, stadtplatzseitiger Trakt 1854, ennskaiseitiger Trakt 1910 errichtet. Vierflügelanlage mit Innenhof, späthistoristisch-klassizistische Fassadierung. Fassade Stadtplatz neunachsig mit Ortsteinquaderung, dreiachsigem Mittelrisalit mit erhöhtem Attikageschoß und Zwerchdach. Erdgeschoß am Stadtplatz und in der Kaigasse glatt verputzt mit Rundbogenfenstern mit bekrönenden Putzfeldern. Kräftiges Kordongesims. Obergeschoße rieselverputzt, Fensterachsen durch Putzfelder vertikal zusammengefasst. Stadtplatzseitig die Fenster des ersten Obergeschoßes mit aufwendigen Fensterverdachungen in Rundgiebelformen. Fassadenmittig monumentales Sprenggiebelportal mit dominierendem Doppeladler. An der Kaigasse ein weiteres Monumentalportal. Fassade Ennskai viergeschoßig, achtachsig. Gebäudemittig monumentaler zweigeschoßiger fünfachsiger auf geschoßhohen Segmentbogenunterzügen und profilierten Kragkonsolen ruhender Erker. Erker pilastergegliedert, barockisierende Fensterumrahmungen. Über dem dreiteiligen Mittelfenster kolossaler Doppeladler. Schlichter Innenhof. Datum der Unterschutzstellung: 24. April 1988 | BDA-Hist.: Q37983032 Status: Bescheid Stand der BDA-Liste: 2025-06-30 Name: Ehem. Kreisgericht GstNr.: .38 Ehemaliges Kreisgericht Steyr |
| ja   | Datei hochladen | Bürgerhaus HERIS-ID: 38666 Objekt-ID: 38251                                                                       | Stadtplatz 14 Standort KG: Steyr                                | Ehemaliges Cafe Stark. Bürgerhausanlage bestehend aus Vorderhaus, Arkadenhof und Hinterhaus. Vorderhaus 1944 durch Bomben vollständig zerstört. Jetziger Bau (in dieser Form 1974 errichtet) gliedert sich durch seine Architektur, durch seine Proportionen (vorkragendes erstes Obergeschoß, Fenstergrößen, gerader Attikaabschluss) harmonisch in die Stadtplatzfassaden ein. Erhalten blieb das im Kern gotische Hinterhaus sowie der ebenfalls gotische Arkadenhof, der zu den Bedeutendsten von Steyr zählt. Jede Säule des Obergeschoßes weist eine andere Form auf. Einen zusätzlichen Reiz erfährt der Innenhof durch den im Bereich des Hinterhauses situierten Vorbau. Datum der Unterschutzstellung: 5. November 1940 | BDA-Hist.: Q37983041 Status: Bescheid Stand der BDA-Liste: 2025-06-30 Name: Bürgerhaus GstNr.: .125 |
| ja   | Datei hochladen | Bürgerhaus HERIS-ID: 38667 Objekt-ID: 38252                                                                       | Stadtplatz 15 Standort KG: Steyr                                | Langgestreckte Bürgerhausanlage bestehend aus stadtplatzseitigem Vorder- (1. Hälfte 16. Jahrhundert), und ennskaiseitigem Hinterhaus (16. Jahrhundert), kleiner Innenhof. Schlichte wohlproportionierte Fassade am Stadtplatz, dreigeschoßig, dreiachsig, die Fenster der Obergeschoße weisen profilierte Steingewände auf. Zweiachsiges Giebelgeschoß mit Krüppelwalm. Gassenseitige Fassade, unregelmäßige Durchfensterung, z. T. gotische Gewände, ein spitzbogiges und ein Schulterbogenportal erhalten. Fassade Ennskai: Zweigeschoßig, im Erdgeschoß, vier-, im Obergeschoß dreiachsig. Leicht außermittiger Fassadenrücksprung, im zweiachsigen Giebelgeschoß geknickt. An der abgeschrägten Gebäudekante im Obergeschoß ein auf Kragsteinen ruhender Erker. Alle Fenster besitzen spätgotisch profilierte Steingewände, reicher Sgraffitoschmuck. Älterer rot-weiß-rot Bindenschild an Fassade. Datum der Unterschutzstellung: 5. November 1940 | BDA-Hist.: Q37983050 Status: Bescheid Stand der BDA-Liste: 2025-06-30 Name: Bürgerhaus GstNr.: .39 Haus der Steyrer Eisenkompanie |
| ja   | Datei hochladen | Bürgerhaus, Schuberthaus HERIS-ID: 38668 Objekt-ID: 38253                                                         | Stadtplatz 16 Standort KG: Steyr                                | 1819 wurde in diesem Haus Schuberts Forellenquintett uraufgeführt. Bürgerhausanlage, zwei Innenhöfe einschließend, im Kern aus dem 16. Jahrhundert stammend. Dreigeschoßige dreiachsige Stadtplatzfassade. Erdgeschoß neuzeitlich adaptiert, Obergeschoße, durch vertikale Faschen gegliedert, leicht vorkragend. Spätgotisch profilierte Steingewändefenster in den beiden Obergeschoßen. Unterhalb der Fenster des zweiten Obergeschoßes flache Stuckbänder. Dachgeschoß mit drei Ochsenaugen. Schubertgedenktafel von Viktor Tilgner 1890 mittig an Fassade. 1. Innenhof: An der Südseite dreigeschoßige Arkaden. Zweiter Hof durch einen Verbindungsbogen vom ersten getrennt, ebenfalls mit Arkaden. Dreigeschoßiges Hinterhaus. Datum der Unterschutzstellung: 18. Mai 1971 | BDA-Hist.: Q37983060 Status: Bescheid Stand der BDA-Liste: 2025-06-30 Name: Bürgerhaus GstNr.: .124 Schuberthaus (Steyr) |
| ja   | Datei hochladen | Bürgerhaus HERIS-ID: 38669 Objekt-ID: 38254                                                                       | Stadtplatz 17 Standort KG: Steyr                                | Bürgerhausanlage bestehend aus Vorderhaus, Arkadenhof und ennskaiseitigem Hinterhaus. Dreigeschoßiges Vorderhaus im Kern aus der Mitte des 16. Jahrhunderts stammend, vierachsig, schlichte Fassadengestaltung aus der 2. Hälfte des 19. Jahrhunderts. Zweiachsiges Giebelgeschoß mit Krüppelwalm. Langgestreckter Arkadenhof, Säulen aus der Mitte des 16. Jahrhunderts. Am Hinterhaus Freskenreste 17./18. Jahrhundert. Hinterhaus aus dem 16./17. Jahrhundert stammend, dreigeschoßig. Vierachsige unregelmäßige Fensteraufteilung. Profilierte Steingewändefenster, einige Fenster mit gotischen steinernen Fensterkreuz. Rechte Fensterachse des Obergeschoßes als Erker ausgebildet. Zweiachsiges Giebelgeschoß mit Krüppelwalm. Fensterumrahmungen und Eckquaderungen. Datum der Unterschutzstellung: 5. November 1940 | BDA-Hist.: Q37983067 Status: Bescheid Stand der BDA-Liste: 2025-06-30 Name: Bürgerhaus GstNr.: .40 Bürgerhaus, Stadtplatz 17, Steyr |
| ja   | Datei hochladen | Bürgerhaus HERIS-ID: 40508 Objekt-ID: 40449                                                                       | Stadtplatz 18 Standort KG: Steyr                                | Viergeschoßiges, dreiachsiges, im Kern aus der Spätgotik stammendes Bürgerhaus mit kleinem Lichthof, strenghistoristische Fassadengestaltung aus der 2. Hälfte des 19. Jahrhunderts. Über dem erneuerten Erdgeschoß Bogenfries mit Inschrift. Die Obergeschoße werden durch waagrechte Gesimse gegliedert. Die Fenster des ersten Obergeschoßes werden von profilierten, diamantierten Umrahmungen eingefasst und von auf Keilsteinen ruhenden geraden Verdachungen bekrönt. Die Fenster des zweiten Obergeschoßes weisen mehrfach genutete Umrahmungen mit mittigen Keilsteinen auf. Zwischen zweitem und dem abschließenden, leicht nach rückwärts versetzten, Geschoß reich profiliertes Gesims. Das dritte Obergeschoß ist lisenengegliedert und schließt mit einem Putzplattenfries ab. Als Bekrönung dient ein spitzgiebeliger Aufsatz. Datum der Unterschutzstellung: 6. Juni 1990 | BDA-Hist.: Q37994960 Status: Bescheid Stand der BDA-Liste: 2025-06-30 Name: Bürgerhaus GstNr.: .123 |
| ja   | Datei hochladen | Bürgerhaus HERIS-ID: 38670 Objekt-ID: 38255                                                                       | Stadtplatz 19 Standort KG: Steyr                                | Bürgerhausanlage bestehend aus Vorder-, Hinterhaus und kleinem Arkadenhof. Dreigeschoßiges Vorderhaus, im Kern vom Anfang 16. Jahrhundert stammend. Erdgeschoß mit breitem Spitzbogenportal. Erstes Obergeschoß dreiachsig, vorkragend, auf profilierten Kragsteinen bzw. Steinpfeilern ruhend. Zweites Obergeschoß vierachsig mit Blindfenster, Giebelgeschoß zweiachsig mit Krüppelwalm. Profilierte gotische Fenstergewände, reicher Sgraffitodekor, bezeichnet „1592“. Dreigeschoßiges ennskaiseitiges Hinterhaus. Schlichte faschengerahmte dreiachsige Fassade. Zweiachsiges Giebelgeschoß mit Rundfenster und Krüppelwalm. Datum der Unterschutzstellung: 5. November 1940 | BDA-Hist.: Q37983082 Status: Bescheid Stand der BDA-Liste: 2025-06-30 Name: Bürgerhaus GstNr.: .41 Bürgerhaus, Stadtplatz 19, Steyr |
| ja   | Datei hochladen | Bankgebäude HERIS-ID: 40509 Objekt-ID: 40450                                                                      | Stadtplatz 20-22 Standort KG: Steyr                             | Repräsentatives, breitgelagertes, dreigeschoßiges Bankgebäude mit neun Achsen, errichtet 1898 bis 1900 im neogotischen Stil. Die aus verputzten Steinquadern errichtete Fassade ist durch einen flachen dreiachsigen Mittelrisalit und zwei einachsige Eckrisalite gegliedert, die auf Konsolen ruhen. Über dem reich profilierten Spitzbogenportal mit mittigem Keilstein Zahnschnitt- und breiter Maßwerkfries. Im ersten Obergeschoß gekoppelte Spitzbogenfenster mit übergreifenden, auf vegetabil gestalteten Konsolen ruhenden Spitzbogen mit mittigen Rosetten. Die mit Giebeln und Dreipässen versehenen Seitenrisalite weisen im ersten Obergeschoß eisenvergitterte Fenster mit rundbogigen wappenbesetzten Sturzfeldern auf, darüber befinden sich Flacherker. Der Mittelrisalit wird in der Traufzone von einem Spitzbogenfries abgeschlossen und weist einen darübersitzenden maßwerkgegliederten Zwerchgiebel mit mittigem Vierpass und der Aufschrift „Sparcassa“ auf. Innenhof heute über dem Erdgeschoß überdacht. An der Rückseite des Vorderhauses Risalit mit drei gekoppelten Fenstern mit vegetabil ornamentierten Säulen und einer verzierten schräg verlaufenden Balustrade. Im ersten Obergeschoß genutete Fassaden mit überwiegend spitzbogigen Fenstern und Wappenkartuschen in den Sturzfeldern, im zweiten Obergeschoß glatte Wände mit gekoppelten Spitzbogenfenstern. Datum der Unterschutzstellung: 31. Mai 1990 | BDA-Hist.: Q37994987 Status: Bescheid Stand der BDA-Liste: 2025-06-30 Name: Bankgebäude GstNr.: .122 Steyr Stadtplatz 20, 22 |
| ja   | Datei hochladen | Bürgerhaus HERIS-ID: 38671 Objekt-ID: 38256                                                                       | Stadtplatz 21 Standort KG: Steyr                                | Bürgerhausanlage bestehend aus Vorder-, Hinterhaus und kleinem Arkadenhof. Dreigeschoßiges Vorderhaus mit vorkragendem ersten Obergeschoß, ruhend auf profilierten Kragsteinen bzw. Steinpfeilern aus 16. Jahrhundert, Krüppelwalmdach. Unregelmäßige Fensteraufteilung, erstes Obergeschoß drei, zweites Obergeschoß vier und Giebelgeschoß zwei Fensteröffnungen. Obergeschoße Putzquaderfassade, bezeichnet „1634“. Dreigeschoßiges Hinterhaus am Ennskai. Obergeschoße dreiachsig, gotisch profilierte Fenstergewände, Giebelgeschoß mit Speichertüröffnung, Krüppelwalm. Gemalte Eckquaderung und Fensterumrahmungen. Datum der Unterschutzstellung: 5. November 1940 | BDA-Hist.: Q37983092 Status: Bescheid Stand der BDA-Liste: 2025-06-30 Name: Bürgerhaus GstNr.: .42 |
| ja   | Datei hochladen | Haus mit Hoftrakt HERIS-ID: 38672 Objekt-ID: 38257                                                                | Stadtplatz 23 Standort KG: Steyr                                | Bürgerhausanlage bestehend aus Vorder-, Hinterhaus und Arkadenhof. Dreigeschoßiges Vorderhaus im Kern aus dem 16. Jahrhundert stammend mit Krüppelwalm. Die beiden Obergeschoße vorkragend, auf profilierten Kragsteinen bzw. Steinpfeilern ruhend. Obergeschoßfenster mit gotisch profilierten Steingewänden. Gemalte Eckquaderung, zweiachsiges Giebelgeschoß. Hof mit gotischen Pfeilerarkaden. Dreigeschoßiges Hinterhaus am Ennskai, dreiachsige Obergeschoße mit gotisch profilierten Steingewändefenstern. Zweigeschoßiger Giebel mit Krüppelwalm. Dach mit langen Trocknungsgaupen. Datum der Unterschutzstellung: 5. November 1940 | BDA-Hist.: Q37983102 Status: Bescheid Stand der BDA-Liste: 2025-06-30 Name: Haus mit Hoftrakt GstNr.: .43/2, .43/1 |
| ja   | Datei hochladen | Bürgerhaus HERIS-ID: 38673 Objekt-ID: 38258                                                                       | Stadtplatz 24 Standort KG: Steyr                                | Mächtige Bürgerhausanlage, bestehend aus Vorder-, Hinterhaus und Arkadenhof. Viergeschoßiges Vorderhaus, entstanden aus zwei ursprünglich im Kern gotischen Gebäuden. Sechsachsig, die Fenster des ersten Obergeschoßes weisen profilierte gotische Steingewände auf. Eine Fensteröffnung mit Steinkreuz deutlich größer. Barocke Fassadengestaltung mit Fensterüberdachungen aus der Mitte des 18. Jahrhunderts. Giebel in heutiger Form aus dem 19. Jahrhundert stammend, zweigeschoßig, Untergeschoß vierachsig, Obergeschoß mit drei runden Öffnungen. Innenhof an zwei Seiten Arkaden mit Säulen aus der Zeit um 1600. Zweigeschoßiges Hinterhaus aus dem Ende 16./Anfang 17. Jahrhundert mit Doppelkrüppelwalmdach. Datum der Unterschutzstellung: 5. November 1940 | BDA-Hist.: Q37983117 Status: Bescheid Stand der BDA-Liste: 2025-06-30 Name: Bürgerhaus GstNr.: .120/1 |
| ja   | Datei hochladen | Bürgerhaus HERIS-ID: 38674 Objekt-ID: 38259                                                                       | Stadtplatz 25 Standort KG: Steyr                                | Wickhoff-Haus, Geburtshaus des Begründers der Wiener Schule für Kunstgeschichte Franz Wickhoff (1853–1909). Nur stadtplatzseitige Fassade erhalten. Restliches Vorderhaus, Arkadenhof und Hinterhaus 1965 abgetragen und durch Neubau ersetzt. Viergeschoßige, fünfachsige Fassade, Obergeschoße vorspringend, ruhend auf Steinpfeilern. Ursprünglich gotische Fassade, gotischer Maßwerkfries erhalten, barock, um 1740 überformt. Erstes Obergeschoß mit Fenstergittern, Votivbild Muttergottes mit zierlichem Stuck und Gedenktafel für Franz Wickhoff. Attikageschoß mit rundbogig abschließenden Fenstern, Krüppelwalm. Datum der Unterschutzstellung: 5. November 1940 | BDA-Hist.: Q37983129 Status: Bescheid Stand der BDA-Liste: 2025-06-30 Name: Bürgerhaus GstNr.: .45 |
| ja   | Datei hochladen | Bürgerhaus HERIS-ID: 38675 Objekt-ID: 38260                                                                       | Stadtplatz 26 Standort KG: Steyr                                | Bürgerhausanlage, bestehend aus Vorder-, Hinterhaus und Arkadenhof, im Kern aus dem 16. Jahrhundert stammend. Dreigeschoßiges dreiachsiges Vorderhaus mit Krüppelwalmdach. Erdgeschoß mit drei profilierten Spitzbogenöffnungen. Erstes Obergeschoß leicht vorkragend, ruhend auf profilierten Kragsteinen, im Bereich der rechten Gebäudehälfte spätgotischer Teil der Kragausbildung noch erhalten. Die Fenstergewände der beiden Obergeschoße spätgotisch profiliert. Zweiachsiges Giebelgeschoß. Fassade 1756 mit schlichtem Bandlwerkstuck dezent barock umgestaltet. Langgestreckter zweigeschoßiger Innenhof mit Pfeilerarkaden an drei Seiten, 1. Hälfte 16. Jahrhundert. Zweigeschoßiges Hinterhaus. Mauerabschluss zur Berggasse, Tür datiert 1764. Datum der Unterschutzstellung: 18. September 1970 | BDA-Hist.: Q37983141 Status: Bescheid Stand der BDA-Liste: 2025-06-30 Name: Bürgerhaus GstNr.: .118 Ennsthalerhaus |
| ja   | Datei hochladen | Rathaus HERIS-ID: 52604 Objekt-ID: 59864                                                                          | Stadtplatz 27 Standort KG: Steyr                                | Bemerkenswertes Bauwerk des österreichischen Rokoko. Teil eines unregelmäßigen Gebäudekomplexes, der das Rathaus mit den Nebengebäuden verbindet. In mehreren Bauetappen errichtet. Der platzseitige Flügel wurde 1765–1771, der hofseitige Trakt bis 1778 nach Plänen von Johann Gotthard Hayberger errichtet. Dominante Hauptfassade zum Stadtplatz, viergeschoßig, fünfachsig. Vertikale Gliederung der Fassade durch Kolossalpilaster. Die Mittelachse in den Obergeschoßen leicht vortretend, diese betont durch das ungewöhnlich reich umrahmte rundbogige Portal im Erdgeschoß. Darüber geschwungen ausgeführter Balkon mit schmiedeeisernem Geländer. Über der schmiedeeisern vergitterten Oberlichte der Balkontür befindet sich der Steyrer Panther. Die Fenster ebenfalls reich umrahmt, in den ersten beiden Obergeschoßen mit aufwändig gestalteten gerundeten bzw. gebrochenen Verdachungen. Fassadenabschluss durch reich profiliertes Traufgesims. Reich gestaltete Attika bestehend aus Pfeilern, auf denen sich Statuen erheben, und Balustersäulchen. An den schlanken zweigeschoßigen vorspringenden Fassaden- bzw. Uhrturm schließen in Voluten endende steinerne Aufbauten an, die ebenfalls von je einer Statue bekrönt werden. Der Turm schließt mit einer ungemein hohen mehrfach gebrochenen Haube ab. Im Hof am ennskaiseitigen Trakt in den ersten beiden Obergeschoßen je drei verglaste Arkaden. Der fünfgeschoßige ennskaiseitige Trakt springt mit zwei Achsen vor. Schlichtere Fassadengestaltung, die fünfachsigen Obergeschoße vertikal durch Faschen gegliedert. Datum der Unterschutzstellung: 31. Dezember 2009 | BDA-Hist.: Q2132616 Status: § 2a Stand der BDA-Liste: 2025-06-30 Name: Rathaus GstNr.: .46 Rathaus Steyr |
| ja   | Datei hochladen | Bürgerhaus, ehem. Weißes Lamm HERIS-ID: 38676 Objekt-ID: 38261                                                    | Stadtplatz 28 Standort KG: Steyr                                | Bürgerhausanlage bestehend aus Vorder-, Hinterhaus und Innenhof, im Kern aus dem 16. Jahrhundert stammend. Zweigeschoßiges dreiachsiges Vorderhaus mit Krüppelwalmdach. Im Erdgeschoß spätgotisch profiliertes Segmentbogenportal. Obergeschoß vorkragend, ruhend auf vier Konsolpfeilern. Die Fenster des Obergeschoßes sowie des zweiachsigen Giebelgeschoßes spätgotisch profiliert. Schlichte Umrahmung der Fenster sowie Betonung der Gebäudekanten durch dunkle Quaderung. Kleiner Innenhof, im Erdgeschoß überdacht, mit zweigeschoßigen Arkaden an zwei Seiten. Datum der Unterschutzstellung: 4. Mai 1971 | BDA-Hist.: Q37983152 Status: Bescheid Stand der BDA-Liste: 2025-06-30 Name: Bürgerhaus, ehem. Weißes Lamm GstNr.: .116 Stadtplatz 28 (Steyr) |
| ja   | Datei hochladen | Bürgerhaus, Altes Stadthaus HERIS-ID: 38677 Objekt-ID: 38262                                                      | Stadtplatz 29 Standort KG: Steyr                                | Bürgerhausanlage bestehend aus Vorder-, Hinterhaus und Arkadenhof. Dreigeschoßiges Vorderhaus mit abschließendem Attikageschoß, im Kern aus der Zeit um 1600 stammend. Krüppelwalmdach. Sechsachsig, um 1870 in neoklassizistischen Formen neu fassadiert. Stark ausgeprägte Gesimse. Großer Innenhof, zweigeschoßiger Renaissancearkadenhof an zwei Seiten, Erdgeschoß auf Pfeilern, Obergeschoß mit Säulen. Brüstung mit Diamantquadern. Viergeschoßiges Hinterhaus am Ennskai. Schlichte Fassade, die beiden fünfachsigen Obergeschoße leicht vorkragend, auf profilierten Kragsteinen ruhend. Datum der Unterschutzstellung: 5. November 1940 | BDA-Hist.: Q37983164 Status: Bescheid Stand der BDA-Liste: 2025-06-30 Name: Bürgerhaus, Altes Stadthaus GstNr.: .47 |
| ja   | Datei hochladen | Bürgerhaus HERIS-ID: 38678 Objekt-ID: 38263                                                                       | Stadtplatz 30 Standort KG: Steyr                                | Sogenanntes Sieben Sterne Haus. Mächtige Bürgerhausanlage bestehend aus Vorder-, Hinterhaus und Arkadenhof, im Kern aus dem 16. Jahrhundert stammend. Viergeschoßiges sechsachsiges Vorderhaus mit geradem Fassadenabschluss. Stuckierte Fassade aus dem 2. Viertel des 18. Jahrhunderts. Im Erdgeschoß rundbogiges Portal aus dem 17. Jahrhundert. Über den Öffnungen des Erdgeschoßes Bandlwerkstuck. Die Obergeschoße werden durch Putzfelder mit mittigem Stuck, die seitlich durch pilasterähnliche Elemente begrenzt sind ober und unter den Fenstern vertikal zusammengefasst. Unterhalb des Kranzgesimses Kapitelle in Form von bärtigen Köpfen. Sieben steinerne Sterne, die für die damals bekannten Planeten stehen, als Fassadenabschluss. Langgestreckter spätgotischer Arkadenhof mit profilierten Konsolsteinen im Obergeschoß. Sogenannter Salzstadl im hinteren Grundstücksbereich, schlichter mehrgeschoßiger ehemaliger Speicherbau mit Krüppelwalmdach, im Kern aus dem 16. Jahrhundert stammend. Datum der Unterschutzstellung: 6. Juni 1978 | BDA-Hist.: Q37983175 Status: Bescheid Stand der BDA-Liste: 2025-06-30 Name: Bürgerhaus GstNr.: .115 Stadtplatz 30 (Steyr) |
| ja   | Datei hochladen | Bürgerhaus HERIS-ID: 38679 Objekt-ID: 38264                                                                       | Stadtplatz 31 Standort KG: Steyr                                | Steyrerhof, ehemalige Bürgerhausanlage bestehend aus Vorder-, Hinterhaus und Arkadenhof. Viergeschoßiges sechsachsiges Vorderhaus mit geradem Attikaabschluss im Kern aus dem 16. Jahrhundert stammend. Fassade aus dem 19. Jahrhundert mit reichen Stuckdekorationen in Rokokoformen. Innenhof mit Arkaden an zwei Seiten. Diese aus dem 17. Jahrhundert stammend mit Diamantquadern und Gewölberippen in Stuck. Fünfachsiges viergeschoßiges traufständiges Hinterhaus am Ennskai. Sockel und Erdgeschoß mit Putzquaderung, schlichte Fensterumrahmungen. Datum der Unterschutzstellung: 5. November 1940 | BDA-Hist.: Q37983190 Status: Bescheid Stand der BDA-Liste: 2025-06-30 Name: Bürgerhaus GstNr.: .49 |
| ja   | Datei hochladen | Sog. Bummerlhaus HERIS-ID: 38680 Objekt-ID: 38265                                                                 | Stadtplatz 32 Standort KG: Steyr                                | Bummerlhaus, ehemaliger Gasthof „Zum Goldenen Löwen“, bedeutendster spätgotischer Profanbau Österreichs, aus dem Jahre 1497 stammend. Hausanlage bestehend aus Vorder-, Hinterhaus und zwei Arkadenhöfen. Zweigeschoßiges fünfachsiges Vorderhaus, fünfachsiges Giebelgeschoß, hohes und steiles Krüppelwalmdach. Steinfassade im Erd- und ersten Obergeschoß. Erdgeschoß mit reich profilierten mittigem Schulterbogenportal. Die äußeren Öffnungen schließen ebenfalls jeweils mit einem Schulterbogen ab. Stark vorkragendes erstes Obergeschoß, hervorragende künstlerische Ausführung, Maßwerkbrüstung, Blendmaßwerkarkaturen zwischen den Fenstern. Tondachdeckung zwischen Obergeschoß und Giebelgeschoß. Dieses zeigt verputzte Blendarkaturen zwischen den spätgotischen Fenstern, das mittige größere Fenster mit Maßwerk. Große Gaupe im Krüppelwalmbereich. Stark gegliederter qualitätsvoller Innenhof mit Arkaden im Norden, Osten und z. T. im Süden. Spätgotischer Treppenturm zum Garten. Im Inneren u. a. spätgotische Hauskapelle. Am nordseitigen Dach des Vorderhauses erhebt sich ein mittelalterlich anmutender „Geschlechterturm“, der jedoch erst in der Renaissancezeit entstand. Datum der Unterschutzstellung: 30. April 1957 | BDA-Hist.: Q1004840 Status: Bescheid Stand der BDA-Liste: 2025-06-30 Name: Sog. Bummerlhaus GstNr.: .113 Bummerlhaus |
| ja   | Datei hochladen | Bürgerhaus HERIS-ID: 38681 Objekt-ID: 38266                                                                       | Stadtplatz 33 Standort KG: Steyr                                | Bürgerhausanlage bestehend aus Vorder-, Hinterhaus und Arkadenhof. Dreigeschoßiges dreiachsiges Vorderhaus im Kern aus der Mitte des 16. Jahrhunderts stammend. Erstes Obergeschoß vorkragend, auf profilierten Kragsteinen ruhend. Profilierte gotische Steingewändefenster, im zweiachsigen Giebelgeschoß mit steinernem Mittelkreuz. Obergeschoße mit renaissancezeitlicher Putzquaderung bezeichnet „1650“. Länglicher Innenhof, an zwei Seiten mit Arkaden aus der 2. Hälfte des 16. Jahrhunderts. Zweigeschoßiges Hinterhaus mit Krüppelwalmdach am Ennskai auf Terrasse. Profilierte gotische Steingewändefenster. Qualitätsvolle Bemalung im Bereich der Fenster, mit „1619“ bezeichnet. Das Giebelgeschoß erhebt sich über einem maschikuliartigen Gesimse. Hohe Terrassenmauer, im oberen Bereich in zwei großen, darüber in zahlreichen kleinen rundbogigen Öffnungen aufgelockert. Datum der Unterschutzstellung: 5. November 1940 | BDA-Hist.: Q37983207 Status: Bescheid Stand der BDA-Liste: 2025-06-30 Name: Bürgerhaus GstNr.: .51 |
| ja   | Datei hochladen | Bürgerhaus HERIS-ID: 38682 Objekt-ID: 38267                                                                       | Stadtplatz 34 Standort KG: Steyr                                | Mächtige Bürgerhausanlage mit zwei Innenhöfen. Viergeschoßiges sechsachsiges Vorderhaus, im Kern spätgotisch, einachsiger zweigeschoßiger Erker, ruhend auf profilierten Pfeilern über dem abgefasten Rundbogenportal. Hochgezogene Attikamauer, Fassadengestaltung mit geometrischen Putzdekorationen aus der Zeit um 1840. Erster Innenhof spätgotisch (Anfang 16. Jahrhundert) geprägt, qualitativ hochwertig profilierte Fenster- und Türsteingewände, Brunnenanlage. Zweiter Innenhof an zwei Seiten mit jeweils dreigeschoßigen Arkaden vom Anfang des 17. Jahrhunderts. mit toskanischen Säulen. Parapete mit Diamantquaderungen. Fassade zur Mayrstiege, Blindfenster z. T. mit gemalten Butzenscheibenimitationen. Datum der Unterschutzstellung: 5. November 1940 | BDA-Hist.: Q37983219 Status: Bescheid Stand der BDA-Liste: 2025-06-30 Name: Bürgerhaus GstNr.: .112 Stadtplatz 34 (Steyr) |
| ja   | Datei hochladen | Bürgerhaus HERIS-ID: 38683 Objekt-ID: 38268                                                                       | Stadtplatz 35 Standort KG: Steyr                                | Ehemaliger Gasthof „Zum Goldenen Ochsen“. Hausanlage bestehend aus Vorderhaus, kleinem Innenhof und turmartigen Speicherbau. Zweigeschoßiges fünfachsiges Vorderhaus im Kern aus der Mitte des 16. Jahrhunderts stammend mit zweigeschoßigem Giebel und ungemein steilem Krüppelwalmdach. Im Erdgeschoß unregelmäßige Achsaufteilung, die mittlere Achse nimmt das abgefastes Portal ein. Obergeschoß und Giebelgeschoße vorkragend, ruhend auf profilierten Kragsteinen, unterschiedliche Weite der Segmentbögen. Reiche Fassadenmalereien um die Fenster des Obergeschoßes. Hauskapelle im Inneren. An der Holzdecke im zweiten Obergeschoß des Hintergebäudes befindet sich eine renaissancezeitliche Papiertapete aus dem späten 16. Jahrhundert. Datum der Unterschutzstellung: 5. November 1940 | BDA-Hist.: Q37983228 Status: Bescheid Stand der BDA-Liste: 2025-06-30 Name: Bürgerhaus GstNr.: .52 |
| ja   | Datei hochladen | Hotel Mader HERIS-ID: 38684 Objekt-ID: 38269                                                                      | Stadtplatz 36 Standort KG: Steyr                                | Ehemaliger Gasthof „Zu den drei goldenen Rosen“. Hausanlage bestehend aus Vorder-, Hinterhaus und Arkadenhof. Zweigeschoßiges Vorderhaus mit Krüppelwalmdach, im Kern aus der Zeit um 1500 stammend. Erdgeschoß mit abgefasten Rundbogenportal. Vierachsiges Obergeschoß vorkragend auf profilierten Kragsteinen ruhend. Fenster mit gotisch profilierten Fenstergewänden, linkes Fenster größer und mit steinernen Fensterkreuz ausgeführt. Aufwendige qualitätsvolle Fassadenbemalung. Schlichtes dreiachsiges Giebelgeschoß, Wirtshausschild. Innenhof mit an zwei Seiten verlaufenden Arkaden. Viergeschoßiger Turm am Hinterhaus mit reichem Putz- und Sgraffitodekor aus der Zeit um 1600. Datum der Unterschutzstellung: 5. November 1940 | BDA-Hist.: Q37983240 Status: Bescheid Stand der BDA-Liste: 2025-06-30 Name: Hotel Mader GstNr.: .110 |
| ja   | Datei hochladen | Bürgerhaus HERIS-ID: 38685 Objekt-ID: 38270                                                                       | Stadtplatz 37 Standort KG: Steyr                                | Am Ennskai gelegenes zweigeschoßiges, insgesamt sechsachsiges Doppelgiebelhaus, Zugang durch schmales Gässchen vom Stadtplatz. Im Kern vom Ende des 16. Jahrhunderts stammend. An der nördlichen Haushälfte springt ein zweigeschoßiger zweiachsiger Anbau mit einachsigem Giebelgeschoß und abschließendem Krüppelwalmdach vor. Das nördliche Giebelgeschoß ist verbrettert, das südliche besitzt zwei Fensterachsen. Beide Giebel weisen einen Krüppelwalm auf. Sgraffitoumrahmung der Fenster und Quaderung an den Gebäudekanten. Der südliche Giebel ist mit „1596“ bezeichnet. Datum der Unterschutzstellung: 5. November 1940 | BDA-Hist.: Q37983251 Status: Bescheid Stand der BDA-Liste: 2025-06-30 Name: Bürgerhaus GstNr.: .53 |
| ja   | Datei hochladen | Gasthaus, ehem. Brauhaus HERIS-ID: 38686 Objekt-ID: 38271                                                         | Stadtplatz 38 Standort KG: Steyr                                | Ehemaliger Gasthof „Zu den Drei Alliierten“. Hausanlage bestehend aus Vorder-, Hinterhaus und Arkadenhof. Zweigeschoßiges Vorderhaus im Kern aus dem 16. Jahrhundert stammend mit abschließendem Krüppelwalmdach. Rechte Achse des Erdgeschoßes, spitzbogiges abgefastes Portalsteingewände. Die beiden eckigen Öffnungen besitzen charakteristische eckige Oberlichtöffnungen. Das Obergeschoß ist wuchtig vorkragend, auf profilierten Kragsteinen ruhend, mit unterschiedlich weiten Segmentbögen. Vier Fensterachsen mit profilierten spätgotischen Steingewänden. Linkes Fenster deutlich größer mit mittigem Steinkreuz. Sgraffitodekorationen um die Fenster und als Fassadengliederung. Dreiachsiges Giebelgeschoß mit profilierten Fenstergewänden. Länglicher Innenhof, zwei Seiten mit dreigeschoßigen qualitätsvollen Arkaden aus der Zeit um 1500. Dreigeschoßiges Hinterhaus aus dem 16. Jahrhundert. Datum der Unterschutzstellung: 5. November 1940 | BDA-Hist.: Q37983261 Status: Bescheid Stand der BDA-Liste: 2025-06-30 Name: Gasthaus, ehem. Brauhaus GstNr.: .109/1 |
| ja   | Datei hochladen | Bürgerhaus, Madlseder-Haus HERIS-ID: 38687 Objekt-ID: 38272                                                       | Stadtplatz 39 Standort KG: Steyr                                | Bürgerhausanlage bestehend aus Doppelgiebelhäusern mit Krüppelwalmdächern zum Stadtplatz und zum Ennskai gewandt sowie dazwischen liegendem Arkadenhof. Sechsachsiges zweigeschoßiges Vorderhaus im Kern aus dem 16. Jahrhundert stammend. Abgefastes Rundbogentportal. Neobarocke Fensterumrahmungen aus dem 19. Jahrhundert im Ober- als auch in den beiden zweiachsigen Giebelgeschoßen. Gedenktafel für Ferdinand Redtenbacher (Geburtshaus). Zweigeschoßiger Renaissancearkadenhof mit toskanischen Säulen und Stuckrippen von Anfang des 17. Jahrhunderts an drei Seiten. Längsfassaden: Unregelmäßige Fensteraufteilung z. T. mit Steingewänden. Dreigeschoßiges Hinterhaus am Ennskai, erstes Obergeschoß fünf-, zweites Obergeschoß sechsachsig, alle Fenster mit profilierten Steingewänden. Jeweils zweiachsige Giebelgeschoße, Putzfassade mit schlichter Sgraffitodekoration um die Fenster, zur Geschoßtrennung und an den Gebäudekanten. Datum der Unterschutzstellung: 5. November 1940 | BDA-Hist.: Q37983270 Status: Bescheid Stand der BDA-Liste: 2025-06-30 Name: Bürgerhaus, Madlseder-Haus GstNr.: .54 Madlseder-Haus |
| ja   | Datei hochladen | Vorderhaus des Bürgerhauses HERIS-ID: 40663 Objekt-ID: 40655                                                      | Stadtplatz 40 Standort KG: Steyr                                | Dreigeschoßiges dreiachsiges giebelständiges Vorderhaus einer Bürgerhausanlage mit abschließendem Krüppelwalmdach, im Kern aus der Spätgotik stammend. Der Denkmalschutz bezieht sich nur auf das Vorderhaus. Erdgeschoß erneuert. Die Obergeschoße vorkragend, ruhend auf Segmentbogenunterzügen die auf profilierten Kragpfeilern ansetzen. Die Fenster des ersten Obergeschoßes mit spätgotisch profilierten Steingewänden. Durchgehendes zart profiliertes Sohlbankgesims. Der Bereich zwischen Sohlbankgesims und Segmentbogenunterzügen faschengerahmt. Unter den Fenstern Zapfenmotive. Die Fassade der beiden Obergeschoße ist durch rasterförmige Hervorhebung der Fensterachsen stark vertikal gegliedert. Die strenge vertikale Gliederung wird durch abgerundete Endungen, bzw. Zapfenmotive in den Zwischenbereichen aufgelockert. Rautenfelder im Bereich des zweiten Obergeschoßes. Die Fenster hier mit rechteckigen Rotmarmorgewänden mit Sohlbänken. Zwischen zweitem Ober- und Giebelgeschoß einfach profiliertes Horizontalgesims. Im zweiachsigen Giebelgeschoß, welches die Formensprache der Hauptfassade übernimmt, einfache Sandsteingewände und Sohlbänke. Datum der Unterschutzstellung: 23. November 1990 | BDA-Hist.: Q37995695 Status: Bescheid Stand der BDA-Liste: 2025-06-30 Name: Vorderhaus des Bürgerhauses GstNr.: .108 Bürgerhaus, Stadtplatz 40, Steyr |
| ja   | Datei hochladen | Ehem. Dominikanerkirche (Jesuiten- od. Marienkirche) Unsere Liebe Frau vom Siege HERIS-ID: 38567 Objekt-ID: 38150 | Stadtplatz 41 Standort KG: Steyr                                | Marienkirche, ehem. Dominikanerkirche, weitgehender Neubau 1642–1647 anstelle eines spätgotischen Vorgängerbaues. Einer der ersten großen Sakralbauten der nach der Gegenreformation in Österreich einsetzenden regen kirchlichen Bautätigkeit. Vorbild St. Michael in München. In die östliche Häuserzeile des Stadtplatzes eingeschlossen, tritt sie mit der Westfassade aus der Fluchtlinie zurück, sodass ein kleiner Vorplatz entsteht. Die zweigeschoßige fünfachsige Fassade wird von einem zweigeschoßigen Giebel bekrönt. Fassade durch Pilaster vertikal, und reich profilierte Gesimse horizontal gegliedert, zwei seitliche Türme in der Höhe des Giebels mit Zwiebelhelmen. Im Erdgeschoß drei Tore, das mittlere stark betont, darüber eine Muttergottesstatue aus der Mitte des 17. Jahrhunderts. In der Giebelnische Statue des hl. Dominikus aus der 1. Hälfte des 18. Jahrhunderts. In der Eisengasse zehnachsige Fassade, pilastergegliedert, die drei westlichen Fenster als große Rundbogenfenster ausgeführt, der Kirche zugeordnet. Der östliche Bereich drei- bzw. viergeschoßig mit z. T. unregelmäßiger Achsanordnung. Die viergeschoßige fünfachsige Ostfassade mit einspringender Ecke in den Obergeschoßen erhebt sich über der ehemaligen Stadtmauer und schließt optisch an die Fassade des ehem. Dominikanerklosters an. In der dritten und vierten Achse von links je eine über drei Geschoße reichende rundbogige Nische. Gebäudeabschluss durch ungemein mächtiges nach Osten hin abgewalmtes Satteldach. Datum der Unterschutzstellung: 31. Dezember 2009 | BDA-Hist.: Q1897871 Status: § 2a Stand der BDA-Liste: 2025-06-30 Name: Ehem. Dominikanerkirche (Jesuiten- od. Marienkirche) Unsere Liebe Frau vom Siege GstNr.: .56/2, .56/1, .55 Marienkirche (Steyr) |
| ja   | Datei hochladen | Bürgerhaus HERIS-ID: 40510 Objekt-ID: 40451                                                                       | Stadtplatz 42 Standort KG: Steyr                                | Bürgerhausanlage bestehend aus Vorder-, Hinterhaus und Hoftrakt, im Kern aus der Spätgotik stammend. Viergeschoßiges dreiachsiges Vorderhaus. 2011 Freilegung des ehemaligen Breiterkers und Neugestaltung des Erdgeschoßbereiches durch drei segmentbogige Öffnungen. Die Obergeschoße vorkragend, ruhend auf Segmentbogenunterzügen, die auf profilierten Kragpfeilern ansetzen. Neobarocke Fassadengestaltung der Obergeschoße aus der 2. Hälfte des 19. Jahrhunderts. Obergeschoße genutet, an den Gebäudekanten schmale Putzfaschen. Sämtliche Fensterumrahmungen profiliert. Im ersten Obergeschoß durchgehendes Sohlgesims, darunter plattenbesetzte Parapetfelder. In den Sturzfeldern wappenhaltende Fabeltiere, auf Konsolen ruhende Dreiecksverdachungen. Die Fenster der beiden folgenden Geschoße mit auf Konsolen ruhenden Sohlbänken. Im zweiten Obergeschoß in den Sturzfeldern spielende Putten sowie auf Konsolen ruhende Segmentbogenverdachungen. Die Fenster des dritten Obergeschoßes mit Ohrenfaschen. Fassadenabschluss durch Gesims mit Keilsteinfries. Viergeschoßiger Hoftrakt und Hinterhaus mit Krüppelwalmdach. Datum der Unterschutzstellung: 28. Juni 1990 | BDA-Hist.: Q37995002 Status: Bescheid Stand der BDA-Liste: 2025-06-30 Name: Bürgerhaus GstNr.: .108 |
| ja   | Datei hochladen | Bürgerhaus, ehem. Gasthaus Roter Krebs HERIS-ID: 38688 Objekt-ID: 38273                                           | Stadtplatz 44 Standort KG: Steyr                                | Bürgerhausanlage bestehend aus Vorder-, Hinterhaus und Arkadenhof, im Kern aus dem 15. Jahrhundert stammend. Dreigeschoßiges dreiachsiges Vorderhaus mit Krüppelwalmdach. Profiliertes Spitzbogenportal aus dem 15. Jahrhundert. Schmiedeeisenausleger, Obergeschoße vorkragend, ruhend auf profilierten Kragsteinen die von Pfeilern gestützt werden. Schlichte Fassade der Obergeschoße. Giebelgeschoß mit mittigem rundbogigen Zwillingsfenster, jeweils von einem Rechteckfenster flankiert. Stimmungsvoller Innenhof, Nordseite mit Arkadengängen in den Obergeschoßen. Am dreigeschoßigen Hinterhaus im ersten Obergeschoß halboffene Vorhalle mit Stichkappentonne mit geometrischer Felderdekoration. Hof datiert „1610“. Datum der Unterschutzstellung: 2. April 1971 | BDA-Hist.: Q37983281 Status: Bescheid Stand der BDA-Liste: 2025-06-30 Name: Bürgerhaus, ehem. Gasthaus Roter Krebs GstNr.: .104 |
| ja   | Datei hochladen | Bürgerhaus „Alte Post“ (straßenseitiger Trakt) HERIS-ID: 38689 Objekt-ID: 38274                                   | Stadtplatz 46 Standort KG: Steyr                                | Bürgerhausanlage bestehend aus Vorder-, Hinterhaus und Innenhof. Ursprünglich zwei Gebäude. Viergeschoßiges achtachsiges Vorderhaus im Kern aus dem 16. Jahrhundert stammend. Fassade zweifach leicht geknickt. Erdgeschoß neuzeitlich gebändert. Obergeschoßfassade barock aus der Mitte des 18. Jahrhunderts. Fensterachsen durch Putzfelder vertikal gegliedert. Über den Fenstern des ersten und zweiten Obergeschoßes gebrochene Fensterüberdachungen. In der zweiten Achse von rechts befindet sich ein auf profilierten Konsolen ruhender einachsiger über die beiden Hauptgeschoße reichender Erker. In Nische Florianfigur aus dem 17. Jahrhundert. Weit ausladendes Kranzgesimse, darüber drei Walmdächer. Innenhof und Hinterhaus neuzeitlich adaptiert. Datum der Unterschutzstellung: 7. Juni 1971 | BDA-Hist.: Q37983292 Status: Bescheid Stand der BDA-Liste: 2025-06-30 Name: Bürgerhaus "Alte Post" (straßenseitiger Trakt) GstNr.: .102 Steyr Stadtplatz 46 |
| ja   | Datei hochladen | Tabernakelbildstock HERIS-ID: 108118 Objekt-ID: 125523                                                            | Steiner Straße Standort KG: Steyr                               | Schlichter Tabernakelbildstock aus dem 19. Jahrhundert(?) an der Steiner Straße. Gebauchte Säule mit bekrönendem Tabernakelaufsatz. In den Blendarkaden des Tabernakelaufsatzes sind keine Bilder mehr vorhanden. Datum der Unterschutzstellung: 31. Dezember 2009. | BDA-Hist.: Q37812065 Status: § 2a Stand der BDA-Liste: 2025-06-30 Name: Tabernakelbildstock GstNr.: 1709/1 |
| ja   | Datei hochladen | Villa Arbeshuber und Nebengebäude HERIS-ID: 64106 Objekt-ID: 76807                                                | Stelzhamerstraße 1, 1 b Standort KG: Steyr                      | Die Villa samt Nebengebäude wurde 1891 für die Baumeisterfamilie Arbeshuber errichtet und ist ein charakteristischer Bau des späten Historismus in Formen des französisch beeinflussten Neobarock. Zweigeschoßiger freistehender Bau über einem Halbkellergeschoß. Der Sockel mit rustiziertem Putz. Die Obergeschoße sind glatt verputzt, besitzen profilierte Gesimse und reich ausgeführte Fensterumrahmungen. An der Schauseite mittig mit einer Achse vorspringender Risalit im Erdgeschoß fünfeckig schließendem Vorbau. Im ersten Obergeschoß dreifeldrige Balkontür, darüber reiche Stuckdekorationen. Gartenseitig ebenfalls vorspringender Risalit, dieser jedoch schlichter ausgeführt. Die Schmalseiten jeweils dreiachsig. Die Gebäudeecken werden im ersten Obergeschoß durch übereck gestellte Ecktürmchen, die mit hohen Zeltdächern abschließen, betont. Dach mit Naturschieferdeckung, reich gestaltete Eisengitter als Mansarddachabschluss. Eingeschoßiges Nebengebäude ebenfalls mit Mansarddach. Querfassade zwei, Längsfassade achtachsig, mittig leicht vorspringender Risalit. Fassadenabschluss durch reich profiliertes Traufgesims. Der Denkmalschutz bezieht sich auf die Außenerscheinung der beiden Gebäude sowie auf das Stiegenhaus und die Wohnungseingangstüren im Inneren der Villa. Datum der Unterschutzstellung: 17. Februar 2004 | BDA-Hist.: Q38105368 Status: Bescheid Stand der BDA-Liste: 2025-06-30 Name: Villa Arbeshuber und Nebengebäude GstNr.: .1299 |
| ja   | Datei hochladen | Volkshochschule, ehem. Villa Reithoffer, ehem. FH für Damenkleidermacher HERIS-ID: 108121 Objekt-ID: 125526       | Stelzhamerstraße 11 Standort KG: Steyr                          | Bemerkenswerter Villenbau, errichtet 1913/14 nach Plänen von Miklós von Bukovics. Zweigeschoßiger Heimatstilbau mit neobarocken Dekorelementen. Fassaden rieselverputzt, teilweise horizontale Gliederung durch zusammenfassende Fensterbahnen mit Schabrackendekor im Parapetbereich der Obergeschoßfenster. Fassade Stelzhamerstraße im rechten Gebäudeteil zweiachsig. Der linke Gebäudeteil mit vierachsigem Giebel. Trotz symmetrischer Anordnung der Fenster wirkt die Fassade durch die unterschiedlichen Fenstergrößen und Niveaus unregelmäßig. Im linken Gebäudeteil mittig situierte große rundbogige Belichtungsöffnung. Gebäudemittig Haupteingang mit ädikulaartigem Vorbau und glockenartiger Blechverdachung. Südfassade vierachsig, Votivbild im Obergeschoß. Gartenseitige Fassade dreiachsig mit einachsigem Mittelrisalit und leicht geschwungenem Giebel. Im Erdgeschoß gerundeter dreiachsiger eingeschoßiger Vorbau mit rundbogigen Öffnungen, pilastergegliedert. Über dem Vorbau große rundbogige Öffnung, im Giebelbereich querovale Belichtungsöffnung. Nordfassade zweiachsig, links leicht vorspringender einachsiger Anbau mit abgeschrägten Ecken und leicht geschwungenem Giebel. Erdgeschoßig rundbogige Öffnung mit innenliegender Treppe. Rechts eingeschoßiger einachsiger Anbau mit eigenem Walmdach. Das Gebäude schließt mit einem mächtigen Mansarddach mit Dachgaupen ab. Datum der Unterschutzstellung: 31. Dezember 2009 | BDA-Hist.: Q37812076 Status: § 2a Stand der BDA-Liste: 2025-06-30 Name: Volkshochschule, ehem. Villa Reithoffer, ehem. FH für Damenkleidermacher GstNr.: .1327 |
| ja   | Datei hochladen | Arbeiterwohnhaus HERIS-ID: 107883 Objekt-ID: 125248                                                               | Straße des 12. Februar 1 Standort KG: Steyr                     | Teil der zwischen 1918 und 1920 nach Plänen des Architekten Eugen Faßbender errichteten zweiten Bauphase der Arbeiterwohnanlage auf der Hohen Ennsleite. Zweigeschoßiges freistehendes Mehrfamilienwohnhaus auf doppelt T-förmiger Grundfläche. Fassadengestaltung mit Anklängen an den Heimatstil. Fassade zur Straße des 12. Februar neunachsig, der siebenachsige Mittelteil etwas zurückversetzt. Gebäudemittig rechteckiges Portal, durch seitliche Pfeiler betont. Über dem Portal profilierter Putzkreis in bogenförmig abschließendem Feld zwischen den Pfeilern. Schlichte Fassadengestaltung. Fenster im Erdgeschoß mit einfachen ohrengefaschten Umrahmungen, im Sturzbereich konkav, im Obergeschoß dreieckig über halbkreisförmiger Ausnehmung endend. Vertikale Gliederungen durch durchgehendes Sohlbank- und Sturzgesims im Obergeschoß. Fassadenabschluss durch profiliertes Traufgesims. Fassadenmittig sechsachsige Gaupe mit drei Dreiecksgiebeln mit je einer runden Belichtungsöffnung über horizontalem Gesimse. Die beiden Querfassaden je zweiachsig. Gartenseitig leicht vortretender fünfachsiger Mittelrisalit mit abschließendem Dreiecksgiebel. Datum der Unterschutzstellung: 31. Dezember 2009 | BDA-Hist.: Q37811406 Status: § 2a Stand der BDA-Liste: 2025-06-30 Name: Arbeiterwohnhaus GstNr.: .1505 Steyr Straße des 12. Februar 1 |
| ja   | Datei hochladen | Arbeiterwohnhaus HERIS-ID: 107884 Objekt-ID: 125249                                                               | Straße des 12. Februar 2 Standort KG: Steyr                     | Teil der zwischen 1918 und 1920 nach Plänen des Architekten Eugen Faßbender errichteten zweiten Bauphase der Arbeiterwohnanlage auf der Hohen Ennsleite. Zweigeschoßiges freistehendes Mehrfamilienwohnhaus auf doppelt T-förmiger Grundfläche. Fassadengestaltung mit Anklängen an den Heimatstil. Fassade zur Straße des 12. Februar neunachsig, der siebenachsige Mittelteil etwas zurückversetzt. Gebäudemittig rechteckiges Portal, durch seitliche Pfeiler betont, über dem reich profiliertem Kordongesims mit einem eigenen Walmdach abschließend. Schlichte Fassadengestaltung. Fenster im Erdgeschoß mit einfachen Umrahmungen und profilierter Sohlbank. Vertikale Gliederungen durch reich profiliertes Kordongesims sowie durchgehende Sohlbank- und Sturzgesimse im Obergeschoß. Fassadenabschluss durch profiliertes Traufgesims. Die Fenster im Obergeschoß mit schlichten Umrahmungen, im Sturzbereich mit Putzhalbkreisen, im Parapetbereich Putzfelder mit aufgestelltem Quadrat. Fassadenmittig dreiachsige Gaupe die mit einem Walmdach abschließt, die Fenster mit schlichten Umrahmungen. Die beiden Querfassaden je zweiachsig. Gartenseitig leicht vortretender fünfachsiger Mittelrisalit mit abschließendem Dreiecksgiebel. Datum der Unterschutzstellung: 31. Dezember 2009 | BDA-Hist.: Q37811417 Status: § 2a Stand der BDA-Liste: 2025-06-30 Name: Arbeiterwohnhaus GstNr.: .1502 Steyr Straße des 12. Februar 2 |
| ja   | Datei hochladen | Gruftkapelle der Familie Holub HERIS-ID: 250397seit 2024                                                          | Taborfriedhof 2. Teil, bei Industriestraße 8 Standort KG: Steyr | Die Gruftkapelle der Familie Holub befindet sich in der östlichen Ecke der ersten Friedhofserweiterung. Die Gruftkapelle wurde 1903 für Karl Holub (1830-1903) errichtet. Karl Holub war unter Josef Werndl Werkmeister der Waffenfabrik und erfand u.a. den revolutionären Tabernakelverschluss für Gewehre. Die Gruft wurde von Prof. Sebastian Weber entworfen. An der Schauseite aufgebrochener Segmentbogen mit Fünfpassform. Über dem flachem Zeltdach erhebt sich eine aufwändig gestaltete metallene Kuppel mit vegetabilen Elementen in Form des Jugendstiles. Stellung unter Denkmalschutz: 06.07.2023 §2a positiv | BDA-Hist.: Q126122368 Status: Bescheid Stand der BDA-Liste: 2025-06-30 Name: Gruftkapelle der Familie Holub GstNr.: 972 Holub-Gruft (Taborfriedhof) |
| ja   | Datei hochladen | Taborstiege HERIS-ID: 108149 Objekt-ID: 125559                                                                    | Taborweg Standort KG: Steyr                                     | Nach längerer Planungsgeschichte 1950 vom Architekten Preyer gemeinsam mit dem städtischen Baudirektor Wiesner errichtet und am 31. Oktober 1951 eröffnet. Baulich in zwei Abschnitte geteilte Stiegenanlage, die den Michaelerplatz mit der Hochfläche des Tabors verbindet. Der untere Stiegenabschnitt erhebt sich über einem zwölfachsigen, im Süden ein-, bergseitig dreigeschoßigen in Stiegenbreite errichteten Gebäude mit schlichter rieselverputzter efeubewachsener Fassade. Die Fenster und Türöffnungen des Erdgeschoßes stabfaschengerahmt. Nach der dritten Achse gedeckter geradläufiger Stiegenbereich, Zugang über rundbogige Öffnung. Westseitig gemauerte Brüstung und Pfeiler, die das Dach tragen. Nach Erreichen des Bergansatzes wendet sich die Treppenanlage nach rechts. Dieser Treppenabschnitt, ebenfalls überdacht, ist tief in das Gestein eingeschnitten. Der zweite obere Treppenabschnitt, mehrfach seine Richtung ändernd, weist flussseitig z. T. hohe Betonstützmauern auf und ist nicht überdacht. Datum der Unterschutzstellung: 31. Dezember 2009 | BDA-Hist.: Q37812137 Status: § 2a Stand der BDA-Liste: 2025-06-30 Name: Taborstiege GstNr.: .419/3, 2011, 1116/2 Taborstiege (Steyr) |
| ja   | Datei hochladen | Zweite Stadtbefestigung Steyrdorf HERIS-ID: 108115 Objekt-ID: 125519                                              | Taborweg Standort KG: Steyr                                     | Unter Denkmalschutz gestellt wurden einerseits noch bestehende Teile der um 1480 errichteten zweiten Stadtbefestigung von Steyrdorf als auch archäologische Fundhoffnungsgebiete. Archäologische Fundhoffnungsgebiete: Stadttore: Tor am äußeren Stein in der Fabrikstraße, Frautor in der Sierninger Straße (1848 abgetragen), Schuhbodentor in der Schuhbodengasse (1842 abgetragen), Gleinker Tor in der Gleinker Gasse (1843 abgetragen) und Örtltor (siehe Abbildung) in der Schlüsselhofgasse (1891 abgetragen), ehem. Stadtmauer im Bereich des Ortskais. Erhalten hat sich ein Teil der östlichen Stadtmauer nördlich des ehemaligen Örtltores. Die geländebedingt stark ansteigende Mauer mit Schießscharten und Mauerverjüngung im Bereich des ehemaligen Laufganges endet am Fels unterhalb des Taborturmes. Datum der Unterschutzstellung: 31. Dezember 2009. Anmerkung: Standort ist von Grundstück Nr. 1054. | BDA-Hist.: Q37812047 Status: § 2a Stand der BDA-Liste: 2025-06-30 Name: Zweite Stadtbefestigung Steyrdorf GstNr.: 1144, 1394/3, 1390/2, 1392/1, 1392/2, 1394/1, 1394/2, 1394/3, 1395/1, 1395/2, 1395/4, 1395/5 |
| ja   | Datei hochladen | Friedhof christlich HERIS-ID: 110086 Objekt-ID: 127740                                                            | Taborweg 2, 4 Standort KG: Steyr                                | Östlich des Renaissancefriedhofes 1841/42, 1892, 1909 und zuletzt 1945 angelegte Friedhofserweiterungen. Die einzelnen annähernd rechteckigen Erweiterungen durch hohe Mauern getrennt. Die erste Erweiterung schließt im Osten mit einem Arkadengang auf runden Säulen ab. In diesem Bereich bemerkenswerte hochqualitative Grabdenkmäler. In der nordöstlichen Ecke Grabdenkmal der Familie Holub mit aufwändiger schmiedeeiserner Kuppel. In der südwestlichen Ecke die eingeschoßige Friedhofsverwaltung mit der 1871 in neugotischem Stil errichteten giebelständigen Friedhofskapelle. Zugang durch spitzbogiges Tor, seitlich des Tores je eine Belichtungsöffnung. Im Norden schließt ein zwei-, im Süden ein siebenachsiger Gebäudeteil an die Kapelle an. Im dritten Hof befinden sich u. a. der Soldatenfriedhof für den Ersten und Zweiten Weltkrieg sowie Denkmale zum Gedenken an Heimatvertriebene und italienische Soldaten sowie ein Friedhofskreuz. Datum der Unterschutzstellung: 31. Dezember 2009 | BDA-Hist.: Q37816863 Status: § 2a Stand der BDA-Liste: 2025-06-30 Name: Friedhof christlich GstNr.: 965/1, 965/2, 972, 965/3, 967, .703, .702, .2078 Taborfriedhof |
| ja   | Datei hochladen | Friedhof israelitisch HERIS-ID: 99065 Objekt-ID: 115084                                                           | Taborweg 4 Standort KG: Steyr                                   | Im Süden des Friedhofsareals 1874 angelegter kleiner israelitischer Friedhof, von einem durchgehenden hohen Mauerzug umgeben. Der Friedhof wurde während der nationalsozialistischen Zeit nicht geschändet. Am Gelände ursprünglich auch eine Zeremonienhalle, diese jedoch in den 1960er Jahren abgetragen. Heute noch insgesamt 144 Gräber und zwei Massengräber vorhanden. Die meisten Grabsteine aus Granit und Sandstein, wenige Marmorplatten. Einige Grabeinfassungen zerstört, wenige Grabzäune erhalten. Weiters befinden sich am Friedhofsgelände das Mahnmal eines Kindergräberfeldes sowie ein Massengrab für ungarisch-jüdische Zwangsarbeiter vom April 1945. Datum der Unterschutzstellung: 31. Dezember 2009 | BDA-Hist.: Q37773383 Status: § 2a Stand der BDA-Liste: 2025-06-30 Name: Friedhof israelitisch GstNr.: 966 Jüdischer Friedhof Steyr |
| ja   | Datei hochladen | Friedhof Taborweg, Anlage HERIS-ID: 52616 Objekt-ID: 59880                                                        | Taborweg 4 Standort KG: Steyr                                   | 1583/84 außerhalb der Stadt errichteter weitläufiger Renaissancefriedhof am Tabor. Dominierendes Eingangsportal mit Glockenturm mit abschließendem Zeltdach. Turm mit Putzrustikagliederung mit zeittypischen historisierenden „romanischen“ Architekturformen. Wappen und Inschrifttafel mit Datierung „1572“ und „1584“ über dem Eingangsportal. Die Renaissancearkaden sind in zwei Sektionen gegliedert (41 bzw. 42 Gruftarkaden). In den Wölbungen der einzelnen Lauben finden sich Wandmalereien aus der Entstehungszeit, manche Lauben sind mit Stuck aus dem 18. Jahrhundert versehen. Die einzelnen Arkadenjoche werden friedhofseitig durch zwei Steinsäulen sowie den Gruftvorgarten, wandseitig meist durch halbeingemauerte Kapitelle abgestützt. Die Gruftanlagen bestehen meist aus einem Epitaph, einer unterschiedlichen Anzahl von Gedenktafeln, verschiedenen Eisenteilen und Laternen. Im Zentrum des Gräberfeldes befindet sich die barocke Hl. Grab Kapelle aus der Zeit vor 1690 mit polygonalem Schluss, der von zehn Halbsäulen eingefasst ist. Die Blendarkaden schließen mit flachen geometrischen Dreiecksformen ab. In die Unterschutzstellung miteinbezogen sind insgesamt 31 Grabdenkmäler die zwischen dem 16. und dem frühen 20. Jahrhundert geschaffen wurden. Datum der Unterschutzstellung: 16. Jänner 2002 | BDA-Hist.: Q2386636 Status: Bescheid Stand der BDA-Liste: 2025-06-30 Name: Friedhof Taborweg, Anlage GstNr.: 972 Taborfriedhof |
| ja   | Datei hochladen | Aufbahrungshalle mit Nebengebäude und Umzäunung HERIS-ID: 110085 Objekt-ID: 127739                                | Taborweg 6 Standort KG: Steyr                                   | Aufbahrungshalle, errichtet 1948/49 zwischen Friedhof und Urnenfriedhof. Lang gestreckter eingeschoßiger achtachsiger Bau mit im Norden anschließendem hohen Hallenbau. Sämtliche Baudetails und Dekore aus der Bauzeit. Schlichte Fassadengestaltung, steinerne Umrahmungen der Fenster und Türöffnungen, Fassadenabschluss durch reich profiliertes Traufgesims. An der östlichen Längsfassade im Norden dreiteilige Portalgruppe. Fünfachsige Querfassade, die beiden äußeren Achsen als Türöffnungen mit Oberlichte ausgeführt. Im Norden hoher Hallenbau, Zugang über Stufen im Osten. Gebäudemittig dreiteiliger Portalbereich mit darüber situierten langen Fensterbahnen, von Steinteilen umrahmt, bzw. getrennt. An der Süd- und Nordfassade je drei eng beieinander liegende jeweils aus vier übereinander situierten Fenstern bestehende steingerahmte vertikale Belichtungsbahnen. Die Gebäudeteile schließen mit flachen Walmdächern ab. Im Norden situiert kleines eingeschoßiges Verkaufsgebäude, ebenfalls 1848/49 errichtet. Datum der Unterschutzstellung: 31. Dezember 2009 | BDA-Hist.: Q37816838 Status: § 2a Stand der BDA-Liste: 2025-06-30 Name: Aufbahrungshalle mit Nebengebäude und Umzäunung GstNr.: .2014 |
| ja   | Datei hochladen | Taborturm, Turm- und Tabor-Restaurant HERIS-ID: 38695 Objekt-ID: 38280                                            | Taborweg 7 Standort KG: Steyr                                   | Wehrturm der Stadtbefestigung Steyrdorfs in städtebaulich dominanter Lage, auf Befehl Kaiser Friedrich III. durch Baumeister Martin Felser zwischen 1477 und 1482 errichtet. 1957 weitgehender Umbau. Der spätgotische Bau ist im aufgehenden Mauerwerk der Außenmauer bis zur Dachtraufe erhalten. Zweigeschoßiger hochaufragender Baukörper mit Halbkreisapsis und steilem Satteldach. Die dreigeschoßige Giebelfassade im Erdgeschoß mit zwei großen Rundbogenöffnungen, das Obergeschoß vier-, das Giebelgeschoß zweiachsig. 1957 errichteter vorkragender polygonaler Giebeldachreiter mit einem Kranz von Öffnungen und Zeltdach. An der Südwestecke Eckstrebepfeiler. An der Westfassade haben sich zwei Schießscharten und ein gotisches Trichterfenster erhalten. Die seitlichen Anbauten stammen aus den Jahren 1957 und 1970. Datum der Unterschutzstellung: 29. April 1988 | BDA-Hist.: Q1676622 Status: Bescheid Stand der BDA-Liste: 2025-06-30 Name: Taborturm, Turm- und Tabor-Restaurant GstNr.: .402 Taborturm (Steyr) |
| ja   | Datei hochladen | Krematorium mit Urnenfriedhof und kleinem Wohnhaus HERIS-ID: 110084 Objekt-ID: 127738                             | Taborweg 8, 10 Standort KG: Steyr                               | Ummauerter, Ende der 1920er Jahre angelegter Urnenfriedhof Taborweg 8: Krematorium, im Osten des Urnenfriedhofes situiert. 1926/27 nach Plänen von Franz Koppelhuber errichtet, die Anlage bestand damals nur aus dem Turmbau mit ausgenommener Konche als Kapelle. 1937 Errichtung der Kapelle im Westen nach Plänen von Huth und Neudeck. Bemerkenswerter spätexpessionistischer Krematoriumsbau bestehend aus unregelmäßigen kubischen Baukörpern. Die Kapelle erhebt sich über einem Bruchsteinsockel. Zugang im Westen über ein über mehrere Stufen erreichbares mittig situiertes steingerahmtes Spitzbogenportal. Über dem Portal dreifenstrige Belichtungsgruppe mit expressionistischer Vergitterung. An der Südfassade im Westen hochsituiertes viergeteiltes Fenster. Im Norden befindet sich ein aus vier vertikalen Glasbahnen, getrennt durch Steingewände, bestehendes Belichtungsfeld. Im Osten dreigeschoßiger Turm mit seitlichen Anbauten. Die Gebäudekanten des Turmes und seiner Anbauten durch steinerne Obelisken betont. Im Osten an den Turm anschließend eingeschoßiger Anbau mit charakteristischer Vergitterung der Fenster. Taborweg 10: Im westlichen Teil des Urnenfriedhofes im unmittelbaren Nahbereich des Haupteinganges situiertes eingeschoßiges kleines Gebäude mit hohem Satteldach aus dem frühen 20. Jahrhundert. Schlichte Fassadengestaltung, zweiachsige Südfassade mit zweiachsigem Giebelgeschoß. Im Norden eingeschoßiger Anbau mit Pultdach. Datum der Unterschutzstellung: 31. Dezember 2009 | BDA-Hist.: Q14912325 Status: § 2a Stand der BDA-Liste: 2025-06-30 Name: Krematorium mit Urnenfriedhof und kleinem Wohnhaus GstNr.: 1223/9, .1697, .1862, 1223/8 Urnenfriedhof am Tabor |
| ja   | Datei hochladen | Figurenbildstock hl. Johannes Nepomuk HERIS-ID: 108184 Objekt-ID: 125594                                          | Tomitzstraße 1b, in der Nähe Standort KG: Steyr                 | Im Nahbereich der Schönauerbrücke an der Treppenanlage zum Oberen Schiffweg situiert. Figurenbildstock aus Sandstein des hl. Johannes Nepomuk, aus dem 19. Jahrhundert (?) stammend. Die Figur wird durch einen metallenen Baldachin vor Witterungseinflüssen geschützt. Datum der Unterschutzstellung: 31. Dezember 2009. | BDA-Hist.: Q37812367 Status: § 2a Stand der BDA-Liste: 2025-06-30 Name: Figurenbildstock hl. Johannes Nepomuk GstNr.: 1513 Johannes Nepomuk, Steyr, Tomitzstraße |
| ja   | Datei hochladen | Wehrgraben HERIS-ID: 38697 Objekt-ID: 38282                                                                       | Wehrgraben Standort KG: Steyr                                   | Rund 1,5 km langer künstlicher Kanal, möglicherweise bereits im 13., spätestens im 14. Jahrhundert wahrscheinlich aus einem natürlichen Nebenarm der Steyr entstanden. Diente zum Antrieb von Wasserrädern. Wehrgrabenordnung aus dem Jahr 1529. Konzentration von Wasserrädern im Bereich der Zeugstätten I – IV. (Nur hier erzeugten die Schussrinnen genug Kraft um die unterschächtigen Wasserräder anzutreiben). Stilllegung der Betriebe am Kanal Ende des 19. bzw. im 20. Jahrhundert. In den 80er Jahren des 20. Jahrhunderts konnte die bereits beschlossene Zuschüttung des Wehrgrabens durch die Initiative „Rettet den Wehrgraben“ verhindert werden. Im Bereich der ehemaligen Zeugstätte IV dient heute wieder ein Wasserrad der Stromerzeugung. Im Bereich der Zeugstätte II wird das dortige ehemalige Wasserkraftwerk derzeit reaktiviert. Datum der Unterschutzstellung: 22. Juni 1983 | BDA-Hist.: Q2554579 Status: Bescheid Stand der BDA-Liste: 2025-06-30 Name: Wehrgraben GstNr.: 1399 Wehrgraben (Steyr) |
| ja   | Datei hochladen | Ehem. Hackwerke HERIS-ID: 45071 Objekt-ID: 45969                                                                  | Wehrgrabengasse 1-7, ungerade Nummern Standort KG: Steyr        | Ehemalige aus mehreren Gebäuden bestehende große Fabriksanlage der Hack-Werke, am Zusammenfluss von Wehrgraben und Steyr situiert. Werk 1984 stillgelegt, heute als Fachhochschule und Forschungszentrum genutzt. Im äußersten Osten kleines eingeschoßiges Gebäude mit Krüppelwalmdach. Längsfassaden ursprünglich drei-, Querfassade einachsig. Große rundbogig abschließende Belichtungsöffnungen. Im Westen anschließend zweigeschoßiger Bau mit Satteldach, nach 1866 errichtet. Längsfassade fünf-, Querfassade vierachsig mit zweiachsigem Giebelbereich. Glatt verputzte Fassade, die großen segmentbogig abschließenden Belichtungsöffnungen mit schlichten Umrahmungen. An diesen Bau anschließend die ehemalige zweigeschoßige Werkshalle. Fassade zum Wehrgraben dreißigachsig. Glatt verputzte Fassade mit eckig ausgeführten Fenstern. Aufwendiges Traufgesims durch Rohziegelornamentik gestaltet. Fassade zur Steyr elfachsig, hier befindet sich auch einer der beiden hohen Ziegelschornsteine. Im Westen schließt ein weiterer nach 1866 errichteter zweigeschoßiger Bau mit Satteldach an. Schlichte Fassade, zum Wehrgraben siebenachsig mit eckigen Fenstern, Querfassade fünfachsig mit segmentbogig schließenden Belichtungsöffnungen. Abschließend im Westen ein um 1866 errichteter quer zur Wehrgrabengasse stehender mächtiger zweigeschoßiger Fabriksbau im typischen Werndlstil mit charakteristischen Ziegeldekorationen: Fensterverdachungen als Segmentbögen, Kordongesims und ein ungemein aufwendig gestaltetes Trauf- und Ortganggesims. Längsfassaden sechs- und siebenachsig, die Querfassaden jeweils vierachsig mit einem rundbogigen Doppelfenster im Giebelbereich. Datum der Unterschutzstellung: 13. März 1986 (Ensemble Steyrdorf) | BDA-Hist.: Q38012997 Status: Bescheid Stand der BDA-Liste: 2025-06-30 Name: Ehem. Hackwerke GstNr.: 526/3, .1029/3, .1029/1 |
| ja   | Datei hochladen | Bürgerhaus, Wohn- u. Handwerkerhaus HERIS-ID: 45074 Objekt-ID: 45972                                              | Wehrgrabengasse 11 Standort KG: Steyr                           | Zweigeschoßiges zur Wehrgrabengasse hin traufständiges vierachsiges Wohn- und Handwerkerhaus mit Krüppelwalmdach, im Kern aus dem 16. Jahrhundert stammend. Querfassade dreiachsig, Fassadengestaltung aus der 2. Hälfte des 18. Jahrhunderts Fassadengliederung durch Ecklisenen und horizontale Faschen zwischen den Geschoßen. Erdgeschoß der Querfassade glatt verputzt, in der Wehrgrabengasse genutet. Hier in der zweiten Achse von links segmentbogiges Hausportal. Die Fenster mit schlichten Umrahmungen versehen. Zwischen zweiter und dritter Achse im Obergeschoß Haussegensbild. Die Obergeschoße der Längs- und Querfassade sowie des Giebelgeschoßes rieselverputzt. Giebelgeschoß dreiachsig, mittig eine große Fensteröffnung, flankiert von zwei kleineren Belichtungsöffnungen. Datum der Unterschutzstellung: 13. März 1986 (Ensemble Steyrdorf) | BDA-Hist.: Q38013019 Status: Bescheid Stand der BDA-Liste: 2025-06-30 Name: Bürgerhaus, Wohn- u. Handwerkerhaus GstNr.: .1014 |
| ja   | Datei hochladen | Wohn-, Industriekomplex HERIS-ID: 45075 Objekt-ID: 45973                                                          | Wehrgrabengasse 12, 14 Standort KG: Steyr                       | Ehemaliges Elektrizitätswerk samt Personalwohnhaus, errichtet um 1910 an der Zeugstätte II. Wehrgrabengasse 12: Zweieinhalbgeschoßiges zur Wehrgrabengasse hin vierachsiges traufständiges Personalwohnhaus. Im Keller- bzw. Erdgeschoß links zweiflügeliges originales Hausportal, querrechteckige Fensteröffnungen. Zart profiliertes Kordongesims zum Obergeschoß. Die beiden Hauptgeschoße rieselverputzt, die Fensteröffnungen, im ersten Geschoß rundbogig, im zweiten Geschoß gerade abschließend, mit schlichten Umrahmungen. Fassadenabschluss durch reich profiliertes Traufgesims. In der zweiten Achse von rechts über beide Hauptgeschoße reichender auf drei Kragsteinen, bzw. auf zwei Segmentbogenunterzügen ruhender giebelständiger Erker. Die Fenster des Erkers breiter ausgeführt. Ostfassade öffnungslos, zum Wehrgrabenkanal hin eine Fensterachse. Wehrgrabengasse 14: Zweieinhalbgeschoßiger zur Wehrgrabengasse hin giebelständiger zweiachsiger Bau, der in seiner architektonischen Grundkonzeption dem Objekt Wehrgrabengasse 12 entspricht: Rieselverputzte Hauptgeschoße, Rundbogenfenster im ersten Hauptgeschoß, eckige Fenster im Obergeschoß, zart profiliertes Kordongesims über dem Sockelgeschoß. Die südwestliche Gebäudeecke im Erdgeschoß laubenartig aufgelöst, Stiegenaufgang mit Betongeländer zur Turbinenhalle. Nördlich anschließend die wuchtige über dem Wehrgrabenkanal situierte Turbinenhalle mit abschließendem Walmdach. Westfassade mit zwei je sechsteiligen großen Fensteröffnungen mit Metallverglasungen. Die Nordfassade mit einer Fenster- sowie einer großen Toröffnung, an der Ostfassade zwei Fenster situiert. Fassadenabschluss durch profiliertes Traufgesims. Datum der Unterschutzstellung: 24. April 1996 (Ensemble Steyrdorf) | BDA-Hist.: Q38013031 Status: Bescheid Stand der BDA-Liste: 2025-06-30 Name: Wohn-, Industriekomplex GstNr.: .1004, .1005 Steyr Wehrgrabengasse 12, 14 |
| ja   | Datei hochladen | Bürgerhaus, Wohn- u. Handwerkerhaus HERIS-ID: 45077 Objekt-ID: 45975                                              | Wehrgrabengasse 13, 15 Standort KG: Steyr                       | Zweigeschoßiges, zur Wehrgrabengasse hin im Obergeschoß dreiachsiges traufständiges ehemaliges Wohn- und Handwerkerhaus, im Kern aus der 2. Hälfte des 18. Jahrhunderts stammend, westlich anschließend eingeschoßiger vierachsiger Anbau vom Ende des 19. Jahrhunderts. Erdgeschoß des Hauptgebäudes vierachsig mit Bändergliederung, rechteckiges einfaches Sandsteinportal in der äußerst linken Achse. Sämtliche Fenster mit einfachen Putzrahmungen. Rieselverputztes Obergeschoß durch Lisenen gegliedert. Unter dem mittleren Obergeschoßfenster Kartuschenfeld mit Fresko Pietà. Querfassade mit dreiachsigem Giebelgeschoß und Krüppelwalm. Westseitiger Anbau mit drei großen Fenster- und einer Türöffnung. Gebäudeabschluss durch flaches Satteldach. Datum der Unterschutzstellung: 13. März 1986 (Ensemble Steyrdorf) | BDA-Hist.: Q38013041 Status: Bescheid Stand der BDA-Liste: 2025-06-30 Name: Bürgerhaus, Wohn- u. Handwerkerhaus GstNr.: .1012 |
| ja   | Datei hochladen | Bürgerhaus, Wohn- u. Handwerkerhaus HERIS-ID: 45079 Objekt-ID: 45977                                              | Wehrgrabengasse 17 Standort KG: Steyr                           | Ehemalige Bürstenfabrik Mayr, zur Wehrgrabengasse hin dreigeschoßiger traufständiger Gebäudekomplex, im Kern aus dem 16. Jahrhundert stammend. Sehr schlichte Fassadengestaltung, lediglich die Fenster des ersten Obergeschoßes des Hauptgebäudes weisen einfache Putzumrahmungen auf. Zur Wehrgrabengasse sieben unregelmäßig angeordnete Fensterachsen in den Obergeschoßen. Gebäudemittig befindet sich ein schlichtes eckiges Sandsteinportal. Zwischen vierter und fünfter Achse im ersten Obergeschoß eine sekundär angebrachte Tafel mit der Bezeichnung „1594“. Fassadenabschluss durch ein gekehltes Dachgesims. Fassade zur Gaswerkgasse mit unregelmäßiger Fensterverteilung und abgetreppter Dachpartie. Im Norden zuerst das dreigeschoßige zweiachsige Hauptgebäude mit einachsigem Giebelgeschoß und Krüppelwalmdach. Südlich anschließend ein dreigeschoßiger einachsiger Gebäudeteil mit Satteldach, an den ein weiterer zweigeschoßiger Gebäudeteil mit Krüppelwalmdach ansetzt. Am Kanal des Überwassers schmales zweigeschoßiges vierachsiges Nebengebäude mit Satteldach situiert. Derzeit (2012/13) Gesamtsanierung der Anlage. Datum der Unterschutzstellung: 13. März 1986 (Ensemble Steyrdorf) | BDA-Hist.: Q38013051 Status: Bescheid Stand der BDA-Liste: 2025-06-30 Name: Bürgerhaus, Wohn- u. Handwerkerhaus GstNr.: .992 |
| ja   | Datei hochladen | Bürgerhaus, Wohn- u. Handwerkerhaus HERIS-ID: 45080 Objekt-ID: 45978                                              | Wehrgrabengasse 19 Standort KG: Steyr                           | Zur Wehrgrabengasse hin dreigeschoßiges traufständiges Wohn- und Handwerkerhaus über u-förmigem Grundriss, im Kern aus der 2. Hälfte des 18. Jahrhunderts stammend. Frühhistoristische fünfachsige Fassade, durch flachen einachsigen Mittelrisalit betont. Gebäudemittig im Erdgeschoß einfaches eckiges Sandsteinportal, die Fenster mit schlichten Putzumrahmungen. Profiliertes Kordongesims zwischen Erd- und erstem Obergeschoß. Die Fenster des ersten Obergeschoßes mit aufwendigeren Putzumrahmungen, profilierten Horizontalverdachungen und Parapetfeldern. Die Fenster des zweiten Obergeschoßes ohne jeglichen Zierrat. Fassadenabschluss durch profiliertes Traufgesims. Unregelmäßige Hoftrakte, am rechten ein Tondo mit der Bezeichnung „1850“. Schlechter Erhaltungszustand. Datum der Unterschutzstellung: 13. März 1986 (Ensemble Steyrdorf) | BDA-Hist.: Q38013060 Status: Bescheid Stand der BDA-Liste: 2025-06-30 Name: Bürgerhaus, Wohn- u. Handwerkerhaus GstNr.: .993 |
| ja   | Datei hochladen | Bürgerhaus, Wohn- u. Handwerkerhaus HERIS-ID: 45081 Objekt-ID: 45979                                              | Wehrgrabengasse 21 Standort KG: Steyr                           | Zweigeschoßiges traufständiges Wohn- und Handwerkerhaus über L-förmigem Grundriss, im Kern aus dem 18. Jahrhundert stammend. Fassade zur Wehrgrabengasse im Erdgeschoß sieben-, im Obergeschoß sechsachsig. Erdgeschoß glatt verputzt, mittiges eckiges einfach profiliertes Sandsteinportal mit Oberlichte, darin empireartiges Mäandergitter. Die Fenster mit einfachen Putzumrahmungen. Breites Putzband zwischen Erd- und Obergeschoß. Obergeschoß rieselverputzt, Fenster mit einfachen Umrahmungen, vertikale Gliederung durch Putzbänder, rieselverputzte Sturz- und Parapetfelder. Das äußerst rechte Fenster stark vergrößert, dem Nachbargebäude Wehrgrabengasse 23 angeglichen. Fassadenabschluss durch gekehltes Traufgesims. Satteldach mit zwei stehend gemauerten Gaupen. Datum der Unterschutzstellung: 13. März 1986 (Ensemble Steyrdorf) | BDA-Hist.: Q38013069 Status: Bescheid Stand der BDA-Liste: 2025-06-30 Name: Bürgerhaus, Wohn- u. Handwerkerhaus GstNr.: .994 |
| ja   | Datei hochladen | Volksschule, sog. Wehrgrabenschule HERIS-ID: 109263 Objekt-ID: 126862                                             | Wehrgrabengasse 22 Standort KG: Steyr                           | 1891/92 nach Plänen von Moritz Hinträger aus Wien durch den Baumeister Franz Plochberger auf U-förmiger Grundfläche errichteter strenghistoristischer dreigeschoßiger Schulbau. Fassade zur Wehrgrabengasse elfachsig mit leicht vorspringendem dreiachsigen Mittelrisalit. Sockelbereich putzgequadert, das Erdgeschoß genutet. Betonung der Gebäudeecken durch Putzquader. Die Fenster des Erdgeschoßes mit Sohlbankgesims, gequaderter Umrahmung und mittigem Keilstein im Sturzbereich. Im Mittelrisalit separate Eingänge für Knaben und Mädchen. Reich profiliertes Kordongesims. Die Fenster des ersten Obergeschoßes mit geraden Verdachungen, im Mittelrisalit mit Dreiecksverdachungen. Durchgehendes Sohlbankgesims mit darunter situierten Putzfeldern. Vertikale Gliederungen durch genutete Faschen zwischen den Achsen. Im Mittelrisalit in den Obergeschoßen durchgehende Pilaster. Im zweiten Obergeschoß Sohlbankgesims, glatte Putzfaschen zwischen den Achsen und einfache Umrahmungen der Fenster. Fassadenabschluss durch reich profiliertes Traufgesims. Die beiden Seitenfassaden je vierachsig, die Hoffassaden symmetrisch aufgebaut. Gebäudeabschluss durch flaches Walmdach. Im Osten schließt an die Schule ein rezenter zweigeschoßiger Mehrzweckhallenbau an. Datum der Unterschutzstellung: 31. Dezember 2009 | BDA-Hist.: Q37814515 Status: § 2a Stand der BDA-Liste: 2025-06-30 Name: Volksschule, sog. Wehrgrabenschule GstNr.: .969/1 |
| ja   | Datei hochladen | Bürgerhaus, Wohn- u. Handwerkerhaus HERIS-ID: 45082 Objekt-ID: 45980                                              | Wehrgrabengasse 23, 25 Standort KG: Steyr                       | Wehrgrabengasse 23: Zweigeschoßiges traufständiges Wohn- und Handwerkerhaus, im Kern aus dem 18. Jahrhundert stammend. Sehr schlichte Fassadengestaltung aus der Mitte des 19. Jahrhunderts mit unregelmäßiger Achsaufteilung, sechs Achsen im Erd-, drei Achsen im Obergeschoß. Im Erdgeschoß links einfaches rechteckiges Sandsteinportal, die Fenster ohne Umrahmungen. Zwischen Erd- und Obergeschoß breites Putzband. Obergeschoß mit drei großen Fensteröffnungen. Fassadenabschluss durch gekehltes Traufgesims. Satteldach mit zwei größeren gemauerten giebelständigen Dachgaupen. Wehrgrabengasse 25: Stark gegliedertes Betriebsgebäude. Im Osten fünfachsig, zweieinhalbgeschoßig, hofseitig gemauerter Stiegenaufgang zur Tür im ersten Obergeschoß. Letztes Geschoß mit querrechteckigen Belüftungsöffnungen, darüber Satteldach. Westlich anschließend dreigeschoßiger schmaler zweiachsiger Gebäudeteil mit Satteldach. Gebäudeabschluss im Westen durch zweigeschoßigen hofseitig einachsigen Bau mit nach Westen fallendem Pultdach. Westfassade vierachsig. Datum der Unterschutzstellung: 13. März 1986 (Ensemble Steyrdorf) | BDA-Hist.: Q38013089 Status: Bescheid Stand der BDA-Liste: 2025-06-30 Name: Bürgerhaus, Wohn- u. Handwerkerhaus GstNr.: .995 |
| ja   | Datei hochladen | Sommerhaus von Josef Werndl, sog. Wasservilla HERIS-ID: 113183 Objekt-ID: 131431seit 2020                         | Wehrgrabengasse 24 Standort KG: Steyr                           | Teil von „Die patriarchale Industriedenkmalanlage von Josef Werndl und der Österreichischen Waffenfabriksgesellschaft 1870 bis 1920/21“. Das als Wasservilla bezeichnete Sommerhaus ließ sich Josef Werndl 1870/71 in seinem luxuriösen, von Fischteichen geprägten Park errichten. Die im Stil des Frühhistorismus errichtete Villa ist ein zweigeschoßiger, quaderförmiger Bau mit Walmdach. Ein schmaler einachsiger Risalit mit Dreiecksgiebel akzentuiert den Bau an der Hauptfassade. Die Geschoße sind durch ein Kordongesims mit Zahnschnittzier getrennt, die Gebäudekanten mit Lisenen versehen. Die Fassadenflächen sind durch eine Bänderung aus übermalten Sichtziegel- und glatten Putzstreifen strukturiert. Die Fenster- und Türöffnungen sind segmentbogenförmig und besitzen im oberen Bereich breite profilierte Faschen, die an den Leibungen abbrechen. Die Faschen sind nach unten im Rustikastil mit hervorgehobenen Quadern weitergeführt. Die Parapete treten im Erdgeschoß leicht vor, im Obergeschoß zeigen sie Felder. Die Seitenfronten sind durch Doppelfenster gegliedert, je zwei pro Geschoß, einige als Blendfenster ausgebildet. Im Giebel des Risalits befindet sich ein neugotisches dreipassförmiges Rundfenster. Der ehemals im Schweizerhausstil die Dachkanten zierende Laubsägedekor ist noch an den Gebäudekanten, auch am Erkeransatz erhalten. In der Zwischenkriegszeit wurde der Balkon zu einer Terrasse vergrößert. Vom ehemaligen Balkon an der Hauptfront sind die originalen, mit Akanthusranken geschmückten gusseisernen Konsolen erhalten. Die Unterschutzstellung bezieht sich auf die Außenerscheinung des Gebäudes mit Ausnahme des neuzeitlichen Wintergartens. Stellung unter Denkmalschutz am 18. Juni 2019 | BDA-Hist.: Q105659557 Status: Bescheid Stand der BDA-Liste: 2025-06-30 Name: Sommerhaus von Josef Werndl, sog. Wasservilla GstNr.: .969/2 |
| ja   | Datei hochladen | Werkstättengebäude HERIS-ID: 45083 Objekt-ID: 45981                                                               | Wehrgrabengasse 25 Standort KG: Steyr                           | Eingeschoßiges sechsachsiges traufständiges dem geknickten Straßenverlauf folgendes Werkstättengebäude, im Kern aus dem 18. Jahrhundert stammend. Im Osten zweigeschoßiger zweiachsiger Anbau. Werkstättenbau mit schlichter Fassade. Die großen Fensteröffnungen in profilierten Rahmungen mit Sohlbank. Fassadenabschluss durch profiliertes Traufgesims. Am Dach drei giebelständige Gaupen sowie eine Dachlaterne. Der ostseitige zweiachsige Anbau in der Fassadengestaltung dem Objekt Wehrgrabengasse 27 angeglichen. Tür- und Fensteröffnung des Erdgeschoßes mit einfacher Umrahmung. Profiliertes Kordongesims, über den Obergeschoßfenstern mäanderartig verkröpfte Putzbanddekoration. Fassadenabschluss durch reich profiliertes Kranzgesims. Datum der Unterschutzstellung: 13. März 1986 (Ensemble Steyrdorf) | BDA-Hist.: Q38013099 Status: Bescheid Stand der BDA-Liste: 2025-06-30 Name: Werkstättengebäude GstNr.: .995 |
| ja   | Datei hochladen | Bürgerhaus, Wohn- u. Handwerkerhaus HERIS-ID: 45084 Objekt-ID: 45982                                              | Wehrgrabengasse 27 Standort KG: Steyr                           | Langes zweigeschoßiges traufständiges, dem geknickten Straßenverlauf folgendes Wohn- und Handwerkerhaus mit neun unregelmäßig angeordneten Fensterachsen, im Kern aus dem 18. Jahrhundert stammend. Die Fassadengestaltung nahtlos in den zweigeschoßigen Anbau des Objektes Wehrgrabengasse 25 übergehend und mit diesem optisch eine Einheit bildend. Erdgeschoßig in der mittleren Achse einfach profiliertes eckiges Sandsteinportal. Die übrigen Tür- und Fensteröffnungen mit einfachen Putzumrahmungen. Schlicht profiliertes Kordongesims. Die Fensteröffnungen des Obergeschoßes ohne Umrahmungen, über den Fenstern mäanderartig verkröpfte Putzbanddekoration. Fassadenabschluss durch reich profiliertes Traufgesims, Satteldach. Datum der Unterschutzstellung: 13. März 1986 (Ensemble Steyrdorf) | BDA-Hist.: Q38013104 Status: Bescheid Stand der BDA-Liste: 2025-06-30 Name: Bürgerhaus, Wohn- u. Handwerkerhaus GstNr.: .996 |
| ja   | Datei hochladen | Bürgerhaus, Wohn- u. Handwerkerhaus HERIS-ID: 45085 Objekt-ID: 45983                                              | Wehrgrabengasse 29 Standort KG: Steyr                           | Zweigeschoßiges traufständiges Eckhaus, bestehend aus einem langgestreckten Gebäude an der Wehrgrabengasse sowie einem westlich anschließenden Gebäude mit abgeschrägter Ecke. Das ehemalige Wohn- und Handwerkerhaus stammt aus dem frühen 19. Jahrhundert. Schlichte Fassadengestaltung, die rieselverputze Fassade wird durch ein einfaches horizontales Putzband zwischen den Geschoßen sowie durch vertikale Putzbänder gegliedert. Diese befinden sich an den Gebäudeecken des wehrgrabengassenseitigen Gebäudes sowie vor der letzten Achse des westlichen Hausteiles. Die Fenster mit einheitlichen Umrahmungen. Fassadenabschluss durch profiliertes Traufgesims. Das Gebäude an der Wehrgrabengasse mit acht unregelmäßigen Achsen, in der vierten Achse von links rechteckiges Sandsteinportal mit vergitterter Oberlichte. Westlicher Anbau zur Wehrgrabengasse zweiachsig, einachsige abgeschrägte Ecke sowie vier Achsen an der Westfassade. Datum der Unterschutzstellung: 13. März 1986 (Ensemble Steyrdorf) | BDA-Hist.: Q38013108 Status: Bescheid Stand der BDA-Liste: 2025-06-30 Name: Bürgerhaus, Wohn- u. Handwerkerhaus GstNr.: .997 |
| ja   | Datei hochladen | Ehem. Josefs-Lazarett HERIS-ID: 38699 Objekt-ID: 38284                                                            | Wehrgrabengasse 31 Standort KG: Steyr                           | Zweigeschoßiges Doppelgiebelhaus, 1683 urkundlich als Josefs-Lazarett bezeichnet, später Armenhaus, im Kern aus dem 17. Jahrhundert stammend. Aufwendige Fassadengestaltung nach 1789. Fassade Wehrgrabengasse acht-, Ostfassade elfachsig. Zwei rechteckige einfach profilierte Sandsteinportale mit Oberlichte. Fenster mit geohrten Putzrahmungen. Die einzelnen Achsen durch ein in sich rasterartig gegliedertes breites Putzband vertikal zusammengefasst. An den Schnittpunkten der Rasterung Terrakottarosetten. An den Hauskanten Riesenpilaster mit Zopfmotiven in der Kapitellzone. Mehrere Blindfenster, zwei größere Blindfenster im Obergeschoß mit Rahmung mit „laufendem Hund“-Motiv betont, vermutlich früher ehemalige Freskofelder. Die beiden Giebel mit Krüppelwalm je zweiachsig, Fassadengliederung den Hauptgeschoßen angeglichen. Die Ostfassade wie die Hauptfassade gegliedert. Daten der Unterschutzstellungen: 13. März 1986 (Ensemble Steyrdorf); 10. April 1989 | BDA-Hist.: Q37983316 Status: Bescheid Stand der BDA-Liste: 2025-06-30 Name: Ehem. Josefs-Lazarett GstNr.: .998 |
| ja   | Datei hochladen | Bürgerhaus, Gerberhaus HERIS-ID: 45086 Objekt-ID: 45984                                                           | Wehrgrabengasse 33 Standort KG: Steyr                           | Mächtiges dreigeschoßiges Giebelhaus, ehemaliges Gerberhaus, erbaut in der 1. Hälfte des 19. Jahrhunderts. Einfache glatt verputzte Fassaden ohne jeglichen Schmuck. Straßenseitige Querfassade dreiachsig, im Erdgeschoß mittig situiertes segmentbogiges tiefliegendes Hausportal, Längsfassade mit fünf regelmäßigen Achsen ausgeführt. An den Giebelseiten weit vorragendes ausgebautes mächtiges Mansarddach mit Anschübling und „Quantengang“. An den Längsfassaden jeweils drei Gaupen. Datum der Unterschutzstellung: 13. März 1986 (Ensemble Steyrdorf) | BDA-Hist.: Q38013116 Status: Bescheid Stand der BDA-Liste: 2025-06-30 Name: Bürgerhaus, Gerberhaus GstNr.: .999 |
| ja   | Datei hochladen | Bürgerhaus, Voglhaus HERIS-ID: 38700 Objekt-ID: 38285                                                             | Wehrgrabengasse 34 Standort KG: Steyr                           | Zweigeschoßiger aus der Mitte des 18. Jahrhunderts stammender Bau mit Krüppelwalmdach über quadratischem Grundriss. Freistehend bis auf Anbau im Osten. An den freistehenden Seiten jeweils vier Fensterachsen, Giebelgeschoße je zweiachsig. Erdgeschoß in Putz gequadert, straßenseitig Hauseingang mit rechteckigem Steingewände mit Oberlicht. Fenster mit Wabengitter. Im Obergeschoß reicher und qualitätsvoller Rokokostuck, Lambrequins unter den Fenstern, geschwungene Fensterkörbe. Vertikale Gliederung durch Pilaster, bzw. Doppelpilaster. In den Mittelachsen des ersten Stockes an den Giebelseiten Freskomalerei in reichen Stuckrahmen (eine datiert 1765). Giebelgeschoß über Kehlgesims, seitlich und zwischen den Fenstern Doppelpilaster. Datum der Unterschutzstellung: 30. November 1972 | BDA-Hist.: Q37983326 Status: Bescheid Stand der BDA-Liste: 2025-06-30 Name: Bürgerhaus, Voglhaus GstNr.: .838/1 |
| ja   | Datei hochladen | Zinshauskomplex HERIS-ID: 45087 Objekt-ID: 45985                                                                  | Wehrgrabengasse 35, 37 Standort KG: Steyr                       | Viergeschoßiger 1910 errichteter traufständiger Miethaus- und Zinshauskomplex über hakenförmigem Grundriss (Wehrgrabengasse 37) mit im Süden situiertem dreigeschoßigen Anbau (Wehrgrabengasse 35). Die neunachsige West- und die an der Wehrgrabengasse situierte ebenfalls neunachsige Nordfassade grundsätzlich sehr ähnlich aufgebaut. Schlicht ausgeführtes Erdgeschoß, die Fenster mit einfachen Umrahmungen. In der Wehrgrabengasse in der vierten Achse von links aufwendiges rundbogiges Portal in Renaissancestilformen, in der Mittelachse der Westfassade eckiges Portal mit Architrav. Schlichtes Kordongesims zu den Obergeschoßen. Die beiden Hauptgeschoße vertikal stark gegliedert. An der Nordfassade befinden sich zwischen Faschen nach oben hin rundbogig abschließende Felder, im leicht vorspringenden dreiachsigen Mittelteil der Westfassade anstelle der Faschen Putzquader. Im größeren Mittelfeld vertikales Element mit übereinander angeordneten Feldern mit abgerundeten Ecken. Kordongesims zum abschließenden schlicht ausgeführten dritten Obergeschoß. Lediglich die Mittelachse der Westfassade wird durch ein vermauertes Rundbogendoppelfenster akzentuiert. Fassadenabschluss durch reich profiliertes Kordongesims. Die restlichen Fassaden schlichter ausgeführt. Datum der Unterschutzstellung: 24. April 1996 (Ensemble Steyrdorf) | BDA-Hist.: Q38013122 Status: Bescheid Stand der BDA-Liste: 2025-06-30 Name: Zinshauskomplex GstNr.: .1001 |
| ja   | Datei hochladen | Ehem. Baumwolldruckerei HERIS-ID: 38701 Objekt-ID: 38286                                                          | Wehrgrabengasse 45, 47 Standort KG: Steyr                       | Zweigeschoßige langgestreckte ehemalige Kattundruckerei, vermutlich 1804 errichtet. Die zur Wehrgrabengasse situierte Längsfassade mit 21, die beiden Querfassaden mit vier, bzw. fünf Achsen. Schlichte rieselverputzte Fassaden, die durch vertikale Faschen an den Gebäudeenden sowie durch je eine horizontale Faschen zwischen den Geschoßen gegliedert werden. Die Fensteröffnungen mit genuteten Fensterumrahmungen. An der Fassade zur Wehrgrabengasse zwei rechteckige tiefliegende Portale. Die dicht nebeneinanderliegenden querrechteckigen Fenster des Erdgeschoßes mit Wellenrautengittern bzw. vermauert. Die Fenster des Obergeschoßes ebenfalls zum Teil vermauert. Fassadenabschluss durch ein weit vorkragendes gekehltes Dachgesims. Mächtiges Mansarddach mit zahlreichen Gaupenöffnungen. Datum der Unterschutzstellung: 13. Juni 1989 | BDA-Hist.: Q37983336 Status: Bescheid Stand der BDA-Liste: 2025-06-30 Name: Ehem. Baumwolldruckerei GstNr.: .971/1 |
| ja   | Datei hochladen | Siedlung Wehrgrabengasse HERIS-ID: 113175 Objekt-ID: 131423seit 2020                                              | Wehrgrabengasse 53-59, unger. Nr. Standort KG: Steyr            | Teil von „Die patriarchale Industriedenkmalanlage von Josef Werndl und der Österreichischen Waffenfabriksgesellschaft 1870 bis 1920/21“. Die vier zweigeschoßigen fünfachsigen Arbeiterwohnhäuser wurden 1874 errichtet und entsprechen stilistisch den ersten Arbeiterwohnhäusern von 1870. Die Häuser sind in einer geschlossenen Zeile zusammengefasst und mit niedrigen Satteldächern versehen. Mittiger Eingang mit segmentbogigem Steinportal (bei Nr. 57 und 59 nicht mehr erhalten), rekonstruierte frühhistoristischen Fassadengestaltung. Im Erdgeschoßbereich wurden außer bei Nr. 59 über den Öffnungen segmentbogige Faschen nachgestellt, im Obergeschoß befinden sich geknickte Faschen in Form von gesimsartigen Bändern über dem Fenstersturz. Die Rückseiten sind schlicht ausgeführt. Der ursprüngliche, zu den Häusern gehörende und als Nutzgarten dienende Grünraum ist erhalten. Die Unterschutzstellung bezieht sich auf die Außenerscheinung der Gebäude (ohne neuzeitliche Zubauten) sowie auf die ehemaligen Nutzgärten vor den Häusern. Stellung unter Denkmalschutz am 18. Juni 2019 | BDA-Hist.: Q105646997 Status: Bescheid Stand der BDA-Liste: 2025-06-30 Name: Siedlung Wehrgrabengasse GstNr.: .970/21, .970/18, .970/20, .970/19 Arbeitersiedlung Wehrgrabengasse, Steyr |
| ja   | Datei hochladen | Schwimmschule, Umkleidekabinen, heute Teil der Badeanstalt HERIS-ID: 110186 Objekt-ID: 127845seit 2020            | Wehrgrabengasse 61 Standort KG: Steyr                           | Teil von „Die patriarchale Industriedenkmalanlage von Josef Werndl und der Österreichischen Waffenfabriksgesellschaft 1870 bis 1920/21“. Die Schwimmschule Steyr stammt in ihrer ursprünglichen Form aus dem Jahr 1874. Die historische Badeanstalt ist jedoch durch Neubauten ersetzt, nur die Umrissgestalt des Schwimmbeckens wurde in der Neuanlage übernommen. Erhalten sind aber hölzerne Umkleidekabinen aus dem 1. Viertel des 20. Jahrhunderts als Erweiterung der Ursprungsanlage. Es handelt sich um einen gezimmerten Block mit Tür an Tür liegenden Kabinen. Die einfachen Brettertüren zeigen noch zeittypische Beschläge. Das Innere wird durch ein aus kreuzförmigen Holzleisten gebildetes Band über den Türen belichtet. Das weit vorkragende Schrägdach wird von einfachen Streben gestützt wird. Stellung unter Denkmalschutz am 18. Juni 2019 | BDA-Hist.: Q1253306 Status: Bescheid Stand der BDA-Liste: 2025-06-30 Name: Schwimmschule, Umkleidekabinen, heute Teil der Badeanstalt GstNr.: .446/6 Schwimmschule Steyr |
| ja   | Datei hochladen | Ehem. Arbeiterwohnhaus, heute Verwaltungsgebäude der „Schwimmschule“ HERIS-ID: 113172 Objekt-ID: 131420seit 2020  | Wehrgrabengasse 61 Standort KG: Steyr                           | Teil von „Die patriarchale Industriedenkmalanlage von Josef Werndl und der Österreichischen Waffenfabriksgesellschaft 1870 bis 1920/21“. Es handelt sich beim Objekt Wehrgrabengasse 61 um das letzte, von ursprünglich zehn, noch erhaltene Arbeiterwohnhaus, die im Jahr 1870 als erste Zeile an Arbeiterwohnhäusern von Josef Werndl in Steyr errichtet wurden. Das Objekt gehört heute zur Badeanstalt „Schwimmschule“. Es handelt sich um einen quaderförmigen, fünfachsigen, zweigeschoßigen Baukörper mit frühhistoristischer Fassadengestaltung und abschließendem Satteldach. Die Fassaden zeigen eine klare Gliederung mit Ecklisenen, Traufgesims und rechteckig geknicktem Gesimse über den Fenstern, die im Obergeschoß dem ursprünglichen Zustand entsprechen, im Erdgeschoß jedoch rezent ergänzt wurden. Das Innere des Gebäudes wurde stark verändert. Die Unterschutzstellung bezieht sich auf die Außenerscheinung des Gebäudes. Stellung unter Denkmalschutz am 18. Juni 2019 | BDA-Hist.: Q105646991 Status: Bescheid Stand der BDA-Liste: 2025-06-30 Name: Ehem. Arbeiterwohnhaus, heute Verwaltungsgebäude der „Schwimmschule“ GstNr.: .970/15 |
| ja   | Datei hochladen | Ehem. Gemischtwarenhandlung HERIS-ID: 113174 Objekt-ID: 131422seit 2020                                           | Wehrgrabengasse 83 Standort KG: Steyr                           | Teil von „Die patriarchale Industriedenkmalanlage von Josef Werndl und der Österreichischen Waffenfabriksgesellschaft 1870 bis 1920/21“. Das Haus Wehrgrabengasse 83 wurde als Wohnhaus und Gemischtwarenhandlung 1893 unmittelbar im Anschluss an die Zeile der ersten Arbeiterwohnhäuser der Waffenfabrik errichtet. Die Gemischtwarenhandlung war für die Versorgung der zu dieser Zeit schon stark angewachsenen Bevölkerung von großer Bedeutung. Zweigeschoßiges, siebenachsige Haus mit Satteldach und zentral sitzendem Hausportal. Von den ursprünglich zwei Türen der Gemischtwarenhandlung am westlichen Ende der Fassade ist noch die Tür in der zweiten Achse vorhanden, die Fasche des zu einem Fenster verkleinerten Portals in der ersten Achse hat sich ebenfalls erhalten. Die Hauskanten sind durch Putzquader akzentuiert. Die Fenster im Obergeschoß zeigen Faschen mit mittigem Keilstein und leicht vorgestellte Parapetfelder. Mittelgesims und Traufgesims sind reich profiliert und treten plastisch vor. Die Blendfenster an der östlichen Seitenfront sind erhalten, an der westlichen wohl noch unter der Eternitverkleidung versteckt. Im Inneren sind das zweiläufige Stiegenhaus und Dachstuhl sowie einige Türen im bauzeitlichen Zustand erhalten. Die Unterschutzstellung bezieht sich auf die Außenerscheinung hinsichtlich der drei von der Straße her einsehbaren Fassaden (Hauptfassade und Seitenfronten) und im Inneren auf das Stiegenhaus und den Dachstuhl. Stellung unter Denkmalschutz am 18. Juni 2019 | BDA-Hist.: Q105646994 Status: Bescheid Stand der BDA-Liste: 2025-06-30 Name: Ehem. Gemischtwarenhandlung, heute Frauenhaus GstNr.: .1316 |
| ja   | Datei hochladen | Bürgerhaus, sog. Fischer-Villa HERIS-ID: 52613 Objekt-ID: 59876seit 2020                                          | Wehrgrabengasse 87 Standort KG: Steyr                           | Teil von „Die patriarchale Industriedenkmalanlage von Josef Werndl und der Österreichischen Waffenfabriksgesellschaft 1870 bis 1920/21“. Die sogenannte Fischervilla war immer ein Wohnhaus und wurde 1880 im Auftrag von Josef Werndl in seinem Tiergarten errichtet. Situiert ist das Haus am westlichen Ende der Insel Pufferau, direkt am Steyrfluss. Es handelt sich um ein schmales fünfachsiges Gebäude mit zentralem Eingangsportal mit originaler zweiflügeliger Holztüre. Die Gebäudemitte wird durch einen flachen Mittelrisalit mit abschließendem Dreiecksgiebel mit mittig situierter Kreisöffnung betont. Die Fenster und Türöffnungen sind segmentbogig ausgeführt und mit erneuerten Faschen umrahmt. Zwischen den Geschoßen befindet sich ein breites schlichtes geschoßtrennendes Gebälk. An der Rückseite wurden zwei Terrassentüren eingefügt. Im Inneren sind die halbgewendelte Steintreppe sowie der historische Dachstuhl erhalten. Die Unterschutzstellung bezieht sich auf die Außenerscheinung und im Inneren auf den Erschließungsbereich, die Steintreppe und die Dachstuhlkonstruktion Stellung unter Denkmalschutz am 18. Juni 2019 | BDA-Hist.: Q105645845 Status: Bescheid Stand der BDA-Liste: 2025-06-30 Name: Bürgerhaus, sog. Fischer-Villa GstNr.: .837/3 |
| ja   | Datei hochladen | Arbeiterwohnheim Wehrgrabengasse HERIS-ID: 110177 Objekt-ID: 127836seit 2020                                      | Wehrgrabengasse 89-103, unger. Nr. Standort KG: Steyr           | Teil von „Die patriarchale Industriedenkmalanlage von Josef Werndl und der Österreichischen Waffenfabriksgesellschaft 1870 bis 1920/21“. Bereits 1887 hatte sich Josef Werndl mit dem Problem einer Wohnmöglichkeit für ältere Fabrikarbeiter beschäftigt. 1891, nach seinem Tod, fasste die Waffenfabrik den Plan, eine Unterkunft für diese Mitarbeiter zu schaffen. Das monumentale Gebäude gleicht einer großstädtischen Blockrandbebauung dieser Zeit mit riesigem Innenhof. Der Bau besteht aus zwei dreigeschoßigen L-förmigen trakten und einem leicht zurücktretenden, zentralen, zweigeschoßigen Verbindungstrakt dazwischen. Walmdächer bilden den oberen Abschluss der Seitentrakte, ein Satteldach bedeckt den Mittelteil. Über acht vordere und ebenso viele rückwärtige Eingänge sind die Treppenhäuser betretbar. Die straßenseitigen Fassaden sind ärarisch schlicht, besitzen aufgrund ihrer Monumentalität und Staffelung jedoch repräsentativen Charakter. Die Fassaden sind durch Sockel, Gesimse und Traufgebälk horizontal gegliedert. Die vertikale Gliederung beschränkt sich auf gequaderte Lisenen an den teils gerundeten Gebäudekanten der höheren Bauteile. Akzente setzen die durch Ädikulen gerahmten Türen. Sie sind bekrönt durch innenoffene Segmentbögen, die seitlichen Lisenen besitzen als oberen Abschluss vortretende, von rundem Dekor (Tondo mit Rosette) gezierte Felder. Die zweiflügeligen, gefelderten Türen sind über einige Steinstufen erreichbar. Die Fenster im Erd- und im zweiten Obergeschoß zeigen reich profilierte Faschen mit markantem Keilstein, die Fenster des ersten Obergeschoßes sind reicher gebildet. Zusätzlich zu den profilierten Faschen weisen sie vortretende Parapete und gerade Verdachungen mit Feldern darunter auf. Ein großes Steyr-Werkzeichen sitzt markant in der Fassade. Am Verbindungstrakt sind die Erdgeschoßfenster von geraden Verdachungen bekrönt. Die Hofseite erscheint unruhig und stark gegliedert, einerseits durch die unterschiedliche Höhe der Bauteile (Mittel- und Seitentrakte), andererseits durch die stark vortretenden Treppenhausrisalite. Diese setzen sich auch durch die Durchfensterung ab. Die Fenster sitzen aufgrund des Treppenabsatzes zwischen den Geschoßen, wobei je ein mittleres Doppelfenster von kleinen Abortfenstern gerahmt wird, das oberste Geschoß zeigt eine Reihe von kleinen Fenstern. Die schlichte Wandgliederung besteht aus Gesimsen, einfachen Fensterfaschen, teilweise mit Keilstein oder Mittelbetonung, im ersten Obergeschoß ergänzt durch betonte Parapete in den Fensterachsen. Im Inneren sind die Eingangsbereiche und Stiegenhäuser weitestgehend in ihrem ursprünglichen Zustand erhalten. Auch der Dachstuhl stammt noch aus der Bauzeit. Die Unterschutzstellung bezieht sich auf Außenerscheinung und im Inneren auf die Erschließungsbereiche, die Stiegenhäuser und die Dachkonstruktionen. Stellung unter Denkmalschutz am 18. Juni 2019 | BDA-Hist.: Q105646783 Status: Bescheid Stand der BDA-Liste: 2025-06-30 Name: Arbeiterwohnheim Wehrgrabengasse GstNr.: .837/1 Arbeiterwohnheim Wehrgrabengasse |
| ja   | Datei hochladen | Arbeitersiedlung Werndlgasse (Arbeitersiedlung Eysnfeld) HERIS-ID: 113177 Objekt-ID: 131425seit 2020              | Werndlgasse 1-20 Standort KG: Steyr                             | Teil von „Die patriarchale Industriedenkmalanlage von Josef Werndl und der Österreichischen Waffenfabriksgesellschaft 1870 bis 1920/21“. Die Arbeiterwohnhäuser Werndlgasse Nr. 1-20 wurden 1878 als dritter Teil der Bebauung der Eysninsel errichtet. Die Häuser beidseits der Straße wurden jeweils in zwei Reihen zu je fünf Häusern aneinandergefügt, getrennt durch eine Querstraße. Es handelt sich um jeweils zweigeschoßige, fünfachsige Häuser mit abschließendem mit Satteldach. Die Fassaden zeigen ein zartes profiliertes Geschoß- und ein schlichtes Traufgesims. Die Objekte besitzen eine niedrige Sockelzone mit schmalen querrechteckigen Kellerfensteröffnungen. Mittig situierter Eingang mit originaler zweiflügeliger Eingangstür. Tür- und Fensterfaschen sie sind völlig flach, im Profil hingegen als „Ohrenfaschen“ ausgebildet und im Sturz sowie bei den Obergeschoßfenstern auch an den Seiten mit zusätzlichen Ausbuchungen (Quader im Scherenschnitt) versehen, genauso flach ist die Verdachung über den Obergeschoßfenstern. Alle Fenster zeigen eine Sohlbank, im Obergeschoß auch plattenartig betonte Parapete. Die ebenfalls zu Straßen hin orientierten Rückfassaden, sind beinahe gleich gestaltet. Unterschiedlich ist die niedrigere Eingangstür mit Blendoberlichte. Linkerhand der Mittelachse sitzen in jedem Geschoß kleine quadratische Fenster zur Belüftung des ursprünglich dahinterliegenden Aborts. Rechts davon liegen als Pendant neugotisch ornamentierte „Lüftungsgitter“. Die Seitenfronten der Kopfbauten (Werndlgasse 1, 2, 9, 11, 12) sind mit Blendfenstern versehen. Zwei schmale kleine Fenster im Dreiecksgiebel dienen zur Belichtung des Dachgeschoßes. Die Grünanlagen der ehemaligen Nutzgärten sind ebenfalls noch vorhanden. Im Inneren haben sich bei fast allen Bauten der Flurbereich mit Stiegenhaus und steinerner Treppe sowie der Dachstuhl erhalten. Die beiden ursprünglichen Häuser Werndlgasse 8 und 10 wurden im Zweiten Weltkrieg durch einen Bombentreffer zerstört. 1951 wurden die beiden heute noch bestehenden Gebäude durch die Steyr-Daimler-Puch AG errichtet. Es handelt sich um zwei zweigeschoßige, fünfachsige Gebäude mit abschließendem Satteldach. Der Fassadenrhythmus unterscheidet sich durch die Betonung der Mittelachse mit bauzeitlicher Hauseingangstür, wo die Fensteröffnungen, die obere als runde Luke, zwischen den Geschoßen positioniert sind. Das Stiegenhaus befindet sich an der Vorderseite. Auf dem Dach sitzen kleine Gaupen. Die Giebelfassade von Werndlgasse 10 weist je Geschoß zwei Fensterachsen auf. Die Häuser unterscheiden sich in den Fassaden und durch die Gaupen von den übrigen Häusern der Siedlung, durch die geschlossene zweigeschoßige, fünfachsige Bauform mit Satteldach übernehmen sie jedoch die Grundstruktur der Siedlung und sind Teil dieser. Die Unterschutzstellung bezieht sich auf die Außenerscheinung einschließlich der Grünflächen der ehem. Nutzgärten vor und hinter den Häusern, im Inneren auf die Erschließungsbereiche (Durchgang und Stiegenhaus) und die Dachkonstruktionen. Die Unterschutzstellung der Häuser Werndlgasse 8 und 10 bezieht sich auf Außenerscheinung und die zugehörigen Grünflächen der ehem. Nutzgärten vor und hinter den Häusern. Stellung unter Denkmalschutz am 18. Juni 2019 | BDA-Hist.: Q105647004 Status: Bescheid Stand der BDA-Liste: 2025-06-30 Name: Arbeitersiedlung Werndlgasse (Arbeitersiedlung Eysnfeld) GstNr.: .278/118, .278/119, .278/117, 426/46, 426/47, 426/48, .278/120, 426/53, 426/54, .278/121, 426/55, 426/56, .278/122, 426/57, 426/58, 426/59, .278/110, 426/36, 426/37, .278/101, 426/16, 426/17, 426/18, .278/102, 426/19, 426/20, .278/103, 426/21, 426/22, .278/104, 426/23, 426/24, .278/105, 426/25, 426/26, 426/82, .278/106, 426/27, 426/28, 426/29, .278/107, 426/30, 426/31, .278/108, 426/32, 426/33, .278/109, 426/34, 426/35, .278/113, 426/39, 426/77, .278/114, 426/40, 426/41, .278/115, 426/42, 426/43, .278/116, 426/44, 426/45, 426/49, 426/50, .278/120, 426/53, 426/54, .278/121, 426/55, 426/56, .278/122, 426/57, 426/58, 426/59 Arbeitersiedlung Werndlgasse, Steyr |
| ja   | Datei hochladen | Ehem. Kammerhofer’sche Ausspeisungen HERIS-ID: 113178 Objekt-ID: 131426seit 2020                                  | Werndlgasse 21 Standort KG: Steyr                               | Teil von „Die patriarchale Industriedenkmalanlage von Josef Werndl und der Österreichischen Waffenfabriksgesellschaft 1870 bis 1920/21“. Der Fleischermeister Anton Kammerhofer1 baute 1878 ein größeres Gebäude an das Haus Werndlgasse 19 an. Josef Werndl stellte den Bauplatz zur Verfügung. Bei dem Bau handelt es sich um ein als „Ausspeisung“ bezeichnetes Gebäude, eine Art günstiger Gastronomiebetrieb für ärmere Bevölkerungsschichten. Der Bau bildet den östlichen Kopfbau der Reihe von Arbeiterwohnhäusern Werndlgasse 11, 13, 15, 17 und 19. Bei dem Haus handelt es sich um einen zweigeschoßigen, kubischen Bau mit einseitigem Walmdach sowie überhöhtem Mittelrisalit mit Giebelabschluss. Das Gebäude ist deutlich höher und breiter als die Arbeiterwohnhäuser und besitzt zur Werndlgasse hin sechs Fensterachsen. Das segmentbogenförmige, scharf in die Mauerfläche geschnittene Portal sitzt in der östlichsten Fensterachse. Aufgrund der seitlichen Lage des Haupteingangs, befinden sich auch ebenerdig im Mittelrisalit zwei Fenster. Die Fensterparapete des Obergeschoßes sind gefeldert, in das Traufgebälk ist eine breite Frieszone eingefügt, die den Parapeten im Mittelrisalit angeglichen ist, seitlich dagegen quadratische Lüftungsöffnungen zeigt. Der Mittelrisalit steigt über die Traufhöhe und hat unter dem Giebelabschluss faschengerahmte Rundbogenfenster, darüber ein kleines Rundfenster. Die horizontal gliedernden Elemente wurden auch an der rückwärtigen Nordfassade fortgeführt. Die Fensterachsen sind hier unregelmäßig gesetzt. Geschoßübergreifende Fenster außerhalb der Mittelachse zeigen das dahinterliegende Stiegenhaus an. Auf geputzte Faschen bei den Fenstern wurde verzichtet. Ein segmentbogenförmiges steingerahmtes Portal findet sich in der äußerst rechten Fensterachse. Auch dieser Bau hatte die für die Siedlung typischen vorgelagerten Nutzgärten. Die Unterschutzstellung bezieht sich auf die Außenerscheinung des Gebäudes mit Ausnahme des kleinen neuzeitlichen Zubaus und auf die Grünflächen der ehem. Nutzgärten vor und hinter dem Haus. Stellung unter Denkmalschutz am 18. Juni 2019 | BDA-Hist.: Q105647005 Status: Bescheid Stand der BDA-Liste: 2025-06-30 Name: Ehem. Kammerhofer’sche Ausspeisungen GstNr.: .278/111, 428/6, 428/8 |
| ja   | Datei hochladen | Beamtenwohnhaus HERIS-ID: 113179 Objekt-ID: 131427seit 2020                                                       | Werndlgasse 22 Standort KG: Steyr                               | Teil von „Die patriarchale Industriedenkmalanlage von Josef Werndl und der Österreichischen Waffenfabriksgesellschaft 1870 bis 1920/21“. Das Haus Werndlgasse 22 ist das letzte Objekt, das im Rahmen der Bebauung der Eysninsel 1889 errichtet wurde. Das Gebäude ist der östlichste Kopfbau am Ende der Häuserzeile Werndlgasse 12, 14, 16, 18und 20. Es stellt in seiner Dimension und Ausformung das Pendant zur gegenüberliegenden Kammerhofer`schen Ausspeisung, Werndlgasse 21, dar. Das siebenachsige Gebäude besitzt zwei Geschoße, mit je einem drei Fensterachsen umfassenden Mittelrisalit an der Nord- und Südfassade. Das Dach ist einseitig abgewalmt. Der Mittelrisalit an der nördlichen Hauptfront ist nochmals durch einen mittigen Vorsprung akzentuiert, hier befindet sich ebenerdig das über drei Stufen zu erreichende, hohe Rundbogenportal. Dieses ist durch eine profilierte Fasche mit zentralem Keilstein gerahmt. Die originale, gefelderte, zweiflügelige Holztür hat eine Glasoberlichte. Das Erdgeschoß ist gebändert und an den Gebäudekanten durch plastische Quader betont. Ein mehrfach profilierte Kordongesims trennt die beiden Geschoße. Im Obergeschoß umfasst eine breite Ädikularahmung mit Segmentbogengiebel das Mittelfenster. Die Fenster werden durch vortretende Parapete, Sohlbänke, gerade Überdachungen und profilierte Ohrenfaschen betont. Das Gebälk zeigt eine hohe Frieszone, die als Mezzanin ausgebildet und mit querrechteckigen Fenstern mit Ohrenfaschen versehen ist. Die schmälere Westfassade weist zwei Fensterachsen auf. Dazwischen befindet sich im Obergeschoß eine dekorative Steinkartusche mit Inschrift: „Zur Erinnerung an die Übung der freiwilligen Waffenfabriks Feuerwehr bei Allerhöchster Anwesenheit Sr. Majestät des Kaisers Franz Josef I am 23 August 1880“ Unterhalb wurde später das Werkzeichen der Steyr-Werke angebracht. Im Inneren finden sich im Flur noch bauzeitliche Zementgussfliesen in Rot und Grau sowie die steinerne, gerade, zweiläufige Treppe mit Richtungswechsel. Aufwendig gestaltet ist das schmiedeeiserne Geländer mit hölzernem Handlauf. Quadratische Pfeiler mit angeflachten Ecken tragen zur Höhenwirkung des Stiegenhauses bei. Der Dachstuhl ist original erhalten. Die Unterschutzstellung bezieht sich auf die Außenerscheinung des Gebäudes, im Inneren auf den Flur- und Stiegenhausbereich, sowie auf die Dachkonstruktion, sowie auf die zugehörigen Grünflächen der ehem. Nutzgärten vor den drei Fassaden des Hauses. Stellung unter Denkmalschutz am 18. Juni 2019 | BDA-Hist.: Q105647008 Status: Bescheid Stand der BDA-Liste: 2025-06-30 Name: Beamtenwohnhaus GstNr.: .1249, 427/1 Werndlgasse 22 (Steyr) |
| ja   | Datei hochladen | Mariensäule, sog. Messererkreuz HERIS-ID: 108153 Objekt-ID: 125563                                                | gegenüber Wieserfeldplatz 15 Standort KG: Steyr                 | Barocke Pestsäule aus dem Jahre 1715, auf hohem Sockel. Mittig auf der hohen Säule Marienfigur, seitlich wird die Säule von den Pestheiligen Sebastian und Rochus flankiert, die auf geschwungenen Sockeln stehen. Neben den Heiligen, auf separaten Sockeln stehend je eine Puttofigur. Die Figurengruppe wurde 1848 von der Gleinker Gasse auf den Wieserfeldplatz versetzt. Aus dieser Zeit stammt auch die Umfassung, bestehend aus Pfeilern und schmiedeeisernem Gitter. Datum der Unterschutzstellung: 31. Dezember 2009 | BDA-Hist.: Q37812156 Status: § 2a Stand der BDA-Liste: 2025-06-30 Name: Mariensäule, sog. Messererkreuz GstNr.: 1395/5 Steyr Wieserfeldplatz Messererkreuz |
| ja   | Datei hochladen | Bürgerhaus, Handwerkerhaus HERIS-ID: 38702 Objekt-ID: 38287                                                       | Wieserfeldplatz 4 Standort KG: Steyr                            | Ehemaliges Wohn- und Handwerkerhaus, im Kern aus dem 2. Drittel des 16. Jahrhunderts stammend. Nach Stadtbrand 1842 aufgestockt. Zweigeschoßiger sechsachsiger traufständiger Bau. Biedermeierliche Putzfassade, Erdgeschoß gebändert, biedermeierliches Oberlichtportal mit Voluten, bezeichnet mit „1845“, beschlagenes Türblatt. Über der Tür Haussegensbild. Obergeschoß Pilaster mit Kämpferfaschen, Stuckfelder über und unter den Fenstern mit Schabrackengehängen. Kranzgesimse. Hinterhaus aus dem 19. Jahrhundert stammend. Daten der Unterschutzstellung: 22. September 1974; 13. März 1986 (Ensemble Steyrdorf) | BDA-Hist.: Q37983347 Status: Bescheid Stand der BDA-Liste: 2025-06-30 Name: Bürgerhaus, Handwerkerhaus GstNr.: .622 |
| ja   | Datei hochladen | Wohnhaus, Bürgerhaus mit Turm HERIS-ID: 45090 Objekt-ID: 45988                                                    | Wieserfeldplatz 5 Standort KG: Steyr                            | Ehemaliger, nach 1478 errichteter Turm der Stadtbefestigung von Steyrdorf, im 18., 19. Jahrhundert zu einem dreigeschoßigen Wohnhaus umgebaut. Im Süden anschließend gleich hohes dreigeschoßiges traufständiges Wohnhaus auf unregelmäßiger Parzelle mit eingeschoßigen aus dem 18. Jahrhundert stammenden Hofflügeln. Der Wohnbau mit drei unregelmäßig angeordneten Fensterachsen in den Obergeschoßen, der Rundturm im ersten Obergeschoß zwei-, im zweiten Obergeschoß dreiachsig. Die Fenster mit schlichten Umrahmungen. Neuverputzte glatte Fassaden, lediglich die Gebäudekanten werden durch vertikale Putzbänder betont. Fassadenabschluss durch profiliertes Traufgesims, darüber Flachdach. Datum der Unterschutzstellung: 13. März 1986 (Ensemble Steyrdorf) | BDA-Hist.: Q38013130 Status: Bescheid Stand der BDA-Liste: 2025-06-30 Name: Wohnhaus, Bürgerhaus mit Turm GstNr.: .542/2, .550 |
| ja   | Datei hochladen | Bürgerhaus, Handwerkerhaus HERIS-ID: 38703 Objekt-ID: 38288                                                       | Wieserfeldplatz 6 Standort KG: Steyr                            | Wohn- und Handwerkerhaus, im Kern aus dem 16. Jahrhundert stammend. Nach Brand 1842 Aufstockung. Zweigeschoßiger sechs- bzw. siebenachsiger traufständiger Bau. Schlichte biedermeierliche Fassade nach 1842. Die beiden Mittelachsen des Erdgeschoßes durch einen seichten gequaderten Portalblock mit Rundbogenöffnungen zusammengefasst, links Zugang mit strahlenförmiger Oberlichte. Obergeschoß durch Pilaster gegliedert. Dach mit drei stehenden Blechgaupen. Hinterhaus Daten der Unterschutzstellungen: 22. September 1974; 13. März 1986 (Ensemble Steyrdorf) | BDA-Hist.: Q37983356 Status: Bescheid Stand der BDA-Liste: 2025-06-30 Name: Bürgerhaus, Handwerkerhaus GstNr.: .623/1 |
| ja   | Datei hochladen | Bürgerhaus HERIS-ID: 56921 Objekt-ID: 66550                                                                       | Wieserfeldplatz 8 Standort KG: Steyr                            | Dreigeschoßiges sechsachsiges traufständiges Bürgerhaus mit abschließendem Satteldach über hakenförmigem Grundriss, im Kern aus dem 16. Jahrhundert stammend. Unregelmäßige Achsaufteilung, Aufstockung im 20. Jahrhundert. Schlichte Fassadengestaltung, die beiden Fenster sowie die drei Auslagenöffnungen des Erdgeschoßes mit Stabfaschenumrahmungen. Das in der dritten Achse von links situierte eckige Hausportal mit biedermeierlichem Steingewände mit Oberlichte und eisenbeschlagenem Türblatt mit Rautenmotiv. Profiliertes Kordongesims zwischen Erd- und erstem Obergeschoß. Die Fenster der Obergeschoße ebenfalls stabfaschengerahmt. Datum der Unterschutzstellung: 24. April 1996 (Ensemble Steyrdorf) | BDA-Hist.: Q38074135 Status: Bescheid Stand der BDA-Liste: 2025-06-30 Name: Bürgerhaus GstNr.: .624/1 |
| ja   | Datei hochladen | Bürgerhaus, Handwerkerhaus HERIS-ID: 45091 Objekt-ID: 45989                                                       | Wieserfeldplatz 10 Standort KG: Steyr                           | Zweigeschoßiges traufständiges Wohn- und Handwerkerhaus mit abschließendem Satteldach über querrechteckigen Grundriss, im Kern aus dem 2. Drittel des 16. Jahrhunderts stammend, sowie schmales im 19. Jahrhundert errichtetes Hinterhaus. Fassade Wieserfeldplatz sechsachsig, Erdgeschoß neuzeitlich verändert. In der zweiten Achse von rechts segmentbogiges Sandsteinportal mit einfacher Profilierung. Die sonstigen Öffnungen mit schlichten Umrahmungen. Fassadengestaltung des Obergeschoßes aus dem 2. Drittel des 19. Jahrhunderts. Zart profiliertes Kordongesims zwischen den Geschoßen, die Gebäudeecken durch geputzte Ortsteine betont. Zwischen den einzelnen regelmäßig angeordneten Fensteröffnungen Pilaster, Fassadenabschluss durch reich profiliertes Traufgesims. Datum der Unterschutzstellung: 13. März 1986 (Ensemble Steyrdorf) | BDA-Hist.: Q38013140 Status: Bescheid Stand der BDA-Liste: 2025-06-30 Name: Bürgerhaus, Handwerkerhaus GstNr.: .625/1 |
| ja   | Datei hochladen | Bürgerhaus, Handwerkerhaus HERIS-ID: 45092 Objekt-ID: 45990                                                       | Wieserfeldplatz 12 Standort KG: Steyr                           | Zweigeschoßiges sechsachsiges traufständiges Wohn- und Handwerkerhaus mit abschließendem Satteldach, im Kern aus dem 2. Drittel des 16. Jahrhunderts stammend, mit schmalem rechtsseitigem Hofflügel und im späten 19. Jahrhundert errichteten schmalem Hinterhaus. Spätbiedermeierliche Fassadengestaltung nach Stadtbrand 1842. Glatt verputztes Erdgeschoß. In der dritten Achse von rechts nachbarockes Portalgewände mit Voluten und vergitterter Oberlichte aus der Zeit nach 1842. Reich beschlagenes Biedermeiertor mit Rosetten, Muschel- und Rhombenmotiv. Die Fenster mit einfachen Umrahmungen und mit biedermeierlichen Fenstergittern. Zart profiliertes Kordongesims zwischen den Geschoßen. Jalousienbänderung im Obergeschoß, die sechs regelmäßig angeordneten Fensteröffnungen mit einfachen Umrahmungen. Fassadenabschluss durch reich profiliertes Kordongesims. Datum der Unterschutzstellung: 13. März 1986 (Ensemble Steyrdorf) | BDA-Hist.: Q38013159 Status: Bescheid Stand der BDA-Liste: 2025-06-30 Name: Bürgerhaus, Handwerkerhaus GstNr.: .626 |
| ja   | Datei hochladen | Bürgerhaus, Handwerkerhaus HERIS-ID: 45093 Objekt-ID: 45991                                                       | Wieserfeldplatz 14 Standort KG: Steyr                           | Zweigeschoßiges fünfachsiges traufständiges Wohn- und Handwerkerhaus mit abschließendem Satteldach, im Kern aus dem 2. Drittel des 16. Jahrhunderts stammend, mit kleinen seitlichen Hofbauten und schmalem Hinterhaus. Fassade Wieserfeldplatz nach Stadtbrand 1842 bzw. aus dem späten 19. Jahrhundert. Erdgeschoß glatt verputzt, die Gebäudekanten durch Putzquader betont. Mittig situiertes nachbarockes Sandsteinportalgewände mit Voluten aus der Zeit nach 1842. Die beiden Fenster sowie das Garagentor mit schlichter Umrahmung. Zwischen den Geschoßen Kordonband bestehend aus zwei zart profilierten Gesimsen. Obergeschoßfassade rieselverputzt. Betonung der Gebäudekanten durch Putzquader, die Mittelachse seitlich durch je ein vertikales Putzband hervorgehoben. Die Fenster mit aufwendigeren späthistoristischen Umrahmungen in Form von Ohrenfaschen, aufwendig gestaltete Keilsteine sowie einfache Parapetfelder. Fassadenabschluss durch reich profiliertes Traufgesims. Datum der Unterschutzstellung: 13. März 1986 (Ensemble Steyrdorf) | BDA-Hist.: Q38013169 Status: Bescheid Stand der BDA-Liste: 2025-06-30 Name: Bürgerhaus, Handwerkerhaus GstNr.: .630 |
| ja   | Datei hochladen | Bürgerhaus, Handwerkerhaus HERIS-ID: 45094 Objekt-ID: 45992                                                       | Wieserfeldplatz 15 Standort KG: Steyr                           | Zweigeschoßiges, zum Wieserfeldplatz traufständiges, von der Giebelseite her aufgeschlossenes Eckhaus mit kleinem Hof. Ehemaliges Wohn- und Handwerkerhaus, im Kern aus dem 2. Drittel des 16. Jahrhunderts stammend. Im 3. Viertel des 20. Jahrhunderts Reduzierung der Fassade sowie Einbau querrechteckiger Fenster im Obergeschoß. 2008 Rückbau der Fenstergrößen sowie Rekonstruktion der Giebelfassade nach historischen Photographien. Schlichte Längsfassade mit je sechs unregelmäßig angeordneten Fenstern in beiden Geschoßen, Fassadenabschluss durch reich profiliertes Traufgesims. Querfassade im Erd- und Obergeschoß genutet. Erdgeschoß dreiachsig, links rundbogiges Sandsteinportal, rundbogige Putzfasche über dem Portal sowie über den beiden anschließenden Fenstern. Zartes vertikales Profil im Sturzbereich. Kräftiger profiliertes Kordongesims zwischen den Geschoßen. Die beiden Fenster des Obergeschoßes mit schlichten Umrahmungen. Zarte Vertikalgesimse im Parapetbereich sowie zum Giebelgeschoß hin. Giebelgeschoß einachsig, rieselverputzt, der wellige Fassadenabschluss nach Stadtbrand 1842 entstanden. Datum der Unterschutzstellung: 13. März 1986 (Ensemble Steyrdorf) | BDA-Hist.: Q38013179 Status: Bescheid Stand der BDA-Liste: 2025-06-30 Name: Bürgerhaus, Handwerkerhaus GstNr.: .619 |
| ja   | Datei hochladen | Bürgerhaus, Handwerkerhaus HERIS-ID: 45095 Objekt-ID: 45993                                                       | Wieserfeldplatz 16 Standort KG: Steyr                           | Zweigeschoßiges traufständiges fünfachsiges Wohn- und Handwerkerhaus über querrechteckigem Grundriss mit abschließendem Satteldach, im Kern aus dem 2. Drittel des 16. Jahrhunderts stammend, mit schmalen im 19. Jahrhundert errichteten Hofbauten. Glatt verputzte, äußerst schlichte erneuerte Fassade. Erdgeschoß mit mittig situiertem eckigen Portal mit einfach profiliertem Steingewände. Rechts zweiflügeliges eckiges Tor. Sämtliche Öffnungen mit schlichten Putzumrahmungen. Zwischen den beiden Geschoßen einfaches vertikales Putzband. Die fünf regelmäßigen Fensteröffnungen des Obergeschoßes mit schlichten Putzumrahmungen. Fassadenabschluss durch reich profiliertes Traufgesims. Datum der Unterschutzstellung: 13. März 1986 (Ensemble Steyrdorf) | BDA-Hist.: Q38013186 Status: Bescheid Stand der BDA-Liste: 2025-06-30 Name: Bürgerhaus, Handwerkerhaus GstNr.: .631 |
| ja   | Datei hochladen | Pfarrkindergarten HERIS-ID: 56922 Objekt-ID: 66551                                                                | Wieserfeldplatz 18, 20 Standort KG: Steyr                       | Dreigeschoßiges traufständiges elfachsiges Bürgerhaus mit abschließendem Satteldach, anstelle von zwei ehemaligen Handwerkerhäusern um 1900 errichtet. Späthistoristische Fassadengestaltung. Im Erdgeschoß acht rundbogige Öffnungen, diese bis auf die beiden Äußeren faschen- bzw. stabfaschengerahmt. Profiliertes Kordongesims zum Obergeschoß. Die Obergeschoße durch Faschen vertikal gegliedert, die einerseits jeweils neben den äußersten Achsen sowie den beiden Mittelachsen situiert sind. Somit ergibt sich links ein dreiachsiger und rechts ein vierachsiger Abschnitt. Vertikale Gliederung durch Sohlbankgesimse sowie durch Gesimse im Sturzbereich in beiden Geschoßen. Im ersten Obergeschoß jeweils Putzfelder im Parapet- sowie im Sturzbereich. Fassadenabschluss durch reich profiliertes Kordongesims. Datum der Unterschutzstellung: 24. April 1996 (Ensemble Steyrdorf) | BDA-Hist.: Q38074144 Status: Bescheid Stand der BDA-Liste: 2025-06-30 Name: Pfarrkindergarten GstNr.: .633/1 |
| ja   | Datei hochladen | Bürgerhaus HERIS-ID: 56923 Objekt-ID: 66552                                                                       | Wieserfeldplatz 18a Standort KG: Steyr                          | Hinterhaus zu Wieserfeldplatz 18, 20. Hofseitig drei-, gassenseitig zweigeschoßiger traufständiger Pfarrkindergarten über leicht geknicktem Grundriss mit abschließendem Satteldach, aus der 2. Hälfte des 19. Jahrhunderts stammend. Gassenseitige Fassade achtachsig, die hohen eckigen Fenster mit Ohrenfaschenumrahmungen, Sohlbankgesimsen und geraden Verdachungen. Profiliertes Kordongesims zwischen den Geschoßen. Die Fenster des Obergeschoßes zusätzlich im Parapetbereich mit eckigem Putzfeld. Fassadenabschluss durch profiliertes Traufgesims. In der äußerst linken Achse Stiegenhaus. Hier über dem eckigen Portal sowie über den einfachen rahmenlosen zwischen den Geschoßen situierten Fenstern profilierte gerade Verdachungen. Hofseitige Fassade zehnachsig, die Fenster des Erdgeschoßes ohrenfaschengerahmt. Zwischen den Geschoßen profilierte Kordongesimse. Die Fenster der Obergeschoße ebenfalls ohrenfaschengerahmt, gerade geputzt angedeutete Verdachungen sowie Parapetfelder die bis an die Kordongesimse reichen. Die rechten beiden Achsen eng beieinanderliegend. Datum der Unterschutzstellung: 24. April 1996 (Ensemble Steyrdorf) | BDA-Hist.: Q38074151 Status: Bescheid Stand der BDA-Liste: 2025-06-30 Name: Bürgerhaus GstNr.: .632/2 |
| ja   | Datei hochladen | Bürgerhaus, Handwerkerhaus HERIS-ID: 45096 Objekt-ID: 45994                                                       | Wieserfeldplatz 19 Standort KG: Steyr                           | Repräsentativ gestaltetes zweigeschoßiges traufständiges Wohn- und Handwerkerhaus mit abschließendem Satteldach. Erdgeschoß sechs-, Obergeschoß fünfachsig. Der Mittelteil mit Dreiecksgiebel springt risalitartig leicht vor. Mittelrisalit mit stabartig aufgelöster historisierender Faschenrahmung zusammengefasst, wobei durch eine Dreiergruppe von gekuppelten Rundbogenfenstern mit bekrönender Keilsteinfassung im Obergeschoß ein zusätzlicher Mittelakzent entsteht. Im Giebelscheitel Oculus mit Sternvergitterung. Fenster mit Rahmungen mit Eckohren bzw. Eckrundungen im Obergeschoß. Die Steingewände von Wagenfahrt und Hausportal den erdgeschoßigen Fensterrahmungen angeglichen. Fassadenabschluss durch reich profiliertes Kranzgesims. Im Hof Schuppen und Holzveranda. Datum der Unterschutzstellung: 13. März 1986 (Ensemble Steyrdorf) | BDA-Hist.: Q38013196 Status: Bescheid Stand der BDA-Liste: 2025-06-30 Name: Bürgerhaus, Handwerkerhaus GstNr.: .615 |
| ja   | Datei hochladen | Bürgerhaus, Handwerkerhaus HERIS-ID: 45097 Objekt-ID: 45995                                                       | Wieserfeldplatz 21 Standort KG: Steyr                           | Zweigeschoßiges siebenachsiges traufständiges Wohn- und Handwerkerhaus, im Kern aus dem 2. Drittel des 16. Jahrhunderts stammend, mit schmalem zweigeschoßigem Hoftrakt aus der 2. Hälfte des 19. Jahrhunderts. Putzfassade Wieserfeldplatz mit Faschenrahmung, Erdgeschoßgestaltung nach Stadtbrand von 1842 mit Schuppenbänderung und schlichter Umrahmung der Fenster mit Keilstein. In der dritten Achse von links nachbarockes Portalgewände mit Voluten und vergitterter Oberlichte, biedermeierliches Türblatt. Das verputzte Obergeschoß mit kräftigen Fensterfaschen mit Eckohren und Keilstein aus der Zeit um 1900. Fassadenabschluss durch profiliertes Traufgesims. Satteldach mit drei stehenden giebelständigen Belichtungsgaupen, jene im Bereich des Firstes gemauert. Datum der Unterschutzstellung: 13. März 1986 (Ensemble Steyrdorf) | BDA-Hist.: Q38013205 Status: Bescheid Stand der BDA-Liste: 2025-06-30 Name: Bürgerhaus, Handwerkerhaus GstNr.: .613 |
| ja   | Datei hochladen | Bürgerhaus, Handwerkerhaus HERIS-ID: 45098 Objekt-ID: 45996                                                       | Wieserfeldplatz 22 Standort KG: Steyr                           | Zweigeschoßiges traufständiges sechsachsiges Wohn- und Handwerkerhaus auf hakenförmigem Grundriss, im Kern aus dem 2. Drittel des 16. Jahrhunderts stammend, mit kleinem Hinterhaus. Biedermeierliche Fassadengestaltung nach Stadtbrand 1842. Betonung der Gebäudekanten durch je eine vertikale Putzfasche. Erdgeschoß jalousiengebändert. In der dritten Achse von rechts nachbarockes Portalgewände mit vergitterter Oberlichte und Voluten und beschlagenem Biedermeiertor. Die Fenster mit rundbogigen Fensterblendrahmungen mit Tympanonfächern. Zart profiliertes Kordongesims zwischen den Geschoßen. Obergeschoß rieselverputzt, die Fenster mit profilierten Faschenrahmen. Fassadenabschluss durch profiliertes Kranzgesims. Über dem Eingang Inschriftentafel, bezugnehmend auf das ehemals hier untergebrachte Graf-Philipp-Lamberg-Kinderspital, errichtet 1899. Datum der Unterschutzstellung: 13. März 1986 (Ensemble Steyrdorf) | BDA-Hist.: Q38013214 Status: Bescheid Stand der BDA-Liste: 2025-06-30 Name: Bürgerhaus, Handwerkerhaus GstNr.: .633/2 |
| ja   | Datei hochladen | Bürgerhaus HERIS-ID: 56924 Objekt-ID: 66553                                                                       | Wieserfeldplatz 24 Standort KG: Steyr                           | Zweigeschoßiges traufständiges siebenachsiges ehemaliges Wohn- und Handwerkerhaus mit abschließendem Satteldach. Fassadengestaltung nach Stadtbrand 1842, in reduzierter Form erhalten. Betonung der Gebäudekanten durch Ortsteinquaderung, Kordonband zwischen den Geschoßen. Im Erdgeschoß mittig Rundbogenportal mit Stabfaschenrahmung. Rechts des Portales rezenter eckiger Auslagenbereich, die beiden Fenster links des Portals mit genuteten Umrahmungen. Die regelmäßig angeordneten Fenster des Obergeschoßes mit Stabfaschenumrahmungen. Fassadenabschluss durch reich profiliertes biedermeierliches Traufgesims. Datum der Unterschutzstellung: 24. April 1996 (Ensemble Steyrdorf) | BDA-Hist.: Q38074158 Status: Bescheid Stand der BDA-Liste: 2025-06-30 Name: Bürgerhaus GstNr.: .636 |
| ja   | Datei hochladen | Bürgerhaus HERIS-ID: 56925 Objekt-ID: 66554                                                                       | Wieserfeldplatz 25 Standort KG: Steyr                           | Zweigeschoßiges traufständiges fünfachsiges ehemaliges Wohn- und Handwerkerhaus mit abschließendem Satteldach. Fassadengestaltung nach Stadtbrand von 1842. Betonung der Gebäudekanten durch Ecklisenen, Kordonfasche zwischen den Geschoßen. In der zweiten Achse von links rechteckiges Hausportal mit schlichtem Steingewände. Die Fenster des Erdgeschoßes faschengerahmt. Im Obergeschoße flache Fensterumrahmungen mit Putzplatten im Parapetbereich. Fassadenabschluss durch reich profiliertes Traufgesims. Im Hof situiertes Schuppengebäude. Datum der Unterschutzstellung: 24. April 1996 (Ensemble Steyrdorf) | BDA-Hist.: Q38074163 Status: Bescheid Stand der BDA-Liste: 2025-06-30 Name: Bürgerhaus GstNr.: .610 |
| ja   | Datei hochladen | Bürgerhaus HERIS-ID: 56926 Objekt-ID: 66555                                                                       | Wieserfeldplatz 26 Standort KG: Steyr                           | Zweigeschoßiges zum Wieserfeldplatz hin traufständiges achtachsiges ehemaliges Wohn- und Handwerkerhaus über T-förmigen Grundriss mit abschließendem Satteldach. Die schlichte Fassadengestaltung auf das 19. Jahrhundert zurückgehend. Die rieselverputzten Fassaden durch vertikale Faschen an den Gebäudeecken sowie durch horizontale Faschen zwischen den Geschoßen gegliedert. Im Erdgeschoß fünf größere rund- bzw. segmentbogige Öffnungen sowie drei kleine eckige Fensteröffnungen. Diese Öffnungen weisen so wie die acht regelmäßig angeordneten Fenster des Obergeschoßes Stabfaschenumrahmungen auf. Fassadenabschluss durch Hohlkehle. Die der Zachhubergasse zugewandte Giebelseite bis auf je zwei kleinformatige stabfaschengerahmte Fenster im nördlichen Fassadenbereich öffnungslos ausgeführt. Datum der Unterschutzstellung: 24. April 1996 | BDA-Hist.: Q38074171 Status: Bescheid Stand der BDA-Liste: 2025-06-30 Name: Bürgerhaus GstNr.: .637/1 |
| ja   | Datei hochladen | Bürgerhaus HERIS-ID: 56927 Objekt-ID: 66556                                                                       | Wieserfeldplatz 27 Standort KG: Steyr                           | Zweigeschoßiges traufständiges vierachsiges ehemaliges Wohn- und Handwerkerhaus mit abschließendem Satteldach, im Kern aus dem 2. Drittel des 16. Jahrhunderts stammend, mit stark veränderter Spätbiedermeierfassade aus der Zeit nach dem Stadtbrand 1842. Die linke Gebäudekante durch eine vertikale Fasche betont. Im Erdgeschoß die beiden rechten Achsen, Fenster und rechteckiges Portal, stabfaschengerahmt. Die beiden linken Achsen, Garagentor und rechteckiges Portal lediglich mit gemalter Umrahmung. Reich profiliertes Kordongesims zwischen den Geschoßen. Die vier regelmäßig angeordneten Fenster des Obergeschoßes stabfaschengerahmt. Fassadenabschluss durch reich profiliertes Traufgesims. Hofseitig zweigeschoßiger zweiachsiger Mittelrisalit mit Walmdach. Datum der Unterschutzstellung: 24. April 1996 (Ensemble Steyrdorf) | BDA-Hist.: Q38074181 Status: Bescheid Stand der BDA-Liste: 2025-06-30 Name: Bürgerhaus GstNr.: .609 |
| ja   | Datei hochladen | Bürgerhaus, Handwerkerhaus HERIS-ID: 45099 Objekt-ID: 45997                                                       | Wieserfeldplatz 29 Standort KG: Steyr                           | Zweigeschoßiges zum Wieserfeldplatz traufständiges Eckhaus. Das ehemalige Wohn- und Handwerkerhaus mit abschließendem Satteldach stammt im Kern aus dem 2. Drittel des 16. Jahrhunderts. Schlichte Fassadengestaltung nach Stadtbrand 1842. Rieselverputzte neunachsige Fassade zum Wieserfeldplatz. Betonung der Gebäudekanten durch horizontale Putzfaschen, vertikale Putzfasche zwischen den Geschoßen. Erdgeschoß verändert mit nun vier eckigen Toren, in der zweiten Achse von rechts nachbarockes Portalgewände mit Voluten, bezeichnet „18 JA 41 G 42“. Die unregelmäßig angeordneten Fenster des Obergeschoßes mit einfachen Umrahmungen. Fassadenabschluss durch reich profiliertes Kranzgesims. Die dreiachsige Fassade in der Zachhubergasse glattverputzt und faschengerahmt. Die Fenster des Ober- sowie des zweiachsigen Giebelgeschoßes mit einfachen Umrahmungen. Datum der Unterschutzstellung: 13. März 1986 (Ensemble Steyrdorf) | BDA-Hist.: Q38013225 Status: Bescheid Stand der BDA-Liste: 2025-06-30 Name: Bürgerhaus, Handwerkerhaus GstNr.: .606/1 |
| ja   | Datei hochladen | Bürgerhaus HERIS-ID: 56928 Objekt-ID: 66557                                                                       | Wieserfeldplatz 30 Standort KG: Steyr                           | Zweigeschoßiges siebenachsiges traufständiges ehemaliges Wohn- und Handwerkerhaus mit abschließendem Satteldach. Schlichte erneuerte Fassadengestaltung, Betonung der rechten Gebäudekante durch Fasche, Kordonfasche zwischen den Geschoßen. In der zweiten Achse von rechts rechteckiges Portal. Dieses sowie die Fenster des Erdgeschoßes mit einfachen Faschenumrahmungen. Die Fenster des Obergeschoßes stabfaschengerahmt. Fassadenabschluss durch reich profiliertes Traufgesims. Datum der Unterschutzstellung: 24. April 1996 (Ensemble Steyrdorf) | BDA-Hist.: Q38074189 Status: Bescheid Stand der BDA-Liste: 2025-06-30 Name: Bürgerhaus GstNr.: .639/2 |
| ja   | Datei hochladen | Bäckerei HERIS-ID: 56929 Objekt-ID: 66558                                                                         | Wieserfeldplatz 33 Standort KG: Steyr                           | Zweigeschoßiges traufständiges sechsachsiges Bürgerhaus mit abschließendem Satteldach, zumindest aus dem 17. Jahrhundert stammend. Fassadengestaltung nach Stadtbrand 1842. Erdgeschoß mit Putzquaderung, in der vierten Achse von links rundbogiges stabfaschengerahmtes Hausportal. Die Fenster sowie die eckige Türöffnung mit schlichten Umrahmungen. Zart profiliertes Kordongesims zwischen den Geschoßen. Das Obergeschoß mit Ortsteinquaderung an den Gebäudeecken. Die regelmäßig angeordneten Fensteröffnungen mit Stabfaschenumrahmungen. Fassadenabschluss durch reich profiliertes Traufgesims. Datum der Unterschutzstellung: 24. April 1996 (Ensemble Steyrdorf) | BDA-Hist.: Q38074199 Status: Bescheid Stand der BDA-Liste: 2025-06-30 Name: Bäckerei GstNr.: .604 |
| ja   | Datei hochladen | Bürgerhaus, Handwerkerhaus HERIS-ID: 45100 Objekt-ID: 45998                                                       | Wieserfeldplatz 34 Standort KG: Steyr                           | Zweigeschoßiges achtachsiges traufständiges Wohn- und Handwerkerhaus mit Satteldach über rechteckigem Grundriss, im Kern aus dem 2. Drittel des 16. Jahrhunderts stammend. Biedermeierliche Fassadengestaltung nach Stadtbrand 1842. Betonung der Gebäudekanten durch horizontale Putzfaschen, vertikale Putzfasche zwischen den Geschoßen. Erdgeschoß jalousiengebändert. Die drei vergrößerten Fensteröffnungen des Erdgeschoßes sowie das Portal um 1900 verändert. Fenster sowie das Portal in der dritten Achse von links mit schlichten Umrahmungen. Eckiges Hausportal in der dritten Achse von rechts mit profiliertem Steingewände und späthistoristischem Türblatt. Obergeschoß rieselverputzt, die acht Fensteröffnungen mit schlichten genuteten Putzumrahmungen. Fassadenabschluss durch profiliertes Kranzgesims. Datum der Unterschutzstellung: 13. März 1986 (Ensemble Steyrdorf) | BDA-Hist.: Q38013236 Status: Bescheid Stand der BDA-Liste: 2025-06-30 Name: Bürgerhaus, Handwerkerhaus GstNr.: .640/1 |
| ja   | Datei hochladen | Bürgerhaus HERIS-ID: 56932 Objekt-ID: 66563                                                                       | Wieserfeldplatz 35 Standort KG: Steyr                           | Zweigeschoßiges traufständiges dreiachsiges ehemaliges Wohn- und Handwerkerhaus über rechteckigem Grundriss, dessen Querfassade dem Wieserfeldplatz zugewandt ist. Erneuerte, zum Teil auf den Stadtbrand von 1842 zurückgehende Rieselputzfassade. Im Erdgeschoß links abgefastes Portalgewände mit vergitterter Oberlichte. Der rechte Erdgeschoßbereich durch den Einbau zweier Schaufenster rezent verändert. Die Schaufenster sowie die drei regelmäßig angeordneten Fenster des Obergeschoßes stabfaschengerahmt. Fassadenabschluss durch profiliertes Traufgesims. Datum der Unterschutzstellung: 24. April 1996 (Ensemble Steyrdorf) | BDA-Hist.: Q38074220 Status: Bescheid Stand der BDA-Liste: 2025-06-30 Name: Bürgerhaus GstNr.: .603 |
| ja   | Datei hochladen | Bürgerhaus, Handwerkerhaus HERIS-ID: 45101 Objekt-ID: 45999                                                       | Wieserfeldplatz 36 Standort KG: Steyr                           | Zweigeschoßiges traufständiges sechsachsiges Wohn- und Handwerkerhaus mit Satteldach über hakenförmigem Grundriss, im Kern aus dem 2. Drittel des 16. Jahrhunderts stammend, mit mehreren Hofbauten. Fassadengestaltung aus der Zeit um 1900. Betonung der Gebäudekanten durch horizontale Putzfaschen. Erdgeschoß glattverputzt, die Fenster mit späthistoristischen aus Faschen mit Eckohren und Keilstein bestehenden Rahmungen. In der zweiten Achse von rechts nachbarockes schulterbogiges Portalgewände mit Oberlichte aus der Zeit um 1800 mit doppelflügeligem beschlagenem Biedermeiertor. Zart profiliertes Kordongesims zwischen den Geschoßen. Obergeschoß rieselverputzt. Die unregelmäßig angeordneten Fenster mit profilierten Umrahmungen mit Keilstein. Fassadenabschluss durch reich profiliertes Kranzgesims. Datum der Unterschutzstellung: 13. März 1986 (Ensemble Steyrdorf) | BDA-Hist.: Q38013246 Status: Bescheid Stand der BDA-Liste: 2025-06-30 Name: Bürgerhaus, Handwerkerhaus GstNr.: .641 |
| ja   | Datei hochladen | Bürgerhaus, Handwerkerhaus HERIS-ID: 45102 Objekt-ID: 46000                                                       | Wieserfeldplatz 37 Standort KG: Steyr                           | Zweigeschoßiges traufständiges Wohn- und Handwerkerhaus über hakenförmigem Grundriss mit abschließendem Satteldach, im Kern aus dem 2. Drittel des 16. Jahrhunderts stammend. Geburtshaus von Josef Werndl. Sehr schlichte biedermeierliche Fassadengestaltung. Betonung der Gebäudekanten durch vertikale Putzfaschen, horizontale Putzfasche zwischen den Geschoßen. Sämtliche Fenster mit schlichter gemalter Umrahmung. Erdgeschoß siebenachsig, in der dritten Achse von links Rechteckportal mit einfachem Steingewände, aufgedoppelte Tür aus der Zeit um 1800. Obergeschoß sechsachsig, zwischen zweiter und dritter Achse von links Gedenktafel für Josef Werndl. Fassadenabschluss durch profiliertes Traufgesims Datum der Unterschutzstellung: 13. März 1986 (Ensemble Steyrdorf) | BDA-Hist.: Q38013266 Status: Bescheid Stand der BDA-Liste: 2025-06-30 Name: Bürgerhaus, Handwerkerhaus GstNr.: .602 Wieserfeldplatz 37 (Steyr) |
| ja   | Datei hochladen | Bürgerhaus, Handwerkerhaus HERIS-ID: 45103 Objekt-ID: 46001                                                       | Wieserfeldplatz 38 Standort KG: Steyr                           | Zweigeschoßiges traufständiges siebenachsiges Wohn- und Handwerkerhaus mit abschließendem Satteldach, im Kern aus dem 2. Drittel des 16. Jahrhunderts stammend. Spätbiedermeierliche Fassadengestaltung nach Stadtbrand 1842. Betonung der Gebäudekanten durch Ortsteine. Erdgeschoß mit einheitlicher Quaderung, die Fenster mit Keilsteinen bekrönt. Gebäudemittig eckiges Hausportal mit einfach profiliertem Steingewände. Über dem Portal Madaillonrahmen mit Haussegensbild Hl. Dreifaltigkeit. Zart profiliertes Kordongesims zwischen den Geschoßen. Glatt verputztes Obergeschoß, genutete Fensterumrahmungen mit fächerförmigen Putzschnittbekrönungen. Fassadenabschluss durch reich profiliertes Traufgesims. Im Hof Stöckl sowie Schuppentrakt aus dem 19. Jahrhundert. Datum der Unterschutzstellung: 13. März 1986 (Ensemble Steyrdorf) | BDA-Hist.: Q38013275 Status: Bescheid Stand der BDA-Liste: 2025-06-30 Name: Bürgerhaus, Handwerkerhaus GstNr.: .642 |
| ja   | Datei hochladen | Bürgerhaus, Handwerkerhaus HERIS-ID: 45104 Objekt-ID: 46002                                                       | Wieserfeldplatz 39 Standort KG: Steyr                           | Zweigeschoßiges traufständiges siebenachsiges Wohn- und Handwerkerhaus mit Satteldach über hakenförmigem Grundriss, im Kern aus dem 2. Drittel des 16. Jahrhunderts stammend. Klassizistische Fassadengestaltung aus dem frühen 19. Jahrhundert. Die Gebäudekanten durch horizontale Eckfaschen betont. Erdgeschoß jalousiengebändert, gebäudemittig schlichtes abgefastes Portalgewände mit rautenförmig aufgedoppeltem Holztor aus dem frühen 19. Jahrhundert. Obergeschoß rieselverputzt, rasterförmige Fassadengliederung durch Parapet- und Verdachungsfelder der Fenster. Die Fenster mit genuteten Umrahmungen. Fassadenabschluss durch reich profiliertes Traufgesims. Am Satteldach drei giebelständige gemauerte Belichtungsgaupen in zwei Ebenen. Datum der Unterschutzstellung: 13. März 1986 (Ensemble Steyrdorf) | BDA-Hist.: Q38013283 Status: Bescheid Stand der BDA-Liste: 2025-06-30 Name: Bürgerhaus, Handwerkerhaus GstNr.: .601 |
| ja   | Datei hochladen | Bürgerhaus HERIS-ID: 56935 Objekt-ID: 66566                                                                       | Wieserfeldplatz 40 Standort KG: Steyr                           | Zweigeschoßiges traufständiges im Obergeschoß fünfachsiges ehemaliges Wohn- und Handwerkerhaus mit abschließendem Satteldach, im Kern möglicherweise aus dem 16. Jahrhundert stammend. Die nach dem Stadtbrand von 1842 gestaltete Fassade erneuert. Rieselverputzte Fassade, Betonung der Gebäudeecken durch vertikale Faschen. Erdgeschoß durch Einbau eines Garagentors, eines großformatigen Fensters sowie einer eckigen Tür rezent verändert. Die Öffnungen jeweils mit einer schlichten Umrahmung. Aus der Biedermeierzeit stammendes über zwei Stufen erreichbares eckiges Hausportal mit schlichtem Steingewände mit Oberlichte in der zweiten Achse von rechts. Profliertes Kordongesims zwischen den Geschoßen. Die Fenster des Obergeschoßes mit gestuften Umrahmungen. Fassadenabschluss durch profiliertes Traufgesims. Hoftrakt mit Schuppen aus dem 19. Jahrhundert. Datum der Unterschutzstellung: 24. April 1996 (Ensemble Steyrdorf) | BDA-Hist.: Q38074229 Status: Bescheid Stand der BDA-Liste: 2025-06-30 Name: Bürgerhaus GstNr.: .644 |
| ja   | Datei hochladen | Bürgerhaus HERIS-ID: 56937 Objekt-ID: 66568                                                                       | Wieserfeldplatz 41 Standort KG: Steyr                           | Zweigeschoßiges traufständiges ehemaliges Wohn- und Handwerkerhaus mit abschließendem Satteldach aus dem Jahr 1826. Einfache erneuerte Fassadengestaltung, im Erdgeschoß acht-, im Obergeschoß siebenachsig. Betonung der Gebäudeecken durch vertikale Faschen, horizontale Fasche zwischen den Geschoßen. Sämtliche Fensteröffnungen stabfaschengerahmt. Im Erdgeschoß in der dritten Achse von links stabfaschengerahmtes eckiges Hausportal. Fassadenabschluss durch reich profiliertes biedermeierliches Traufgesims. Datum der Unterschutzstellung: 24. April 1996 (Ensemble Steyrdorf) | BDA-Hist.: Q38074239 Status: Bescheid Stand der BDA-Liste: 2025-06-30 Name: Bürgerhaus GstNr.: .600 |
| ja   | Datei hochladen | Bürgerhaus, Handwerkerhaus HERIS-ID: 45105 Objekt-ID: 46003                                                       | Wieserfeldplatz 42 Standort KG: Steyr                           | Zweigeschoßiges traufständiges, im Obergeschoß achtachsiges Wohn- und Handwerkerhaus mit abschließendem Satteldach, im Kern aus dem 2. Drittel des 16. Jahrhunderts stammend. Fassade nach dem ursprünglichen Erscheinungsbild der Biedermeierzeit in den letzten Jahren vorbildlich restauriert, u. a. Rückbau der störenden vergrößerten Erdgeschoßfensteröffnungen. Betonung der Gebäudekanten durch vertikale Putzfaschen. Erdgeschoß jalousiengebändert. Die fünf Fenster mit genuteter Umrahmung, Fenstergitter sekundär verwendet. In der dritten Achse von rechts abgefastes Oberlichtportal in spätgotischer Form, wahrscheinlich sekundär verwendet, mit rautenförmig beschlagenem Türblatt. Links großes segmentbogiges zweiflügeliges Holzportal. Zart profiliertes Kordongesims zwischen den Geschoßen. Obergeschoß glatt verputzt mit acht Fensteröffnungen mit genuteten Umrahmungen. Fenster mit hölzernen Fensterläden. Zwischen dritter und vierter Achse von rechts Stuckrahmen eines ehemaligen Votivbildes. Fassadenabschluss durch reich profiliertes Traufgesims. Im Hof zweigeschoßiges Stöckl aus der Zeit um 1800. Im Obergeschoß zwei Rundbogenfenster mit romantisch-historistischer Profilrahmung aus der Zeit um 1850/60. Datum der Unterschutzstellung: 13. März 1986 (Ensemble Steyrdorf) | BDA-Hist.: Q38013294 Status: Bescheid Stand der BDA-Liste: 2025-06-30 Name: Bürgerhaus, Handwerkerhaus GstNr.: .646 |
| ja   | Datei hochladen | Bürgerhaus, Handwerkerhaus HERIS-ID: 45106 Objekt-ID: 46004                                                       | Wieserfeldplatz 43 Standort KG: Steyr                           | Zweigeschoßiges sechsachsiges traufständiges Wohn- und Handwerkerhaus mit erneuerter Fassade und abschließendem Satteldach. Reste der ursprünglichen Fassadengestaltung aus der Zeit um 1842 erhalten. Betonung der Gebäudekanten durch vertikale Putzfaschen, horizontale Putzfasche zwischen den Geschoßen. In der dritten Achse von rechts Steingewändeportal aus der Zeit um 1842. Im Obergeschoß gebäudemittig Bild in geschwungenem Rahmen aus dem 20. Jahrhundert. Fassadenabschluss durch biedermeierlich reich profiliertes Traufgesims. Die zweiachsige Querfassade eternitvertäfelt. Profiliertes Gesims zum einachsigen Giebelgeschoß. Datum der Unterschutzstellung: 13. März 1986 (Ensemble Steyrdorf) | BDA-Hist.: Q38013303 Status: Bescheid Stand der BDA-Liste: 2025-06-30 Name: Bürgerhaus, Handwerkerhaus GstNr.: .599 |
| ja   | Datei hochladen | Bürgerhaus, Handwerkerhaus HERIS-ID: 45107 Objekt-ID: 46005                                                       | Wieserfeldplatz 44 Standort KG: Steyr                           | Zweigeschoßiges traufständiges siebenachsiges Wohn- und Handwerkerhaus mit Biedermeierfassade und abschließendem Satteldach, im Kern aus dem 2. Drittel des 16. Jahrhunderts stammend. Hoher glatt verputzter Sockelbereich. Betonung der Gebäudekanten durch vertikale zweifach abgestufte Putzfaschen. Die Fenster mit genuteten Rahmungen, im Erdgeschoß mit Dreiecksgiebeln mit Füllmotiven. In der zweiten Achse von rechts segmentbogiges Portal durch Faschen und eine sturzartige Verkröpfung des Kordongesimses gerahmt. Zart profiliertes Kordongesims zwischen den Geschoßen. Die genuteten Umrahmungen des Obergeschoßes mit Blendarkaden um die Fenster, deren Parapete und Rundbogentympana mit rautenförmigen Füllmotiven versehen sind. Fassadenabschluss durch reich profiliertes Traufgesims. Satteldach mit drei giebelständigen Dachgaupen. Datum der Unterschutzstellung: 13. März 1986 (Ensemble Steyrdorf) | BDA-Hist.: Q38013313 Status: Bescheid Stand der BDA-Liste: 2025-06-30 Name: Bürgerhaus, Handwerkerhaus GstNr.: .647/1 |
| ja   | Datei hochladen | Bürgerhaus, Handwerkerhaus HERIS-ID: 45108 Objekt-ID: 46006                                                       | Wieserfeldplatz 46 Standort KG: Steyr                           | Zweigeschoßiges, zum Wieserfeldplatz hin traufständiges sechsachsiges Wohn- und Handwerkerhaus mit abschließendem Satteldach. Erneuerte auf das 19. Jahrhundert zurückgehende Fassadengliederung. Längsfassade mit Kordonband zwischen den Geschoßen, die Fenster mit genuteten Umrahmungen. In der zweiten Achse von rechts Steingewändeportal mit Oberlichte. Das große geschwungene Blechvordach stammt aus der 1. Hälfte des 19. Jahrhunderts. Fassadenabschluss durch reich profiliertes Traufgesims. Schlichte Querfassade ohne historische Fassadengliederungselemente. Erdgeschoß fünf-, Obergeschoß dreiachsig. Das abschließende Giebelgeschoß mit zwei Fensteröffnungen. Datum der Unterschutzstellung: 13. März 1986 (Ensemble Steyrdorf) | BDA-Hist.: Q38013323 Status: Bescheid Stand der BDA-Liste: 2025-06-30 Name: Bürgerhaus, Handwerkerhaus GstNr.: .650 |
| ja   | Datei hochladen | Bürgerhaus, Handwerkerhaus HERIS-ID: 45109 Objekt-ID: 46007                                                       | Wieserfeldplatz 50, 52 Standort KG: Steyr                       | Zweigeschoßiges, über der westlichen Platzspitze des Wieserfeldplatzes erhöht gelegenes Wohn- und Handwerkerhaus mit abschließendem Satteldach, im Kern aus dem 2. Drittel des 16. Jahrhunderts stammend. Schlichte biedermeierliche Fassadengestaltung nach Stadtbrand 1842. Gliederung der Fassaden durch Eck- und Kordonfaschen, die Fenster mit genuteten Umrahmungen. Erdgeschoß glatt-, das Obergeschoß rieselverputzt. Die hochaufragende dreiachsige Giebelfassade dem Platz zugewandt, Giebelgeschoß zweiachsig. Die Längsfassade fünfachsig, in der zweiten Achse von rechts nachbarockes Portalgewände mit Voluten aus der ersten Hälfte des 19. Jahrhunderts. Fassadenabschluss durch einfach profiliertes Traufgesims. Datum der Unterschutzstellung: 13. März 1986 (Ensemble Steyrdorf) | BDA-Hist.: Q38013336 Status: Bescheid Stand der BDA-Liste: 2025-06-30 Name: Bürgerhaus, Handwerkerhaus GstNr.: .654 |
| ja   | Datei hochladen | Bürgerhaus HERIS-ID: 56938 Objekt-ID: 66570                                                                       | Zachhubergasse 4 Standort KG: Steyr                             | Zweigeschoßiges zur Zachhubergasse hin giebelständiges Eckhaus mit Krüppelwalmdach, im Kern vermutlich aus dem 17. Jahrhundert stammend. Fassadengestaltung nach Stadtbrand 1842, zur Zachhubergasse hin sechs-, zum Wieserfeldplatz dreiachsig. Schlichte Fassadengestaltung, Betonung der Gebäudekanten durch Putzfaschen, die Fenster der beiden Hauptgeschoße stabfaschengerahmt. Die Fenster des Erdgeschoßes mit schlichter Vergitterung. In der Zachhubergasse in der dritten Achse von links eckiges Hausportal mit Steingewände und schmiedeeisern vergitterter Oberlichte. Fassadenabschluss zum Wieserfeldplatz hin durch reich profiliertes Traufgesims. Dieses Gesims wird an der Zachhubergasse fortgesetzt und trennt den mächtigen schlichten zweiachsigen Giebelbereich von den Hauptgeschoßen. Die Fenster des Giebelgeschoßes ohne entsprechende Umrahmungen. Datum der Unterschutzstellung: 24. April 1996 (Ensemble Steyrdorf) | BDA-Hist.: Q38074250 Status: Bescheid Stand der BDA-Liste: 2025-06-30 Name: Bürgerhaus GstNr.: .608/1 |
| ja   | Datei hochladen | Bürgerhaus HERIS-ID: 47000 Objekt-ID: 49419                                                                       | Zieglergasse 17 Standort KG: Steyr                              | Freistehendes kleines eingeschoßiges Gebäude mit Krüppelwalmdach mit Anschüblingen und Schleppgaupen, im Kern spätmittelalterlich-frühneuzeitlich, in der Barockzeit neu fassadiert. Einfache Faschengliederung der Rieselputzfassaden, die Fenster mit genuteten Umrahmungen. Zweiachsige Giebelfassade zur Zieglergasse, horizontale Fasche zum zweiachsigen Giebelgeschoß. Rückseitige Querfassade verbrettert mit Ladeöffnungen im Giebelbereich. Fünfachsige Längsfassade mit mittigem Rechteckportal in Steingewände mit spitz auslaufenden Abfasungen aus der Bauzeit und vergitterter Oberlichte. An beiden Traufseiten jeweils rautenförmig aufgedoppeltes barockes Türblatt. Im Inneren hat sich noch ein Teil eines Gliederlbodens, eines Bodenbelages aus Tierknochen, erhalten. Datum der Unterschutzstellung: 27. Dezember 1995 | BDA-Hist.: Q38025073 Status: Bescheid Stand der BDA-Liste: 2025-06-30 Name: Bürgerhaus GstNr.: .257 |
| ja   | Datei hochladen | Wohnhaus, Fischergschirr HERIS-ID: 108170 Objekt-ID: 125580                                                       | Zwischenbrücken 1, 2 Standort KG: Steyr                         | Zwischenbrücken 1: Drei- bzw. viergeschoßiges Gebäude, in seiner Außenerscheinung aus der Zeit um 1900 stammend, mit älterem Kern. Ostfassade zwei-, Südfassade drei- und Westfassade vierachsig. An der Ostfassade im ersten Obergeschoß zwei eckige Portale mit Steingewänden, eines mit Oberlichte. Über den Portalen und den beiden Fenstern dieses Geschoßes profiliertes Band mit eckiger Erhöhung. Über den Fenstern des zweiten Obergeschoßes profiliertes Band mit rundbogiger, über den Fenstern des dritten Obergeschoßes mit dreieckiger Erhöhung. Betonung der Gebäudekanten durch filialartige Türmchen. Gebäudeabschluss durch umlaufende Zinnen mit darunterliegendem Spitzbogenfries. Nordfassade fünfachsig, nach innen abgewinkelt ausgeführt, schlichte Fassadengestaltung. Zwischenbrücken 2: Zweieinhalbgeschoßiges historistisches Gebäude aus der 2. Hälfte des 19. Jahrhunderts, am Zusammenfluss von Steyr und Enns situiert. Ostfassade dreiachsig, Erdgeschoß steinsichtig, Betonung der Gebäudekanten durch Steinquader. Die Fenster des Obergeschoßes mit geraden Verdachungen und profilierten Sohlbankgesims. Steinfaschen zwischen den Geschoßen. Querrechteckige Belichtungsöffnungen unterhalb des reich profilierten Traufgesims. Nordfassade zweiachsig, schlichtere Fassadenausführung. Betonung der Gebäudekanten durch Steinquader, einfache Fensterumrahmungen. Die Westfassade mit unregelmäßiger Achsaufteilung. Gebäudeabschluss durch flaches Walmdach. Datum der Unterschutzstellung: 31. Dezember 2009 | BDA-Hist.: Q37812292 Status: § 2a Stand der BDA-Liste: 2025-06-30 Name: Wohnhaus, Fischergschirr GstNr.: .159, 160/1 Fischergschirr |
| ja   | Datei hochladen | Wasserturm mit Anbau HERIS-ID: 38704 Objekt-ID: 38289                                                             | Zwischenbrücken 3 Standort KG: Steyr                            | 1572 von Hans Klinger errichteter ursprünglich siebengeschoßiger Wasserturm, der der Wasserversorgung der Brunnen am Stadtplatz diente. Nach schweren statischen Problemen 1909 die beiden obersten Geschoße abgetragen. Fünfgeschoßiger Turm, die Fenster mit schlichten Umrahmungen. Barocke Faschengliederung in den beiden oberen Geschoßen, hier Betonung der Gebäudekanten durch vertikale Faschen, die Breitfenster ebenfalls durch Faschen zusammengefasst. Zart profiliertes Traufgesims, Turmabschluss durch Zeltdach. Östlich anschließend zweigeschoßiger dreiachsiger Anbau mit abschließendem Satteldach. Erdgeschoß mit breiter segmentbogenförmiger stichkappentonnengewölbter Durchfahrt. Fenster des Obergeschoßes mit schlichten Umrahmungen, Betonung der Gebäudekanten durch vertikale Putzfaschen. Flussseitige Fassade äußerst schlicht mit nur einer Fensteröffnung im Obergeschoß. Erdgeschoß mit größerer eckiger Öffnung. Datum der Unterschutzstellung: 22. November 1988 | BDA-Hist.: Q2551683 Status: Bescheid Stand der BDA-Liste: 2025-06-30 Name: Wasserturm mit Anbau GstNr.: .158/2 Wasserturm Zwischenbrücken 3, Steyr |
| ja   | Datei hochladen | Bürgerhaus HERIS-ID: 38705 Objekt-ID: 38290                                                                       | Zwischenbrücken 4 Standort KG: Steyr                            | Mächtiges kubisch proportioniertes drei- bzw. viergeschoßiges Bürgerhaus, im Kern aus dem 16./17. Jahrhundert stammend. Bis auf die dreiachsiges Ostfassade je vierachsig. Fassadengestaltung um 1840 im Stil des Romantischen Historismus. West-, Süd- und die beiden südlichen Achsen der Ostfassade bis zum Wasserturm gleich gestaltet. Erdgeschoß glatt verputzt, die Fenster mit schlichten Umrahmungen. In der zweiten Achse von links der Südfassade genutetes Steinportal mit vergitterter Oberlichte. Zart profiliertes Kordongesims. Obergeschoße rieselverputzt mit großer rasterförmiger Faschengliederung. Die Fenster zusätzlich durch Faschen zusammengefasst und in Felder aufgeteilt. Zwischen erstem und zweitem Geschoß geputzte gotisierende Spitzbogenmotive. Fassadenabschluss durch reich profiliertes Kranzgesims. Nord- und nördlicher Teil der Ostfassade glatt verputzt. Fenster mit schlichten Umrahmungen, im ersten Obergeschoß mit Ohrenfaschen. Vertikale Faschen zwischen den Achsen bzw. im Bereich der Gebäudekanten. Gebäudeabschluss durch äußerst flaches Satteldach. Datum der Unterschutzstellung: 18. November 1988 | BDA-Hist.: Q37983383 Status: Bescheid Stand der BDA-Liste: 2025-06-30 Name: Bürgerhaus GstNr.: .158/1 Zwischenbrücken 4 (Steyr) |
| ja   | Datei hochladen | Wohn- und Geschäftshaus HERIS-ID: 108193 Objekt-ID: 125603                                                        | Zwischenbrücken 5 Standort KG: Steyr                            | Kleines dreiachsiges eineinhalbgeschoßiges Gebäude, an den Schlossberg angebaut. Errichtet 1829 nach Abbruch bzw. aus den Resten des Steyrtores. Fassadengestaltung Mitte bzw. 2. Hälfte des 19. Jahrhunderts. Die beiden linken Öffnungen rundbogig ausgeführt, mit schlicht profilierter Umrahmung. Rechts eckige Türöffnung. Erdgeschoß genutet, reich profiliertes Kordongesims zwischen den Geschoßen. Obergeschoß rieselverputzt mit drei querovalen Belichtungsöffnungen. Abschluss der Fassade durch Hohlkehle. Die schmale Nordfassade öffnungslos ausgeführt. Hohes steiles Dach. Datum der Unterschutzstellung: 31. Dezember 2009 | BDA-Hist.: Q37812406 Status: § 2a Stand der BDA-Liste: 2025-06-30 Name: Wohn- und Geschäftshaus GstNr.: .156 |
| ja   | Datei hochladen | Stadtbefestigung Ennsdorf HERIS-ID: 110305 Objekt-ID: 127997                                                      | Standort KG: Steyr                                              | Archäologisches Fundhoffnungsgebiet, keine oberflächlichen Reste sichtbar. Ennsdorf wurde in den Kriegen zwischen Kaiser Friedrich III. und König Matthias Corvinus nach 1478 befestigt. Die Unterschutzstellung beinhaltet: Standort des ehemaligen Schmidtores in der Haratzmüllerstraße, 1855 als Verkehrshindernis abgebrochen. Standort des Johannestores (siehe Abb.) in der Johannesgasse, das Tor wurde 1944 durch Bomben schwerst beschädigt und in Folge abgetragen. Stadtteilbefestigung im Bereich der Bahnhofstraße, unsicher ob sich in diesem Bereich eine Wehrmauer oder lediglich eine Holzpalisade mit vorgelagertem Graben befunden hat. Es wurden lediglich Teile der Stadtbefestigung in Ennsdorf gemauert ausgeführt. Datum der Unterschutzstellung: 31. Dezember 2009. Anmerkung: Standort zwischen Grundstücksgrenze Nr. 1396/4 und 1301/1 angegeben. | BDA-Hist.: Q37818046 Status: § 2a Stand der BDA-Liste: 2025-06-30 Name: Stadtbefestigung Ennsdorf GstNr.: 1298, 1396/4, 1301/1 |

## Ehemalige Denkmäler
| Foto |                 | Denkmal                                                   | Standort                             | Beschreibung | Metadaten |
| ---- | --------------- | --------------------------------------------------------- | ------------------------------------ | --- | --- |
| ja   | Datei hochladen | Teil der ehem. Hack-Werke von 13. März 1986 bis Juni 2003 | Wehrgrabengasse 9 Standort KG: Steyr | Datum der Unterschutzstellung: 13. März 1986 (Ensemble Steyrdorf), als Teil der ehemaligen Hack-Werke, Wehrgrabengasse 1-9, ungerade Nummern. Auf Grund überregionalen Interesses wegen der Errichtung der Fachhochschule aus dem Denkmalschutz entlassen und im Juni 2003 abgebrochen. Es handelte sich um ein solitär stehendes kleines zweigeschoßiges Betriebsgebäude mit schlichter Fassadengestaltung. Betonung der Gebäudekanten durch vertikale Faschen, z. T. horizontale Faschen zwischen den Geschoßen. Schlichte Umrahmungen der Fenster. Nord- und Südfassade je zweiachsig, Westfassade mit einem vermauerten Fenster im Obergeschoß. Ostfassade mit charakteristischer hölzerner Außentreppe, durch die das Obergeschoß erschlossen wurde. Gebäudeabschluss durch ein flaches Walmdach. | BDA-Hist.: Q125378950 Status: Bescheid Stand der BDA-Liste: 2012-03-30 Name: Teil der ehem. Hack-Werke GstNr.: 526/3 |